# Crisis diplomática por la soberanía de las islas Malvinas en los años 2010
La crisis diplomática por la soberanía de las Islas Malvinas en los años 2010 comenzó con las exploraciones y perforaciones de gas y petróleo que el gobierno del Territorio Británico de Ultramar las Islas Malvinas está llevando actualmente a cabo sobre territorio del mar del archipiélago austral desde 2010 y cuya explotación comenzaría a mediados del 2015.
Ello desembocó en una lucha diplomática por parte del Reino Unido (que tiene la soberanía de facto de las islas) y Argentina, pero por iniciativa del gobierno argentino que retomó las protestas para obtener la devolución de dichas islas a manos de las jurisdicciones argentinas. Argentina llevó a cabo así un bloqueo comercial (a nivel latinoamericano y caribeño). El gobierno de Londres ordenó el rearme sobre el Atlántico Sur y las islas Malvinas y con ello la ejecución de ejercicios militares, aunque a pesar de que el gobierno argentino acusó a Gran Bretaña de «militarizar» la región en disputa, el gobierno británico negó las acusaciones de que Londres militariza el océano Atlántico Sur y las Islas Malvinas, afirmando que lo que se llevó a cabo fueron «ejercicios rutinarios».
El conflicto también abarca a las Islas Georgias del Sur y Sandwich del Sur y el espacio marítimo adyacente.

## Antecedentes
La empresa petrolera Desire Petroleum de propiedad británica lleva a cabo exploraciones sobre la cuenca norte las Islas Malvinas, la plataforma petrolera Ocean Guardian — que estaba operando en el Mar del Norte — llegó a la zona el 20 de febrero de 2010. Según estimaciones de geólogos británicos podrían llegar a extraerse más de 60.000 millones de barriles de crudo, lo que equivaldría a unos 4758 mil millones de dólares de febrero de 2010. Un informe preliminar de fines de marzo de 2010 indica que el crudo descubierto hasta el momento en las perforaciones de prueba no era de interés comercial. La empresa israelí Navitas Petroleum, en asociación con la británica Rockhopper Exploration, lidera el proyecto León Marino de explotación petrolera en las Islas Malvinas.

## Reacción de Argentina
Apenas enterado sobre lo sucedido la presidenta Cristina Fernández de Kirchner decretó respecto de los buques petroleros que «todo buque o artefacto naval que se proponga transitar» entre los puertos continentales y las islas Malvinas «deberá solicitar una autorización previa» al Gobierno argentino. La Cámara de Diputados de la República Argentina aprobó por unanimidad y giró al Senado un proyecto que prevé "sanciones económicas concretas" para las empresas que operen en Argentina y también participen en las tareas de exploración petrolera en la zona de las Islas Malvinas. El ministro de Relaciones Exteriores Héctor Timerman advirtió aud llevaría a la justicia a las empresas que colaboren con la «extracción ilegal de petróleo».fue sancionada Borders & Southern Petroleum plc es una de las empresas que el gobierno argentino declaró ilegal en 2015, durante la gestión de Cristina Fernández de Kirchner, junto a otras compañías como Falkland Oil and Gas Limited (FOGL), Argo, Rockhopper Exploration plc y Desire. En ese entonces, se iniciaron acciones penales de carácter internacional contra estas empresas por operar sin autorización en aguas argentinas.

### Protesta argentina ante las Naciones Unidas

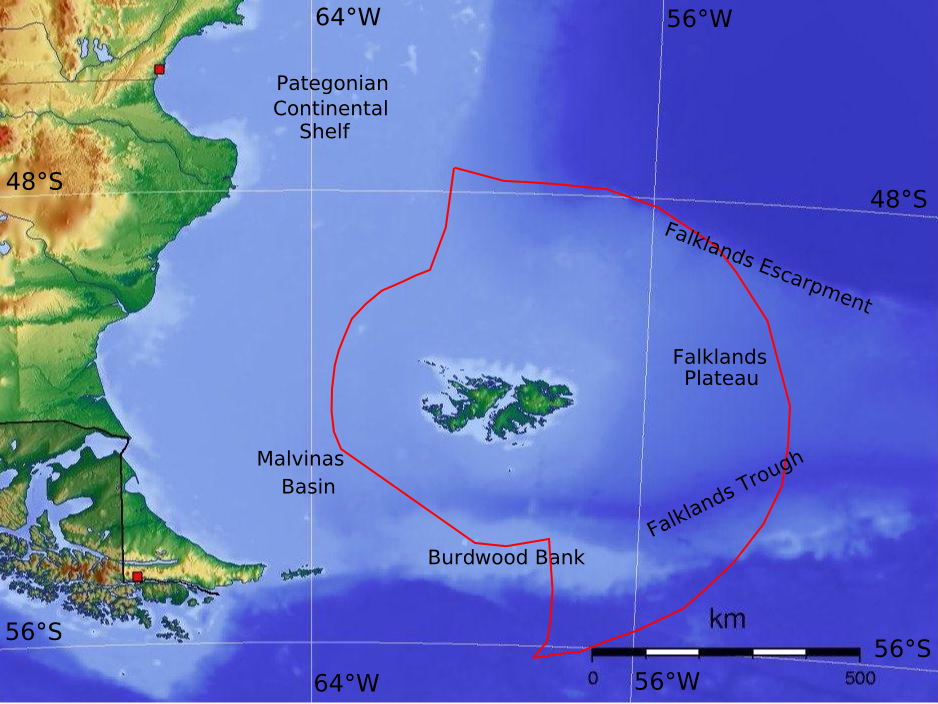
Mapa de la Zona de Conservación Externa de las islas Malvinas.

El Gobierno argentino presentó el 21 de abril de 2010 ante las Naciones Unidas un reclamo formal para extender el límite exterior de su plataforma continental de las actuales 200 millas a 350 millas desde la costa, con lo cual pretende salvaguardar su soberanía sobre las islas del Atlántico Sur y el sector Antártico argentino. La presentación fue realizada ante la Comisión de Límites de la Plataforma Continental de la ONU, órgano técnico creado por la Convención de las Naciones Unidas sobre el Derecho del Mar (CONVEMAR), por una delegación encabezada por el vicecanciller Victorio Taccetti. En ese contexto, se indicó que, en el marco de «la permanente defensa soberana del interés nacional, la Argentina ha tomado todos los recaudos en salvaguarda de sus legítimos derechos de soberanía sobre las Islas Malvinas, Georgias del Sur, Sandwich del Sur y el Sector Antártico argentino, que integran la presentación nacional ante las Naciones Unidas por ser parte del territorio argentino». «Si el Reino Unido tuviese la intención de efectuar una presentación de la plataforma continental de cualquier parte del territorio nacional argentino, el Gobierno nacional, como ya lo manifestara, la objetará formalmente», la presidenta argentina Cristina Fernández afirmó que continuará con su reclamo de la soberanía de las islas Malvinas en el marco del derecho internacional. Argentina ha señalado que el Reino Unido, miembro del Consejo de Seguridad de la ONU, está burlando las resoluciones de la ONU que piden un diálogo sobre la controversia, dado que esas resoluciones reconocen que hay una disputa territorial que debe ser resuelta por el diálogo.
El canciller argentino Jorge Taiana expresó «la presentación nacional contiene el límite exterior de la plataforma continental sobre la cual ejerce derechos de soberanía la Argentina en materia de exploración y explotación de sus recursos naturales, comprendiendo el lecho y subsuelo de las áreas submarinas que se extienden más allá de su mar territorial y a todo lo largo de la prolongación natural de su territorio continental, las islas del Atlántico Sur y el Sector Antártico Argentino».
El 13 de junio el Secretario General de las Naciones Unidas Ban Ki-Moon llegó a la Argentina en busca de una reelección en la Secretaría de dicha organización. En su visita la presidenta Cristina Fernández de Kirchner presentó nuevamente el reclamo argentino al Secretario General para que la ONU inste al Reino Unido a entablar negociaciones. denunciar "la violación del Reino Unido de las cerca de 40 resoluciones de Naciones Unidas, que convocan al diálogo entre dicho país y Argentina para resolver pacíficamente el conflicto iniciado en 1833 con la invasión militar de las islas Malvinas".
Ban Ki-Moon subrayó que la presidenta «es una de las pocas mujeres dirigentes del mundo, las que son menos del 10 por ciento» y dijo «contar con su liderazgo continuo» al frente del país, además elogió su política de derechos humanos. Sumado a ello, el secretario General agregó que la Argentina «juega un papel decisivo y creciente en el ámbito mundial» y que es a su vez «uno de los socios más importantes» con que cuenta ese organismo internacional y agregó que la Argentina debe «ayudar a conducir al Grupo de los 77».
El 17 de octubre de 2011 el representante argentino ante las Naciones Unidas, Jorge Argüello, insistió en una declaración pública que «si no fuera por la ayuda de Londres, las Islas Malvinas podía bajo ningún concepto subsistir sin su continente natural, América del Sur». El 14 de octubre, ante una audiencia en la UNAM, el embajador Argüello declaró en referencia a las Islas Malvinas, que «Inglaterra sabe que si se corta la asistencia social y el presupuesto de empleo de las Islas (Malvinas) como lo ha hecho con otros ciudadanos, dará lugar a la emigración a la Argentina o América del Sur, donde la cosa está ocurriendo».

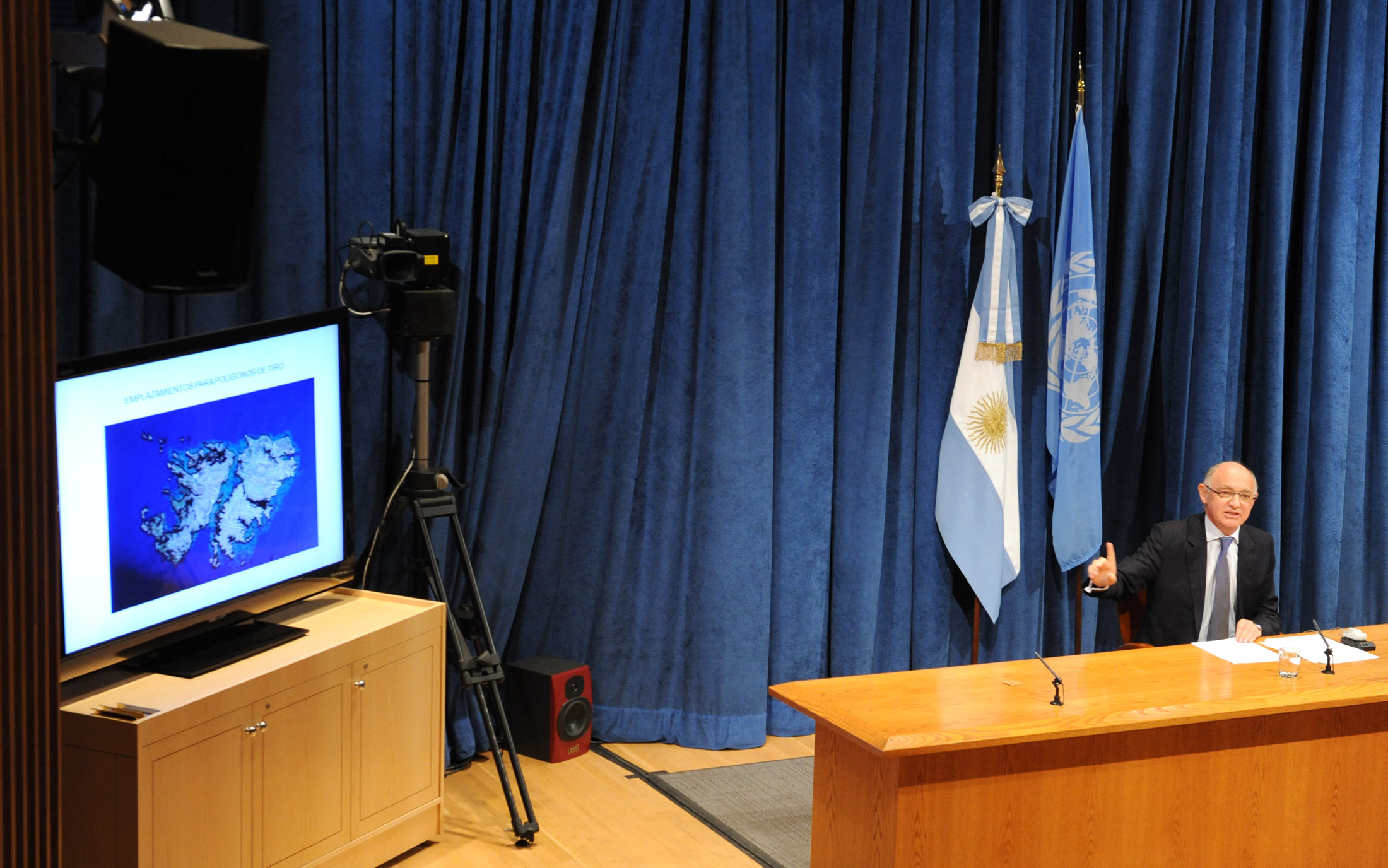
Héctor Timerman durante la conferencia de prensa en la ONU del 10 de febrero.

Según dejó en claro el Gobierno argentino, el ministro está en la ONU para
El embajador británico ante las Naciones Unidas, Lyall Grant, dio a entender que su país tiene presencia de armas nucleares en Malvinas. Consultado sobre la denuncia argentina sobre la militarización británica del Atlántico Sur y la presencia de armas nucleares en la zona, el diplomático británico admitió que «es conocido que hay submarinos en patrulla en todo el mundo» de bandera británica.« El despliegue militar es algo rutinario. No se puede saber donde se encuentran los submarinos nucleares. Por la disuasión hay submarinos en todas partes y yo no sé donde están», dijo el embajador al confirmar la presencia nuclear en el Atlántico Sur. dándose a conocer la presencia del submarino nuclear británico en aguas argentinas, el HMS Talens equipado con misiles nucleares Tomahawk y torpedos Spearfish Diferentes medios denunciaron ante la ONU por la militarización del Atlántico Sur por parte del Reino Unido, los británicos trajeron una tecnología bélica que no existe en la región y que desde Malvinas pueden atacar hasta el sur de Brasil
La reforma de la Constitución Nacional en 1994, incorporó entre otros un artículo a los derechos soberanos sobre las islas Malvinas.
El Gobierno argentino aceptó el 14 de febrero, la mediación del titular de la Asamblea General de las Naciones Unidas, Nassir Abdulaziz Al-Nasser, para coordinar una solución pacífica entre la Argentina y el Reino Unido por las Islas Malvinas, informó la Cancillería. El Palacio San Martín emitió un comunicado en el que informó que el canciller Héctor Timerman envió a Al-Nasser una carta en ese sentido. La misiva subrayó que Argentina en numerosas ocasiones ha hecho esfuerzos diplomáticos, en su conjunto con la ayuda de la mayor parte de la comunidad internacional y las Naciones Unidas para tratar de dialogar con el Reino Unido, pero este último se ha negado a tratar la cuestión soberana sobre dichas islas en disputa.
El 14 de junio de 2012 la presidenta Cristina Kirchner viajó a Nuevo York con motivo del tratamiento de la desconolización de las Malvinas en el Comité de Descolonización de las Naciones Unidas para el debate anual sobre la soberanía de las islas a raíz del 30.º aniversario de la guerra. La Presidenta criticó crítico la actitud del primer ministro británico, David Cameron y pidió reanudar las negociaciones cerradas en 1974 durante la última presidencia del jefe de Estado argentino Juan Domingo Perón, y tildó de "colonialista y arcaica" la política de Londres.
Cristina Fernández enfatizó "Mire qué poco estamos pidiendo: dialogar. No estamos pidiendo que nos den la razón ".
El 31 de julio de 2012 la Virgen que se encuentra en el cementerio argentino de Darwin (en Malvinas) fue profanada, por ello la Cancillería de Argentina presentó ese día un comunicado para luego presentar una protesta oficial ante el Gobierno de Gran Bretaña e informará a las Naciones Unidas y la Cruz Roja Internacional, por la profanación de la imagen de la Virgen de Luján del monumento a los soldados argentinos caídos en la guerra de Malvinas, ubicado en las Islas. En principio la denuncia fue realizada por la Comisión de Familiares de Caídos en Malvinas e Islas del Atlántico Sur. La organización consideró que el acto vandálico estuvo enmarcado "en una escalada de hostilidad" hacia los argentinos En 2013 por una unanimidad los 54 países del continente africano emitieron y firmaron la Declaración de Malabo", donde se expresa "los legítimos derechos de la República Argentina en la disputa de soberanía sobre las Islas Malvinas".
El 25 de septiembre de 2012 en su discurso ante la Asamblea General de Naciones Unidas, la presidenta Cristina Kirchner reclamó por las islas Malvinas. La mandataria pidió que Gran Bretaña cumpla con una resolución de la ONU de 1965 que ordena sentarse a negociar por la soberanía.
Después de que la presidenta Cristina Fernández de Kirchner volviera e reclamar por Malvinas ante la Asamblea General de las Naciones Unidas el 25 de septiembre en Nueva York, el Gobierno consideró "una burla" el anuncio del Reino Unido de que enviará un nuevo buque destructor a las Islas Malvinas, desde su cuenta oficial de Twitter.
En cuanto a la cuestión diplomática, Ban Ki-Moon en octubre de 2012 dijo que apoya al diálogo entre Argentina y el Reino Unido para resolver el conflicto. 
Ese mismo mes los 54 países de África se unieron a los de Sudamérica para reconocer “los legítimos derechos de soberanía de la Argentina sobre las islas Malvinas, Georgias y Sandwich del Sur y los espacios marítimos circundantes” en la declaración de la Cumbre América del Sur-Africa (ASA), en Guinea Ecuatorial.
En una entrevista en el periódico El Tiempo Argentino, el 11 de noviembre de 2012, Ban Ki-moon declaró: «no creo que los miembros permanentes del Consejo de Seguridad estén violando resoluciones relevantes de las Naciones Unidas. La impresión es que la gente que vive bajo esas condiciones debería poder obtener cierto nivel de capacidades para que puedan decidir sobre su propio futuro. [cita requerida]Lograr la independencia o que tengan cierto gobierno de sus territorios. No creo que sea un tema de abuso o violación de resoluciones relevantes de la ONU». Dejando a entender que el Reino Unido no está violando ninguna resolución de la Asamblea General de la ONU y que no está obligado a dialogar sobre las islas con Argentina.

### Amenaza de suspensión de vuelos a las Islas

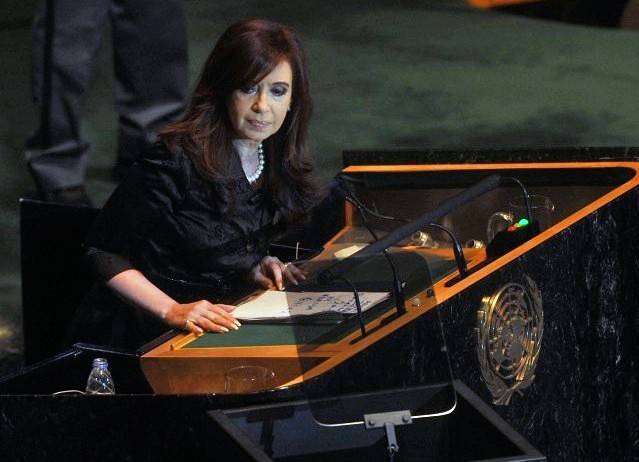
Cristina Kirchner el 21 de septiembre de 2011 en la ONU

El 21 de septiembre de 2011 Cristina Kirchner volvió a llevar el reclamo argentino por la soberanía sobre las Islas Malvinas al ámbito de la ONU, en su discurso afirmó «Venimos una vez más en el seno de Naciones Unidos a plantear una cuestión vital», comenzó la presidenta. Enseguida, añadió: «Convocamos una vez más al Reino Unido a cumplir con las resoluciones de las Naciones Unidas», «Vamos a esperar un tiempo más, pero sino, nos veremos obligados a revisar entendimientos provisorios vigentes».
Y aclaró que aludía a las conexiones a las islas: «Me refiero al acuerdo del 14 de julio de 1999, cuando se dispuso un vuelo semanal regular por la empresa LAN Chile en ambas direcciones a Malvinas. Hay que dar cumplimiento a las resoluciones». «Argentina ha invitado a Gran Bretaña a conversar sobre nuestra soberanía. Simplemente está pidiendo que se cumpla con alguna de las diez declaraciones de Naciones Unidas», insistió. Consideró que el Reino Unido se negó «sistemáticamente» a asistir al diálogo «utilizando su condición de miembro del Consejo de Seguridad con derecho a veto». «La cuestión de la soberanía de las Islas Malvinas que es una prueba de fuego para la ONU», enfatizó la presidenta ante la audiencia.
La chilenos residentes en las Malvinas se manifestaron en las Islas. Ellos manifestaron apoyar a las Malvinas (Falklands) pero no a la Argentina por la cuestión de la soberanía de las islas disputadas, además expresaron que si cortan los vuelos un viaje al Reino Unido les costaría unos 8330 dólares, mientras que a Punta Arenas les vale 1250 dólares. Según informa el diario chileno El Mercurio, unos 60 de los 250 chilenos que viven en la isla se reunieron exhibiendo pancartas. En la manifestación también participaron brasileños, peruanos e ingleses.
Por parte del gobierno chileno, el ministro de Relaciones Exteriores, Alfredo Moreno, aseguró que Argentina no ha cuestionado los vuelos de LAN Chile que permiten conectar Punta Arenas con las Malvinas.[cita requerida]
«No ha habido ninguna conversación, ni solicitud, ni cuestionamiento de Argentina sobre los vuelos de Lan Chile entre Punta Arenas y las Malvinas, que son los únicos que unen a esas islas con el continente americano», enfatizó el canciller.
«El Gobierno argentino nunca ha propuesto, ni a nosotros ni a otros países, un bloqueo económico, a la comunidad de las Malvinas» aseveró el secretario de Estado.
En su discurso de asunción en la Asamblea Legislativa, la presidenta Cristina Kirchner anunció que instruiría al canciller, Héctor Timerman, y a la embajadora argentina en Londres, Alicia Castro, para que renegocien en el Reino Unido los vuelos a Malvinas.
Concretamente, pidió que haya tres viajes semanales de Aerolíneas Argentinas desde Buenos Aires a Puerto Argentino. Nigel Haywood, el gobernador de las islas Malvinas, descartó la propuesta de la mandataria. En una entrevista con el Diario Clarín, Haywood dijo que les corresponde a los isleños decidir desde dónde salen los aviones, además añadió que la mayor preocupación es si Argentina va a seguir honrando los acuerdos de 1999 y la conexión aérea de las islas con Chile.[cita requerida]
Además, explicó que efectivamente quieren vuelos hacia otras partes del mundo, pero que preferirían «mirar hacia otros lados, hacia otros países que no sean tan hostiles», en referencia a la Argentina.

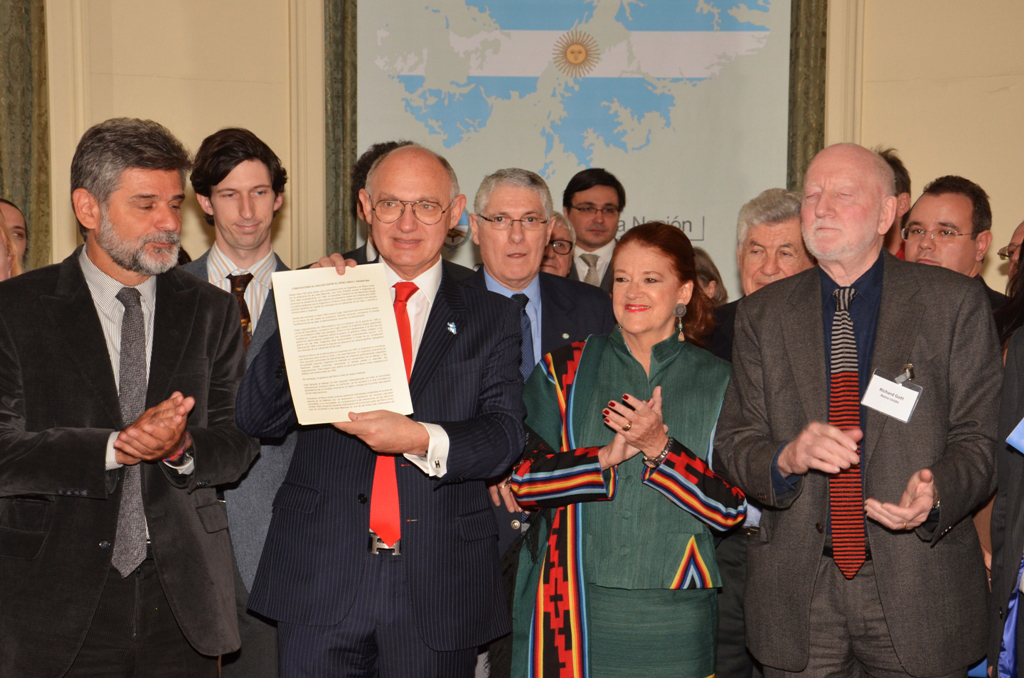
En febrero de 2013, un grupo de políticos y personalidades de la cultura de Europa firmaron una Declaración convocando al diálogo entre la Argentina y el Reino Unido para resolver la disputa de soberanía por las Islas Malvinas. En la imagen, Daniel Filmus, Hector Timerman, Alicia Castro y Richard Gott.

Por otra parte recalcó que la Argentina les ha prohibido vuelos sobre su espacio aéreo. La política actual de Argentina parece ser la de aislar a las islas y dictarle lo que deberían estar haciendo. Desde acosar barcos pesqueros hasta cerrarle los puertos a los cruceros. De esa manera expresó que dicho anuncio no suma nada a sus vidas, lanzó. También expresó que dicha propuesta no la ha hablado con el gobierno del Reino Unido. «En tiempos donde cada acto que Argentina toma contra nosotros parece ser hostil, no estoy completamente seguro de por qué deberíamos ver esto con algún grado de entusiasmo», añadió.
En relación con Chile dijo que la comunicación aérea de vuelos entre las islas y Chile es una ruta bien establecida, «es muy valorado por los isleños y es muy apreciado por la comunidad chilena y que le gustaría ver más vuelos desde Chile». «Tenemos muchas ganas de que este vuelo continúe de la misma forma que sabemos que los chilenos también lo quieren», agregó.
Consultado sobre si hay algún interés de un vuelo desde la Argentina, Haywood contestó: «Les corresponde a los isleños o al gobierno de las islas decidir».Roger Edwards expresó que el gobierno argentino aduce luchar por los derechos humanos pero no respeta la carta de las Naciones Unidas, que brega por uno de los principales derechos humanos, que es el de la autodeterminación de los pueblos, además trató de hipócrita al pueblo argentino.

### Entrega de un DNI argentino a un malvinense

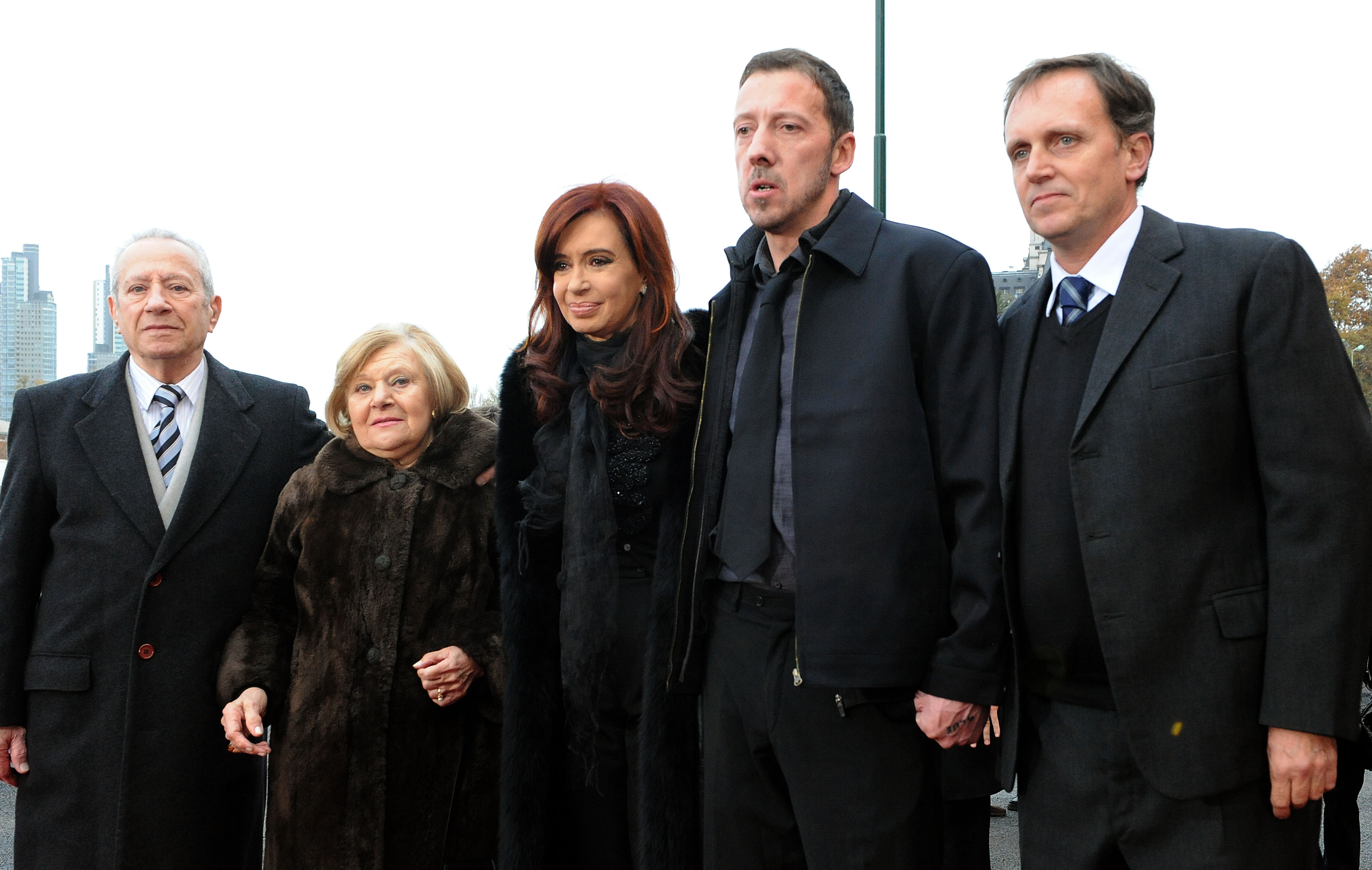
James Peck a la derecha de Cristina Fernández de Kirchner tras recibir su Documento Nacional de Identidad argentino.

James Peck, un artista plástico nacido en las islas en 1968, se convirtió en la tercera persona nacida en dicho territorio tras la invasión de las Islas Malvinas por el Reino Unido en 1833 en solicitar y obtener la ciudadanía argentina, que por las leyes de este país y su reclamo de soberanía sobre el archipiélago, corresponde a todos los nacidos en las islas. Previamente, renunció a la nacionalidad británica cuando las autoridades isleñas se negaron a brindarle atención médica a su esposa, nacida en la ciudad de Buenos Aires, durante el parto de su hijo.
Cuando decidió tramitar la ciudadanía argentina se le informó que debido a la ley nacional 26552 que estableció los límites de la provincia de Tierra del Fuego, Antártida e Islas del Atlántico Sur y por la cual las Malvinas forman parte de la misma, correspondía gestionarla en Ushuaia. El trámite fue concluido el lunes 13 de junio de 2011 en el Registro Civil de dicha ciudad, en un hecho que la gobernadora provincial Fabiana Ríos calificó de histórico. Un día después, la presidenta, Cristina Fernández de Kirchner, le entregó en mano su documento nacional de identidad.

### Sanción de la ley Gaucho Rivero
El 25 de agosto de 2011, La legislatura de la provincia de Tierra del Fuego, Antártida e Islas del Atlántico Sur aprobó la ley Gaucho Rivero que impide el amarre de
barcos británicos en Tierra del Fuego y además declara que la República Argentina tiene plenos derechos sobre los territorios de la provincia anteriormente mencionada sobre la Antártida e islas del Atlántico Sur.
El proyecto de ley que lleva adelante el grupo Resistencia Nacional, del que participa el quilmeño Diego Salce, logró que la propuesta de ley Gaucho Rivero sea aprobada en Río Negro. Sobre la reciente aprobación en tierras rionegrinas, Salce destacó que el proyecto lo "presentó la diputada Patricia Cubría (Frente para la Victoria) y de esta manera todo el frente del Atlántico queda bloqueado a estos piratas que solo buscan seguir saqueándonos. No perdemos la esperanza de que entiendan que la única manera pacífica de recuperar nuestras Malvinas, es el bloqueo comercial" expresó.
El 2 de agosto de 2012 el Senado de la provincia de Buenos Aires (Argentina) sancionó la ley "Gaucho Rivero" que prohíbe el amarre, la permanencia, el abastecimiento u operaciones de logística en territorio provincial de buques de bandera británica. Esta ultimamedida se suma a las provincias de Santa Cruz, Tierra del Fuego AIAS, Chubut, Neuquén y Río Negro.
De esta manera declaró la ley con sus correspondientes artículos:
Artículo 1.º.- Reafirmanse los imprescriptibles derechos sobre las Islas Malvinas, Georgias del Sur y Sandwich del Sur y sus espacios marítimos circundantes como parte integrante del territorio de la provincia de Tierra del Fuego, Antártida e Islas del Atlántico Sur conforme lo estipula la Ley nacional 26.552.
Artículo 2.º.- Prohíbase la permanencia, amarre o abastecimiento u operaciones de logística en territorio provincial de buques de bandera británica o de conveniencia, que realicen tareas relacionadas con la exploración, explotación de recursos naturales, buques militares, dentro del ámbito de la cuenca de las Islas Malvinas sobre la plataforma continental argentina.
Artículo 3.º.- Comuníquese al Poder Ejecutivo Provincial. "
Ese mes Argentina protesto por el envío a Malvinas del MS Dauntless, el destructor más moderno de la Marina Real británica, con el cual Gran Bretaña cuadruplicó su poderío naval en el sur. También denunció la utilización de modernos aviones como el Typhoon 2, de una quinta generación como los que operan en Irak y Afganistán, además poseer los modernos misiles Taurus con un alcance de 500 kilómetros 
En 2013 el Mercosur denuncionque el Reino Unido no cumple con el tratado de Tlatelolco, que prohíbe las armas nucleares en Latinoamérica, por haber enviado un submarino con capacidad nuclear al Atlántico Sur.

#### Aplicación de la ley
El 28 de febrero de 2012, el gobierno provincial de Tierra del Fuego AIAS le prohibió un día antes el desembarco en su puerto a dos cruceros británicos con bandera de Malvinas. El Star Princess y el Adonia fueron rechazados en Ushuaia por haber llegado desde Puerto Argentino/Stanley, la capital de las islas Malvinas. La gobernadora Fabiana Ríos hizo lugar a la aplicación de la ley provincial 852 - denominada ley “Gaucho Rivero”-, que prohíbe la «permanencia, amarre o abastecimiento u operaciones de logística en territorio provincial de buques de bandera británica o de conveniencia». En este caso, las naves llevaban la bandera de las Islas Bermudas, un territorio de ultramar británico en América del Norte, que teniendo en cuenta la ley provincial ingresa en la categoría de «banderas de conveniencia».
El Star Princess—único mencionado por el comunicado oficial—luce el pabellón de las islas Bermudas, una colonia inglesa en el área caribeña. El segundo crucero, identificado como "Adonia", exhibe las banderas del Reino Unido y de Bahamas. El primer crucero partió el 18 de febrero de Río de Janeiro (Brasil) para un itinerario de catorce días y el sábado hizo escala en Malvinas.La empresa Carnival Corporation & plc—propietaria de las dos embarcaciones, con sede en Londres—denunció la prohibición.
Las autoridades del barco se notificaron de la medida cuando navegaban por el Canal de Beagle, frente a Puerto Williams (Chile), y modificaron el rumbo hacia Punta Arenas (Chile).Ese mes el portal de.periodismonDeclassified UK sobre el envío de buques británicos con 31 armas nucleares al conflicto del Atlántico Sur. Meses más tarde el Ministerio de Defensa británico publicó un informe en el que se mencionaba que la fuerza de tarea que se constituyó para ir al Atlántico Sur durante el conflicto de 1982 incluyó navíos civiles equipados con armamento nuclear.
Por otra parte el ministerio de relaciones exteriores del Reino Unido expresó «Estamos preocupados al saber que el ‘Adonia’ y el ‘Star Princess’ no pudieron atracar en Ushuaia», afirmó un portavoz del Ministerio de Exterior británico, quien agregó: «No hay excusa alguna para intervenir en la actividad comercial legítima y libre».[cita requerida]
La aplicación de la ley 852 -sancionada en agosto de 2011 estaba pensada para barcos que realicen «tareas relacionadas con la exploración y explotación de recursos naturales, o a buques militares, dentro del ámbito de la cuenca de las islas Malvinas»,.
Por su parte dicha aplicación de la ley generó mal gusto sobre la Cámara de Turismo de Ushuaia e hizo pública su contrariedad. [cita requerida]«Es una cuestión que debe tratarse con mucho cuidado. Todos defendemos el tema Malvinas, pero los cruceros de placer no se relacionan con el pedido de soberanía», consignó el titular de la entidad, Marcelo Lieti.
Las autoridades británicas que están en Malvinas en febrero también prohibieron el amarre del Star Princess en Puerto Argentino/Stanley. Fue una medida tomada cuando el buque ya estaba en las islas con la justificación de que en el barco viajaban 20 personas con enfermedades contagiosas. Las autoridades argentinas consideraron que fue por el hecho de que el buque venía de Ushuaia, ciudad Argentina.

#### Posible reforma de la ley a favor de los cruceros británicos
El 4 de julio de 2012 la legisladora fueguina Laura Rojo, presentó una propuesta para que la ley 852 (conocida como Ley Gaucho Rivero) no se implemente para los cruceros británicos de turismo que desean amarrar en el puerto de Ushuai, la ley original no incluía a estos barcos dentro de la prohibición. Con el proyecto de modificación de la ley 852, los cruceros británicos podrían amarrar en el Puerto de Ushuaia si es que dicha ley se aprobase.

#### Incidentes hacia arribo de cruceros de bandera británica
En diciembre de 2012, varios activistas argentinos han protagonizado nuevas protestas contra los cruceros 'Star Princess' y 'Seabourn Sojourn', a los que acusan de incumplir una ley regional al recalar en las islas Malvinas y en la provincia argentina de Tierra del Fuego AIAS.
Los manifestantes argentinos mantienen que los dos buques están incumpliendo la denominada Ley Gaucho Rivero, que prohíbe que los buques británicos implicados en la "explotación de recursos naturales" de las Malvinas atraquen en los puertos de cinco provincias del país sudamericano. Los activistas han hecho hincapié en que esta norma también se aplica a los cruceros británicos.

### Cruces conPenguin News
Anteriormente, en febrero de 2010, debido al conflicto por el intento británico de extraer petróleo de las islas, el sitio web oficial del diario fue hackeado. En la portada se podían ver, entre otras cosas, la bandera de Argentina, una leyenda que rezaba «Aguante Argentina», y una lista de razones que había dado el pirata informático según las cuales las Malvinas deben integrarse al territorio argentino.

### Declaración de Ushuaia
El 25 de febrero de 2012 legisladores argentinos trataron y aprobaron en Ushuaia, capital del distrito fueguino, la denominada Declaración de Ushuaia. Esta fue aprobada por las comisiones de Relaciones Exteriores de las dos Cámaras legislativas del Congreso, ratifica «la legítima e imprescriptible soberanía de la República Argentina sobre las Islas Malvinas, Georgias del Sur, Sándwich del Sur los espacios marítimos circundantes».
El texto aprobado insta a «ambos gobiernos a proseguir las negociaciones» y a «abstenerse de adoptar decisiones que impliquen la introducción de modificaciones unilaterales en la situación mientras continúe el proceso de negociación».
En ese contexto, condena «las acciones unilaterales ilegítimas del Reino Unido en materia pesquera e hidrocarburífera que violan las diversas resoluciones de las Naciones Unidas y de la Organización Estados Americanos», y denuncia el «potencial peligro de un desastre medioambiental" en la región como consecuencia de esas "actividades ilegales».
El documento expresa el respaldo de ambas Cámaras «a la presentación de la República Argentina ante la Comisión de Límites de la Plataforma Continental (CLPC), el organismo creado por la Convención de las Naciones Unidas sobre el Derecho del Mar» y exhorta a «la Unión Europea a revisar los dispuesto en el Tratado de la Unión Europea (TUE Maastricht)», respecto a los «territorios de ultramar».
A ese tratado de conformación de la referida unión se incorporó el Reino Unido con su territorio de ultramar en el que incluye a Malvinas.
En 2012, a partir de la decisión oficial de priorizar la acción diplomática por Malvinas como uno de los objetivos más importantes de la política exterior, los diputados acordaron que en cada viaje fuera del país difundirían la Declaración de Ushuaia, el compromiso conjunto de casi todos los bloques partidarios con el reclamo por la soberanía argentina sobre las islas y el espacio marítimo circundante. El único partido con representación parlamentaria que se negó a firmar la Declaración de Ushuaia fue el PRO. Tampoco viajaron a la reunión anual del comité de Descolonización, donde se pretendía mostrar que el reclamo argentino es una política de Estado que trasciende las diferencias internas.

### Creación de una comisión bicameral sobre laCuestión Malvinas
El 16 de mayo de 2012 el Senado de la Nación Argentina aprobó un proyecto de Resolución para la creación de la Comisión Bicameral sobre la “Cuestión Malvinas”, que deberá ser respaldado por la Cámara de Diputados para que se pueda poner en marcha.
La Comisión Bicameral sobre la “Cuestión Malvinas” tendrá por objeto recabar, recopilar y sistematizar antecedentes e información que sustenten y justifiquen la reafirmación de la soberanía argentina sobre las Islas, organizando audiencias públicas, foros de intercambio, seminarios, jornadas y toda otra acción tendiente a promover el debate y la participación de actores y sectores sociales, políticos, académicos y económicos en la cuestión, informando a al conjunto de la sociedad sobre estos aspectos.
La comisión estará integrada por 16 miembros: 8 senadores y 8 diputados, que serán designados por los presidentes de cada Cámara garantizando, en lo posible, la participación proporcional de todos los partidos políticos con representación parlamentaria”. También contará con la colaboración de un equipo de ocho expertos, especialistas y/o académicos que deberán acreditar reconocida vocación democrática y trayectoria, antecedentes académicos y/o méritos por su desempeño en la materia, sea a nivel nacional como internacional explicó el senador Daniel Filmus quien fue el impulsor del proyecto, además, señaló que ese equipo deberá trabajar “en el ámbito del Congreso Nacional y tendrá carácter ad honorem”.

### Spot argentino realizado en las islas
En marzo de 2012 y por una semana, por motivo de los Juegos Olímpicos de 2012, la agencia estadounidense Young & Rubicam filmó una publicidad en las islas, que fue publicada en mayo de ese mismo año El anuncio estaba protagonizado por el jugador de hockey sobre césped del seleccionado argentino, Fernando Zylberberg, estrella deportiva que participó en los Juegos Olímpicos de Sídney 2000 y Juegos Olímpicos de Atenas 2004 quien corría y entrenaba por las calles de la capital isleña, haciendo ejercicios delante de locales emblemáticos del archipiélago como el Globe Tavern y el Penguin News. Al final una frase dice: "Para competir en suelo inglés, entrenamos en suelo argentino".

### Pesqueros españoles expulsados por Armada Argentina
Una corbeta de la Armada argentina ordenó a dos pesqueros con bandera española que faenaban en la zona cercana a las Islas Malvinas que abandonaran el espacio marítimo, considerado por el Gobierno argentino como zona económica exclusiva marítima argentina. Los buques pesqueros «Playa da Cativa» y «Playa de Sartaxens», fueron interceptados el 30 de agosto de 2012 por una corbeta tipo A-69 de la Armada argentina. El hecho se produjo durante un operativo de identificación y contabilidad de la flota pesquera que realiza la Armada argentina para el control de los caladeros que se encuentran en ese espacio marítimo. Ambos buques recibieron la solicitud de que se retiraran del lugar, lo cual hicieron «sin ningún tipo de problema», según fuentes oficiales.

### Nuevo reclamo argentino ante la soberanía de las islas en 2013

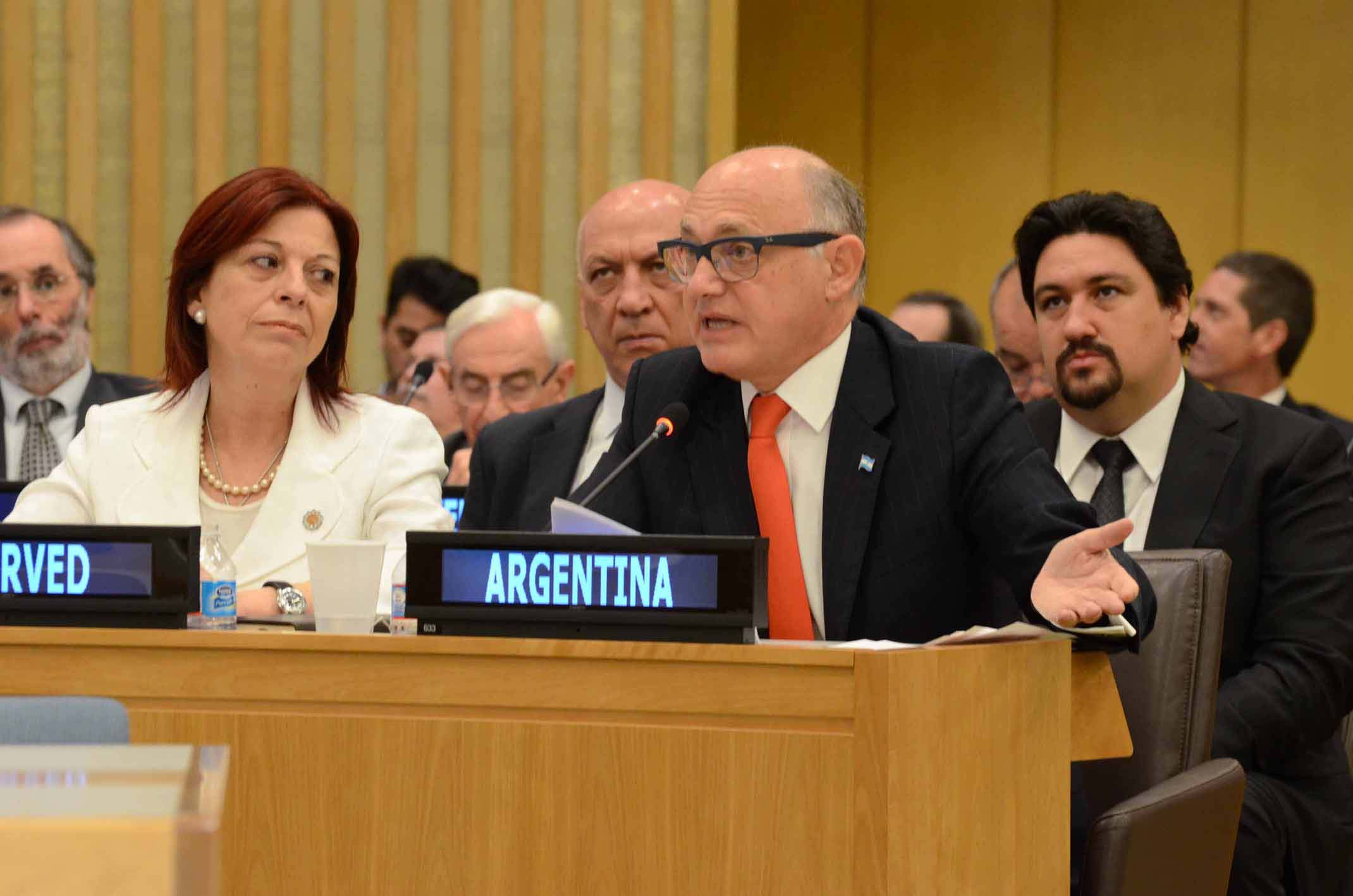
Héctor Timerman y María Cristina Perceval en el Comité de Descolonización de la ONU en junio de 2013 exponiendo la posición argentina en la disputa de soberanía en la Cuestión Malvinas.

La presidenta Cristina Kirchner envió el 2 de enero de 2013 una carta al primer ministro de Gran Bretaña, David Cameron, exhortándolo a "poner fin al colonialismo" y "devolver las Malvinas". La misiva se encuentra en el sitio web del diario inglés The Guardian y fue publicada el 3 del mismo mes, en la versión en papel de ese matutino, al cumplirse 180 años de la usurpación del archipiélago.

### Polémica por el uso de armas nucleares
Debido a una investigación realizada por el Partido Laborista, Reino Unido desclasificó material donde se reveló que se incluyó 31 armas nucleares en los buques de la Task Force inglesa: el portaaviones Hermes cargó 18 armas nucleares, el Invencible, 12 y el buque auxiliar Regent, 1. El plan fue revelado por el diario The New Statesman en 1984 la utilización de arsenal nuclear fue admitida oficialmente por Reino Unido en 2003.
El 10 de febrero de 2012, el canciller Héctor Timerman (sucesor del ex canciller Jorge Taiana) realizó una amplia denuncia de la militarización por parte de Gran Bretaña en las islas Malvinas y las islas del Atlántico Sur ante la Organización de las Naciones Unidas (ONU) y afirmó que la Argentina sostiene la posición que «los problemas entre los países deben ser resueltos de manera pacífica y a partir del diálogo», luego de recibir el apoyo de la OEA en el reclamo ante el organismo mundial. Timerman enumeró el poderío militar británico en la zona de Malvinas al nombrar el submarino nuclear Vanguard con capacidad de transportar armamento nuclear que el Reino Unido envió, según varias denuncias periodísticas y aclaró que ante esta noticia, la Argentina y otros países de la región pidieron que la potencia del norte confirme o niegue esa versión. Timerman mostró fotografías a la prensa del submarino, y subrayó que «Argentina no va a aceptar que exista armamento nuclear en la zona de influencia de América Latina». «La información que tiene Argentina es que ellos (el Reino Unido) han introducido armas nucleares en el Atlántico Sur y no es la primera vez», dijo ante la prensa Timerman, que acusó a Londres de violar el Tratado para la Proscripción de las Armas Nucleares en América Latina y el Caribe (Tlatelolco) de 1967. Además, nombró al HMS Dauntless, el destructor más moderno de la Marina Real británica, que partió rumbo a Malvinas y con ello denunció que Gran Bretaña cuadruplicó su poderío naval en el sur y expresó que con dicho poderío militar pueden atacar desde buena parte de Chile, todo Uruguay y hasta el sur del Brasil, además consideró que «Gran Bretaña es la potencia militar por excelencia en el Atlántico sur» que «controla no solo el tráfico de ingreso al Atlántico Sur sino todo el tráfico marítimo y aéreo que hay entre América del Sur y Sudáfrica».
El 25 de febrero de 2013, el Estado argentino acusó formalmente al gobierno británico de poseer submarinos con armas nucleares en Malvinas y de violar el Tratado de Tlatelolco que prohíbe completamente el armamento nuclear en América Latina y el Caribe, lo hizo ante la Conferencia de Desarme de las Naciones Unidas el secretario de Relaciones Exteriores argentino, Eduardo Zuain, en su presentación ante la Conferencia de Desarme de la ONU.

### Respaldo internacional a la Argentina

#### Internacional Socialista
El Congreso de la Internacional Socialista (IS) aprobó en Sudáfrica una resolución propuesta por la delegación argentina -integrada por el Partido Socialista y la U.C.R- que apoya la postura argentina de encontrar una solución pacífica a la cuestión Malvinas, por la vía del diálogo.
En esta cumbre donde se reunieron dirigentes de varias partes del mundo, se instó a los gobiernos de la República Argentina y del Reino Unido de Gran Bretaña e Irlanda del Norte a encontrar una solución justa, definitiva y pacífica a la disputa respecto de la soberanía sobre las Islas Malvinas, Georgias y Sándwich del Sur y los espacios marítimos circundantes, se indica en la declaración aprobada por unanimidad durante la 24.º reunión de la IS que se desarrolló en Ciudad del Cabo y en la cual contó con el Congreso Nacional Africano como anfitrión.
En el texto se hizo referencia a buscar una solución a la disputa por la soberanía de las islas en el marco de la resolución 2065 de la Asamblea General de Naciones Unidas y subsiguientes de ese órgano y del Comité de Descolonización de Naciones Unidas.

#### UNASUR
«La secretaria general de Unasur, María Emma Mejía, se reunirá en Estados Unidos con su par de la ONU, Ban Ki-moon, para entregarle una "declaración de apoyo" de los 12 países sudamericanos al reclamo de soberanía de Argentina por las islas Malvinas», adelantó el organismo que agrupa a naciones de la región.
En el texto, una declaración aprobada por Unasur el 17 de marzo de 2012, el organismo exhorta a Gran Bretaña a "poner fin, a la mayor brevedad posible, a la disputa por soberanía" y terminar así con lo que define como "anacrónica situación colonial en suelo americano".
De esta manera, el anticipo del encuentro fue difundido en el trigésimo aniversario del comienzo de la Guerra de Malvinas que enfrentó a Argentina con la nación europea, en medio de la escalada del conflicto diplomático entre el gobierno nacional y la administración del conservador David Cameron.
La secretaria general de la Unión de Naciones Suramericanas (Unasur) se reunirá con su par de la Organización de las Naciones Unidas (ONU) en Nueva York, adelantó el primer organismo en un comunicado.
Mejía, acompañada por el jefe de la Misión Permanente del Paraguay ante la ONU, José Antonio Dos Santos, entregará "la última declaración aprobada por las ministras y ministros de Relaciones Exteriores de Unasur el 17 de marzo último, relativa a la cuestión de las islas Malvinas", según el parte informativo.
El organismo sudamericano, en la declaración, firmada por sus cancilleres en Asunción, exhorta a Gran Bretaña a dialogar con Argentina "con el objeto de poner fin, a la mayor brevedad posible, a la disputa por soberanía" y a lo que define como "anacrónica situación colonial en suelo americano".
Además, recuerda las resoluciones de la ONU sobre la cuestión y el "amplio respaldo internacional a una negociación".

#### ALBA
El 5 de febrero de 2012 los países del ALBA aceptaron estudiar el sábado una propuesta del presidente ecuatoriano, Rafael Correa, de adoptar sanciones contra Londres por su actitud “colonialista” en su disputa con Argentina por las islas Malvinas y analizar retirarse del Tratado Interamericano de Asistencia Recíproca (TIAR).
El mandatario justificó esa propuesta en que el TIAR, adoptado en 1947, ordena que “ante cualquier agresión externa extrarregional” el continente debe “solidarizarse con el país de la región (agredido)”, pero Estados Unidos lo “pulverizó” cuando apoyó el Reino Unido y no a Argentina en su disputa por las islas Malvinas, agregó.
El mandatario barajó además la posibilidad de “revisar donde están las inversiones” de las petroleras británicas Shell y British Petroleum (BP) en América Latina.
La Alianza Bolivariana de los pueblos de América (ALBA) se plantó en su postura y decidió "estudiar la posibilidad de sancionar al Reino Unido", según informó Reuters.

#### CELAC
El 6 de diciembre de 2011, en un comunicado, dado a conocer tras la cumbre de clausura de la CELAC en Caracas, las jefas y los jefes de Estado y de Gobierno de América Latina y el Caribe (países en su totalidad), reiteraron "su más firme respaldo a los legítimos derechos de la República Argentina en la disputa de soberanía sobre las Islas Malvinas, Georgias del Sur y Sandwich del Sur y los espacios marítimos circundantes". Además reafirmaron el "permanente interés" de los países de la región en que los Gobiernos de la Argentina y el Reino Unido a que "reanuden las negociaciones de manera pacífica a esta situación a fin de encontrar -a la mayor brevedad posible- una solución pacífica y definitiva a esta anacrónica situación colonial en suelo americano", en conformidad con los pronunciamientos ONU y de la OEA, además se insta a que ambos países no adopten decisiones unilaterales que alteren la situación conflictiva.
También en dicha declaración se insta al Secretario General de las Naciones Unidas, Ban Ki-Moon con el propósito de "solicitarle que renueve sus esfuerzos en el cumplimiento de la misión de buenos oficios que le fuera encomendada por la Asamblea General a través de sucesivas resoluciones a fin de que se reanuden las negociaciones" entre ambos países.

#### OEA
La Argentina recibió un nuevo apoyo en su postura de denunciar a Gran Bretaña por la militarización de Malvinas ante la ONU. El secretario general de la Organización de los Estados Americanos (OEA), José Miguel Insulza, respaldó la postura y estrategia de la presidenta argentina en el conflicto.
La Asamblea General de la OEA reiteró, por medio del comunicado, la vigencia de la resolución adoptada por consenso el 19 de noviembre de 1988, que pide "a los gobiernos de la Argentina y el Reino Unido que reanuden las negociaciones a fin de encontrar, a la brevedad posible, una solución pacífica a la disputa de soberanía".

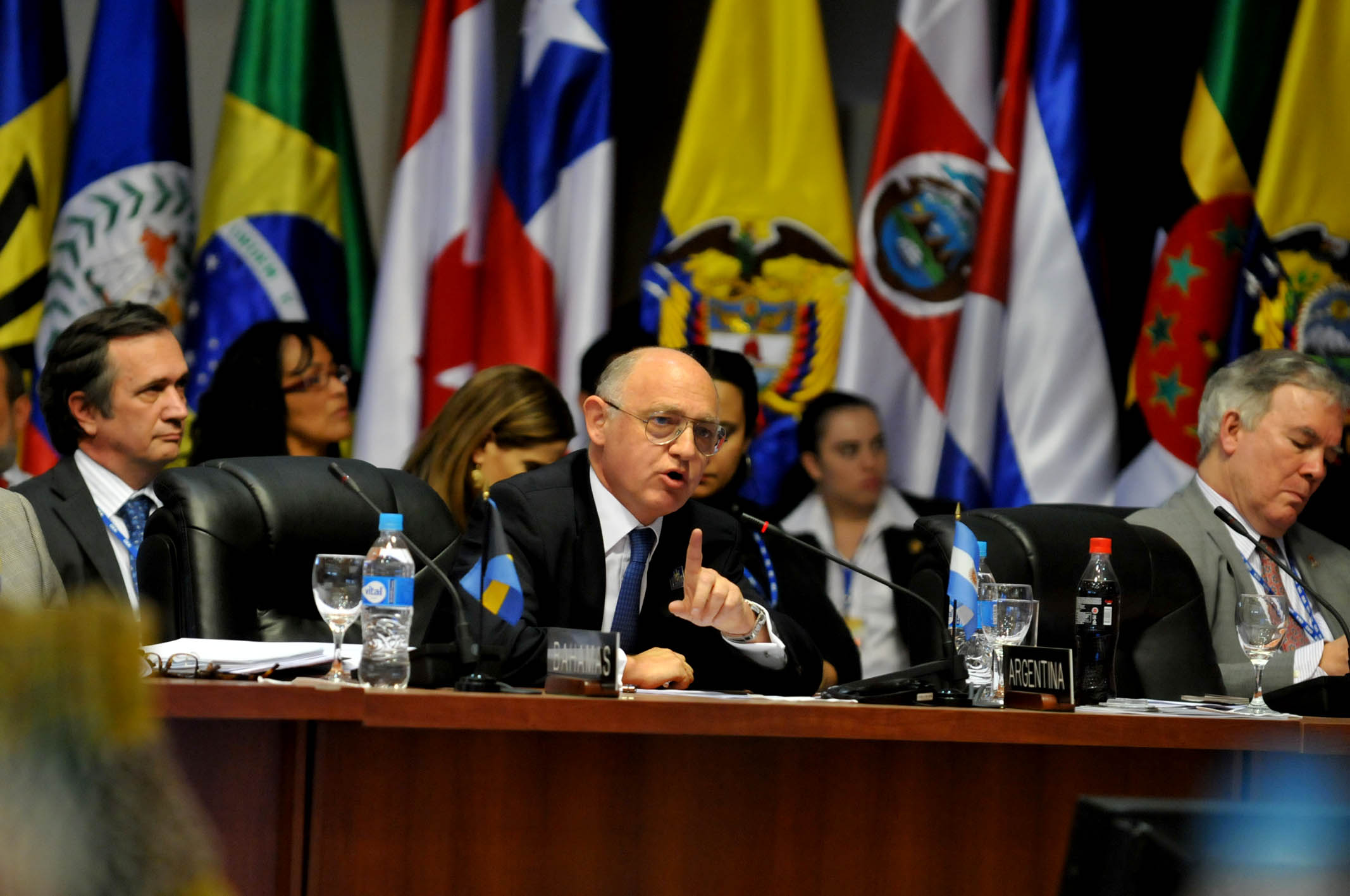
Timerman hablando ante la OEA en la 42.º Asamblea General en Bolivia.

El 5 de junio de 2012, la Organización de Estados Americanos (OEA), aprobó por consenso una declaración sobre la cuestión Malvinas, en la que se llamó una vez más al Reino Unido y Argentina a “reanudar cuanto antes las negociaciones sobre la disputa de soberanía”.
El objetivo es “encontrar una solución pacífica a esta prolongada controversia”, indica el documento que fue suscripto en la 42.º Asamblea General de la OEA que se desarrolló en la ciudad de Tiquipaya, Bolivia.
Con todo, aunque Estados Unidos consideró el conflicto por las islas como un asunto bilateral entre Londres y Buenos Aires. Además el canciller argentino cuestionó el impacto que posee la normativa británica que excluye a los ciudadanos argentinos de habitar en las Islas y según un comunicado distribuido por su oficina de prensa, advirtió sobre la “actitud agresiva” del Reino Unido a través de la militarización del área que incluye el envío de un submarino nuclear. Además, el canciller argentino Timerman destacó desde Bolivia “la permanente disposición del gobierno y pueblo argentinos a entablar negociaciones con el Reino Unido”. Al mismo tiempo subrayó las “consistentes demostraciones del gobierno y lo contrastó con la actitud del Reino Unido que ignora los llamados de la OEA a reanudar negociaciones, así como ha ignorado las resoluciones de las Naciones Unidas en el mismo sentido”.
Cabe destacar que en est reunión Timerman logró que el tema de Malvinas fuera colocado en el documento final, la cual durante la pasada Cumbre de las Américas no había podido lograr el respaldo colombiano en este asunto y hasta tuvo un roce con la canciller colombiana María Ángela Holguín.
El secretario general de la OEA, Luis Almagro, consideró las Malvinas es de un tema de "interés permanente" en el seno del organismo, y reconoció el derecho de Argentina a reclamar su soberanía plena sobre las islas.

#### Argentina ante la Unión Parlamentaria
Los legisladores argentinos que participaron de la Unión Interparlamentaria, UIP, en Suiza, presentaron una moción que se refiere a las Malvinas / Falklands,[cita requerida] que exige la prohibición de la explotación de los recursos naturales en los países que han sido invadidas por las fuerzas militares.
UIP envió una agenda de largo que tuvo como temas principales de la hambruna en el Cuerno de África (Somalia), el desarrollo sostenible, los recursos naturales y los derechos humanos.
El movimiento debe ser considerado para la próxima Asamblea de la UIP que se celebrará en Kampala, Uganda, del 31 de marzo al 5 de abril de 2012.

#### Respaldo del G-77 y la República Popular China
La declaración final adoptada por aclamación, en su parte pertinente, señala: «Los ministros reafirmamos la necesidad de que el Gobierno de la República Argentina y el Reino Unido de Gran Bretaña e Irlanda del Norte reanuden las negociaciones, de conformidad con los principios y los objetivos de la Carta de las Naciones Unidas y las resoluciones pertinentes de la Asamblea General».
El documento señala que la decisión se adopta «con el fin de encontrar, lo antes posible, una solución pacífica a la disputa sobre la soberanía en relación con "la Cuestión de las Islas Malvinas, lo que perjudica seriamente las capacidades económicas de la República Argentina».
Además insta «a las dos partes a que se abstengan de adoptar decisiones que entrañen la introducción de modificaciones unilaterales en la situación mientras las islas están atravesando por el proceso recomendado en las resoluciones de la Asamblea General».
El embajador argentino ante la ONU y presidente del G-77 Y China, Jorge Argüello, destacó en un comunicado la referencia al daño económico de la Argentina y la apelación a que se suspenda la explotación de recursos naturales en las aguas en conflicto y afirmó que «se trata de un claro paso adelante».
«El mundo en desarrollo mira con preocupación la extracción de recursos naturales que esta potencia colonial todavía realiza impunemente en las aguas del Atlántico Sur, sin más derecho que la prepotencia de su poderío militar», sostuvo.
El Grupo de los 77 y China está conformado en la actualidad por 134 naciones y por su número es el más importante bloque negociador de las Naciones Unidas.
Esta es la primera vez que en su Declaración Final dedica un párrafo exclusivo a la Cuestión Malvinas, resaltó el comunicado.

#### Respaldo de la RP China
El vicepresidente del Comité Permanente de la Asamblea Popular Nacional de China, Jiang Shusheng, ratificó que su país «continuará apoyando el reclamo argentino sobre la soberanía en las islas Malvinas».
Shusheng se expresó así durante un encuentro con el presidente de la Cámara de Diputados de la Nación, Julián Domínguez, quien lo recibió con motivo de la asunción de la presidenta de la Nación, Cristina Fernández de Kirchner, según se informó en un comunicado.
El funcionario chino afirmó que la solidaridad con la Argentina en el tema Malvinas «constituye una posición invariable para China», al tiempo que destacó el rol que ocupó la Argentina en la presidencia Pro Tempore del Grupo de los 77, al considerar que «trabajó en pos de la integración y la paz mundial».
En este sentido, el funcionario asiático expresó la «necesidad de que los Gobiernos de Argentina y el Reino Unido reanuden las negociaciones por Malvinas, de conformidad con los principios y los objetivos de la Carta de las Naciones Unidas y las resoluciones pertinentes de la Asamblea General, con el fin de encontrar una solución pacífica a la disputa sobre la soberanía».

#### Cumbre del MERCOSUR
Los países integrantes de dicho bloque sudamericano respaldaron de forma unánime la soberanía de dichas islas a favor de Argentina. En un discurso en dicha cumbre, la presidenta argentina Cristina Fernández expresó que «Malvinas no es una causa Argentina sino una causa global». En el marco de la LIX Cumbre del Mercosur, de forma unánime, los presidentes de la países miembros del Mercosur ratificaron hoy "su respaldo a los legítimos derechos de la República Argentina en la disputa de soberanía" por las Islas Malvinas y advirtieron que "las medidas unilaterales, incluyendo la exploración y explotación de recursos naturales renovables y no renovables del área en controversia, no es compatible con lo acordado en las Naciones Unidas". al mismo tiempo acordaron rechazar el paso de barcos militares con bandera británica.

#### Asamblea Plenaria de ParlAméricas
Durante la asamblea realizada en el hotel Sheraton en Panamá el 16 de septiembre de 2012, la delegación argentina se topó con una sorpresa apenas intentó acreditarse. Entre los inscriptos que querían participar de las actividades oficiales de la cumbre se encontraban dos miembros electos de la Asamblea Legislativa de las Malvinas, Dick Sawle y Barry Elsby. La aceptación de los isleños como participantes de ParlAméricas hubiera significado un precedente para el reconocimiento de las islas como un Estado autónomo, como pretenden los kelpers.[cita requerida] Como resultado, la delegación argentina protestó contra la participación de los isleños.
Con el apoyo de la mayoría de las delegaciones latinoamericanas, pudieron quedarse en condición de observadores.

#### Junta parlatina
El 4 de agosto de 2012 en la cita de Cuenca, en el sur andino de Ecuador, se trató el tema de las Malvinas y la Junta no dudó en sugerir que se pida al Reino Unido que cese las maniobras bélicas y la explotación de recursos naturales en esa zona insular, cuya soberanía también la reclama Argentina.
Los legisladores latinoamericanos formularon un llamamiento a los gobiernos de Argentina y Reino Unido a que reanuden, lo más pronto posible, "las negociaciones tendentes a encontrar una pronta solución a la disputa de soberanía sobre las Islas Malvinas".
Ese diálogo, dijeron, debe enmarcarse en las disposiciones de la Organización de las Naciones Unidas (ONU) y de la Organización de Estados Americanos (OEA).
Las resoluciones de la Junta Directiva serán trasladadas a la Asamblea del Parlatino, que se celebrará en diciembre próximo en Panamá, donde se resolverán si se acogen dichas propuestas.

#### Respaldo de Italia
El pasado 19 de abril de 2012, el Canciller argentino visitó el Parlamento italiano donde expuso ante legisladores italianos la posición argentina y requirió el apoyo a las negociaciones pacíficas entre Buenos Aires y Londres.
Debido a ello, el 14 de mayo de 2012 un grupo de 48 parlamentarios italianos manifestaron su apoyo a la solicitud argentina de reabrir las negociaciones sobre el caso las Malvinas y enviaron un documento firmado al secretario general de la Organización de las Naciones Unidas (ONU), Ban Ki-moon, para que atienda el llamado del Gobierno de Cristina Fernández.
La misiva enviada a la ONU solicita “continuar sosteniendo con fuerza, y con todos los medios disponibles, la posibilidad de concretar la reapertura de las negociaciones entre los dos Estados (Reino y Unido y Argentina)" sobre el caso de las Malvinas.
El texto también destaca que existe “voluntad de un grupo de parlamentarios que, aún perteneciendo a diferentes partidos políticos, comparten unánimemente la necesidad de reconocerle al Gobierno Argentino un rol de mayor relevancia en la cuestión de las Islas Malvinas”.
Los legisladores expresan además que aguardan, “escépticos pero esperanzados”, una respuesta positiva del Reino Unido a la propuesta de permitir la supervisión y mediación de la ONU; o si eligen seguir su propio camino y hacer caso omiso al llamado al diálogo.
Adicionalmente Héctor Timerman recibió al Diputado Ricardo Merlo, quien fue conscripto bajo bandera durante el conflicto armado de Malvinas, firmante de la carta, es uno de los representantes de los italianos residentes en Sudamérica en el Parlamento en Roma quien le entregó la carta de los 48 diputados italianos firmantes del petitorio.

#### Respaldo de Timor Oriental
En febrero de 2012 el presidente de Timor Oriental y premio nobel de la paz, José Ramos-Horta, manifestó su apoyo al reclamo de soberanía argentino.

#### Visita al Parlamento Alemán
El 20 de febrero de 2013, Julián Domínguez, encabezó hoy delegación de cinco diputados argentinos que expusieron en el Bundestag de Alemania el pedido de soberanía argentina sobre las Islas Malvinas. Se reunieron con el titular del parlamento alemán, Norbert Lammert, y expusieron la cuestión Malvinas. Lammert precisó que el único sitio para resolver el conflicto es en las Naciones Unidas.

#### África
El 23 de febrero de 2013, los 54 países africanos, miembros de la Unión Africana, demostraron su respaldo de la soberanía de las islas en posición favorable a la Argentina, lo hicieron mediante la “Declaración de Malabo”, capital de Guinea Ecuatorial.

#### Apoyo de municipios brasileños
El 11 de julio de 2013, la Confederación Nacional de Municipios del Brasil firmó una carta de adhesión en el marco de la VII Cumbre Hemisférica de Alcaldes 2013, donde apoyó el reclamo argentino por las islas y llamó al diálogo por parte del Reino Unido. Previamente, el gobierno local de Río de Janeiro expresó su apoyo a la Argentina en abril de 2012.

#### Apoyo del Parlamento Centroamericano
El 11 de marzo de 2014, el Parlamento Centroamericano, con sede en la Ciudad de Guatemala, aprobó por unanimidad una resolución en una asamblea presidida por Daniel Ortega Reyes, la designación del 10 de junio como el «Día de la Solidaridad Centroamericana con las Islas Malvinas Argentinas» y exhortó al Reino Unido a «cumplir con la resolución de la Asamblea General de la Organización de Naciones Unidas que llama a las partes a encontrar una solución pacífica del conflicto». El 19 de mayo, el canciller argentino recibió a los embajadores de El Salvador, República Dominicana, Guatemala, Honduras, Nicaragua y Panamá, agradeciendo en nombre del gobierno argentino por la resolución aprobada.

#### Reunión en Francia y apoyo de Rusia
El 17 de marzo de 2014, en plena Crisis de Crimea, Cristina Fernández de Kirchner, tras un encuentro con el Papa Francisco hizo mención al conflicto con el Reino Unido por las islas Malvinas y aprovechó para hacer un paralelismo con el referéndum de Crimea tal como se llevó a cabo en Crimea y dejó expresada la «voluntad político-territorial de los habitantes». Criticó la «doble moral» de los países occidentales al afirmar que «un referéndum realizado por Crimea es malo, pero uno hecho por los kelpers es bueno». Rusia, tanto durante la guerra de las Malvinas como posteriormente, ha mostrado apoyo a la postura argentina sobre la soberanía de las Islas Malvinas. Este apoyo se ha manifestado a través de la diplomacia y el reconocimiento de la demanda argentina, así como mediante la ayuda que se brindó a Argentina durante el conflicto El embajador de Rusia en Buenos Aires, Víctor Koronelli, agradeció el apoyo argentino en la cuestión de Crimea y criticó también un «doble estándar» de Occidente con los casos Malvinas y Crimea. El presidente ruso Vladímir Putin también había agradecido a Argentina por su postura.
El 28 de mayo, Serguéi Lavrov, ministro de exteriores ruso, dio una rueda de prensa conjunta con su homólogo argentino, Héctor Timerman. Allí hablaron del conflicto en Ucrania, pidiendo diálogo. Lavrov afirmó que Rusia aboga por las negociaciones entre Argentina y el Reino Unido.

#### Apoyo del Parlamento de Nicaragua
Por iniciativa de la Comisión de Asuntos Exteriores de la Asamblea Nacional de Nicaragua, el 20 de marzo de 2014 se anunció que en Nicaragua se declararía el 10 de junio como el «Día de Solidaridad con Argentina por el caso de las Islas Malvinas». El 25 de marzo se realizó la votación con 67 votos a favor y 16 abstenciones. El Parlamento de Nicaragua se convirtió en el primero en tomar una acción de este tipo en solidaridad con Argentina.
La decisión causó incomodidad para algunos diputados, ya que consideraron el hecho como una «intervención en asuntos de otros países». Pese a que se abstuvieron, los 16 parlamentarios coincidieron en que reconocen las Malvinas como parte de Argentina, pero creían que su país «debe conservar la neutralidad, en estar dando su opinión en asuntos que no le competen». Simultáneamente, un diputado pidió el respaldo argentino ante los conflictos limítrofes con Colombia y Costa Rica en la Corte Internacional de Justicia de La Haya.

#### Declaraciones del vicepresidente boliviano
El 27 de mayo, el vicepresidente de Bolivia, Álvaro García Linera, recibió un Honoris Causa por su «compromiso con la integración regional y la inclusión» en la Universidad de Cuyo en la Ciudad de Mendoza. Allí dijo que, «América Latina tiene dos heridas abiertas, las Islas Malvinas y salida soberana de Bolivia al Océano Pacífico». García Linera reiteró el apoyo boliviano de la soberanía argentina sobre las Malvinas y pidió una acción concertada para «recuperar pacíficamente el enclave colonial».

#### Respaldo de Olade y Parlasur
El 8 de noviembre, los 27 Estados miembros de la Organización Latinoamericana de Energía reunidos en San Salvador, El Salvador, reconocieron el «derecho» de Argentina «de emprender acciones legales contra las actividades de exploración y explotación de hidrocarburos no autorizadas» por empresas británicas, respaldando el reclamo de soberanía argentino.
Dos días después, el Parlamento del Mercosur ratificó el respaldo a la causa argentina, cuya decisión fue aprobada por unanimidad de todos los países y partidos políticos que componen el legislativo. También se pidió el diálogo al Reino Unido, al mismo tiempo que se les negaron la participación de representantes británicos a la sesión del Parlamento por tratarse de una «ocupación insostenible» y realizar «actividades ilegítimas». La portavoz de la comisión de Asuntos Internacionales, Blanca Eekhout de Venezuela, destacó que la sesión «marcó un hito» en el parlamento y aseguró que «la descolonización de las Malvinas es una tarea fundamental e impostergable». Yul Jabour, diputado venezolano expresó que su país «continuará con el apoyo» desde el Consejo de Seguridad de Naciones Unidas.

#### Apoyo de parlamentarios portugueses
El 20 de noviembre el secretario de Asuntos Relativos a las Islas Malvinas de la Cancillería, Daniel Filmus, y el embajador argentino en Portugal, Jorge Argüello, se reunieron en Lisboa con el Grupo de Amistad Parlamentario Portugal-Argentina. Diferentes fuerzas políticas portuguesas expresaron su apoyo a la reanudación del diálogo entre Argentina y el Reino Unido, solucionando el conflicto de forma pacífica. Filmus también brindó una conferencia sobre la Cuestión Malvinas en el Centro de Estudios Sociales de la Universidad de Coímbra, una disertación en la Fundación Saramago con la presencia de Pilar del Río, y participó de reuniones con autoridades del Ministerio de Relaciones Exteriores portugués y la Comisión de Solidaridad con Malvinas de Portugal, integrada por intelectuales, académicos, periodistas, políticos y diplomáticos que respaldan la posición argentina.

#### III Cumbre de CELAC y apoyo de miembros de la Mancomunidad británica
A fines de enero de 2015 se llevó a cabo la tercera cumbre de la Comunidad de Estados Latinoamericanos y Caribeños. Allí la Argentina recibió el apoyo del reconocimiento de su soberanía sobre las islas disputadas de 12 países de la Mancomunidad Británica de Naciones (Commonwealth) de El Caribe y América Central: Antigua y Barbuda, Bahamas, Barbados, Belice, Dominica, Granada, Guyana, Jamaica, Santa Lucía, San Cristóbal y Nieves, San Vicente y las Granadinas y Trinidad y Tobago.

### Negativa de países latinoamericanos de recibir barcos con bandera de las islas Malvinas

Bandera británica de las islas Malvinas. Los países miembros de Mercosur tienen prohibido su ingreso a sus puertos los barcos procedentes de este territorio en disputa.

En la cumbre del Mercosur en Uruguay se acordó que los países integrantes de dicho organismo se prohíba recibir a barcos con bandera inglesa, aunque no se prohibió la llegada a los puertos de los respectivos países a barcos con la insignia roja comercial.
Por medio de las respectivas cancillerías, Uruguay, Brasil y Chile ratificaron el bloqueo de barcos con bandera de las Malvinas.
No resultó automática y nada fácil obtener la reacción de Chile, Brasil y Uruguay, ya que tuvo que intervenir el canciller Héctor Timerman en varias oportunidades para asegurarse el apoyo regional. Apenas se conocieron las expresiones de Gran Bretaña, en la Cancillería imperaron el temor y mucha confusión porque pensaban que todo lo acordado hace 20 días en Montevideo había claudicado. Así fue como Timerman llamó por teléfono a los cancilleres Luis Almagro (Uruguay), Antonio Patriota (Brasil) y Alfredo Moreno (Chile) para pedirles que aclararan las expresiones de Londres y ratificaran el bloqueo a los buques con bandera de las Malvinas. En el caso de Chile, por ejemplo, se pudo saber que Timerman habló tres veces en el mismo día con Moreno, a quien le pidió que le leyera el comunicado de apoyo a la Argentina que habían escrito y que horas después difundió. Algo similar ocurrió con los cancilleres de Brasil y de Uruguay. La oficina de prensa del Ministerio de Relaciones Exteriores de Brasil expresó: «Continuamos cumpliendo el compromiso asumido por Brasil en la cumbre de la Unasur y entre los países miembros del Mercosur. La prohibición sigue vigente».
En el caso de Paraguay, Timerman llamó al ministro de Relaciones Exteriores, Jorge Lara Castro, que se encontraba en Nicaragua, y le confirmó a Timerman su apoyo. Ayer, el embajador de Paraguay en Buenos Aires, Gabriel Enciso López, confirmó que su país ratificará lo acordado por el Mercosur.
Además de los países ya nombrados se sumaron al bloqueo comercial cinco países de la zona del Mar Caribe, en apoyo al reclamo de soberanía argentina sobre las Islas. «Se pone una vez más en evidencia que Malvinas es una causa de toda América Latina y el Caribe, y por eso Argentina no está sola, la que está sola es Gran Bretaña», señaló el ministro de Relaciones Exteriores argentino, Héctor Timerman.
La Cancillería informó mediante un comunicado que Cuba, Nicaragua, San Vicente y Granadinas, Antigua y Barbuda, y Dominica le transmitieron su decisión de «impedir el ingreso a sus puertos a embarcaciones que lleven la bandera colonial de las Islas Malvinas».
«Todo el Mercosur, la Unasur y el Alba prohíben el uso de la bandera ilegal» de las Malvinas, un sitio que se adjudica el Reino Unido como territorio de ultramar. De esta forma, el rechazo alcanza a todo el Mercosur (Argentina, Brasil, Paraguay y Uruguay), la Unasur (los doce países sudamericanos) y el Alba (Venezuela, Cuba, Bolivia, Ecuador, Nicaragua, San Vicente y las Granadinas, Dominica, Antigua y Barbuda).
En una reunión con el presidente de Chile, Sebastián Piñera, Cristina Fernández recibió el apoyo trasandino a la reivindicación de la soberanía del archipiélago austral.
Durante la una cena de agasajo ofrecida por Sebastián Piñera, la mandataria argentina agradeció la postura, calificó a la demanda como una causa global e hizo hincapié en la explotación de los recursos naturales por parte de las grandes potencias, además Piñera ratificó el acuerdo para no permitir el ingreso a los puertos sudamericanos de naves con bandera "kelper".

#### Países que efectuaron el bloqueo comercial
- Brasil: En enero del año 2011 Brasil denegó el permiso a un pequeño buque de guerra británico, el HMS Clyde, para atracar en Río de Janeiro.
- Uruguay: El vecino país rechazó en 2010 al destructor británico HMS Gloucester.[162]

En diciembre de 2011 el gobierno del presidente José Mujica decidió tomar la medida de rechazar a barcos que portasen la bandera de las islas Malvinas que tenga como destino estas islas.
En diciembre de 2007 el presidente de Uruguay, Tabaré Vázquez ratificó la postura de no permitir que un buque de guerra británico se abastezca de combustible en el puerto de Montevideo, en su trayecto hacia las Islas Malvinas.
Al igual España hizo el mismo reclamo que el gobierno del Reino Unido por no dejar cruzar barcos de empresas procedentes de dicha nación. Varios portales de información detallan que dicha decisión uruguaya fue acordada con el gobierno argentino, debido a que el gobierno uruguayo apoya firmemente la soberanía de las Islas Malvinas a favor de la Argentina. El presidente José Mujica anunció, una vez finalizada la Cumbre del Mercosur, que todos los países del bloque alcanzaron un acuerdo para evitar que buques con bandera de Malvinas paren en puertos de la región.
- Perú: En octubre de 2012 el gobierno peruano rechazó el amarre de la fragata de la Armada Real británica HMS Montrose en la base naval de El Callao justificando «solidaridad latinoamericana con Argentina».[165]

### Creación de la Secretaría de Asuntos Relativos a las Islas Malvinas

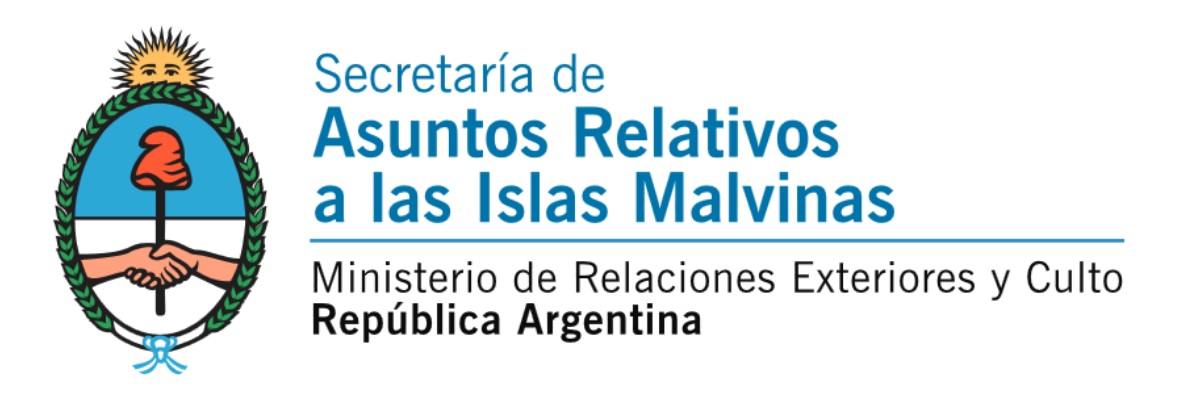
Logo de la secretaría.

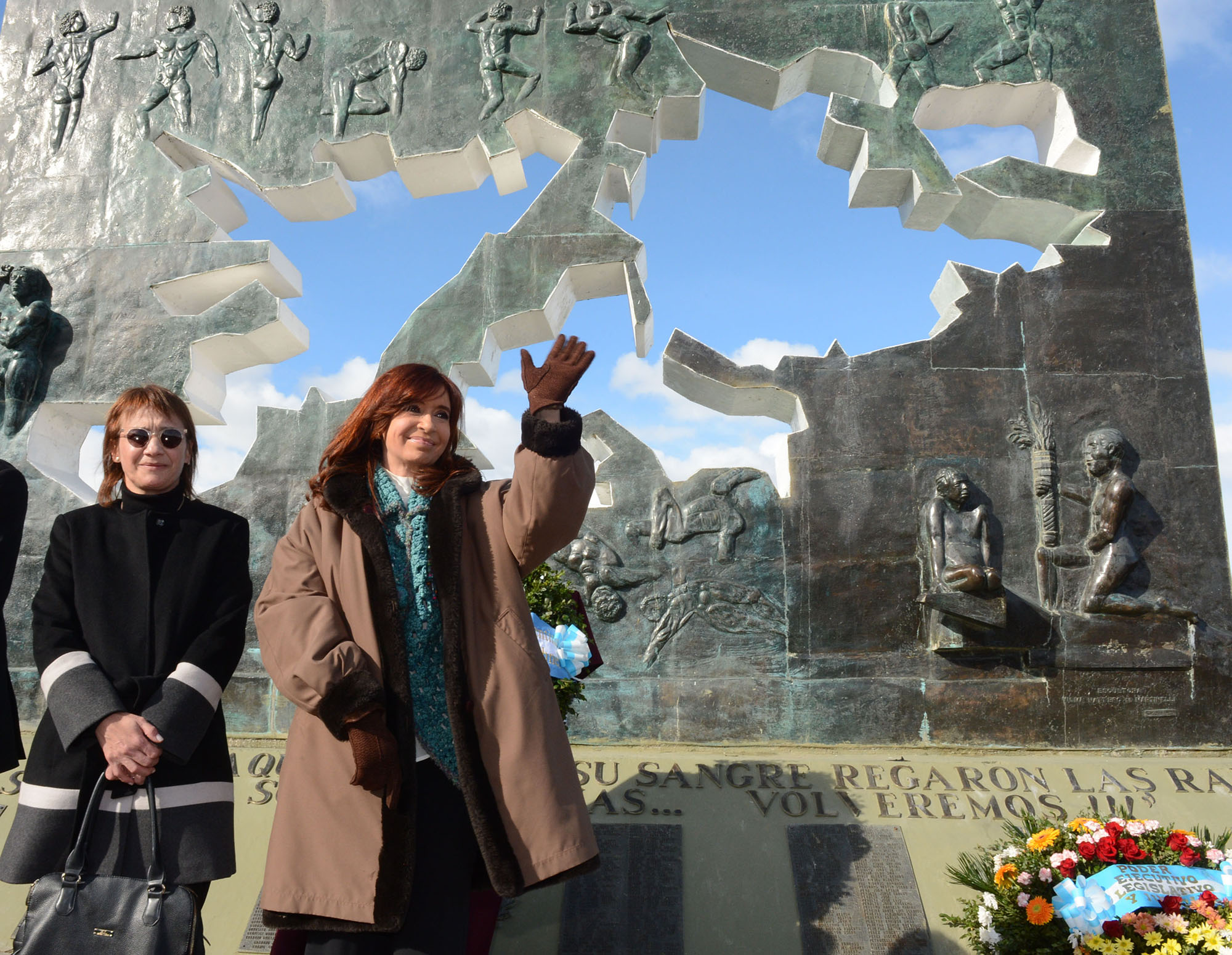
Cristina Fernández de Kirchner frente a un monumento a la Guerra de Malvinas. Su gobierno fue el responsable de la creación de esta secretaría.

Cristina Fernández de Kirchner dispuso el 20 de diciembre de 2013 la creación de una nueva secretaría en el ámbito del Ministerio de Relaciones Exteriores y de Culto con jerarquía de embajada abocada a cuestiones relativas a las Islas Malvinas y designó al frente de la misma al exsenador del Frente para la Victoria Daniel Filmus, quien asumió su cargo el 6 de enero de 2014. El nombre completo de esta secretaría es Secretaría de Asuntos Relativos a las Islas Malvinas, Georgias del Sur y Sándwich del Sur y los espacios marítimos circundantes en el Atlántico Sur y se ocupará de diseñar e implementar estrategias y acciones desde la política exterior en las relaciones con todos los países "para la mejor defensa de los derechos e intereses argentinos respecto a la cuestión Malvinas". El 28 de enero, Filmus participó una reunión con la Mesa del Comité Especial de Descolonización de Naciones Unidas, donde se reiteró el llamado al diálogo al Reino Unido.

### Bloqueo de la cuenta de Twitter de las islas Malvinas
El 2 de abril de 2014, en la conmemoración del trigésimo segundo aniversario de la guerra contra el Reino Unido, Cristina Fernández de Kirchner aseguró que las islas son la «mayor base militar nuclear de la OTAN», lo que las coloca «entre los territorios más militarizados del mundo». Esa misma semana el gobierno británico anunciaba que enviará un submarino nuclear a las Islas Malvinas el HMS Talent, el ministro británico de defensa afirmó Hay mucho discurso sobre las ‘Falklands’, pero sólo una nación en este conflicto cuenta con submarinos nucleares ”. La llegada HMS Dauntless' estaba programado desde hace un año sustituirá a la fragata británica 'HMS Montrose', es uno de los seis nuevos destructores Tipo 45 con que cuenta la Marina y está equipado con un avanzado sistema de navegación que hace difícil que pueda ser detectado por radar.
En Twitter, los isleños enviaron una fotografía de los pingüino rey con el mensaje «Argentina recientemente interceptó esta foto de nuestros 'misiles nucleares'. En respuesta a este mensaje, los usuarios de Twitter en las Malvinas bloquearon la visualización de la cuenta de la presidenta.
Ese mismo día, en el acto de conmemoración en la Casa Rosada, Fernández de Kirchner presentó un nuevo billete de 50 pesos argentinos con motivo del reclamo argentino sobre las islas del Atlántico Sur y Antonio Rivero. En el billete también aparecen también el cementerio de Darwin, y el crucero ARA General Belgrano.
Como reacción a la puesta en circulación del billete en marzo de 2015, Hugo Swire del ministerio de Relaciones Exteriores británico calificó la emisión del papel moneda de «artimañas». También aclaró que tiene un valor de 6 dólares y «que probablemente tiene el mismo valor político».

### Documento del gobierno uruguayo sobre Malvinas
Un documento de 42 páginas de la Defensa Nacional de Uruguay titulado Un Uruguay integrado a la región y abierto al mundo, avalado por el presidente José Mujica y publicado en mayo de 2014, calificó la presencia británica en las islas Malvinas como una «amenaza latente» tanto para el país, como para toda la región del Océano Atlántico Sur, porque «afecta la zona oceánica donde naturalmente se producen las comunicaciones y la actividad económica marítima del país» y porque «todo conflicto regional debilita el proceso de integración en curso, genera carreras armamentísticas contrarias al desarrollo y pone en peligro la confianza mutua que se ha venido construyendo entre los países de la Unasur». Esto ocurrió tras la visita de Daniel Filmus, a principios de abril a Montevideo, donde se reunió con el canciller de Uruguay, Luis Almagro -quien ratificó el apoyo de su país a Argentina en la causa Malvinas-. Anteriormente, Jorge Menéndez, viceministro de defensa uruguayo, dijo en una entrevista que «para nosotros (Uruguay) el tema ya está laudado a nivel país. Las Malvinas se llaman Malvinas y son argentinas».
En respuesta al documento, el embajador británico en Uruguay, Ben Lyster Binns, afirmó que «El Reino Unido es -y siempre ha sido- un país amigo de Uruguay. Tenemos fuertes y cálidas relaciones en distintas áreas. Es por eso que me decepciona la referencia que se hace sobre el final del documento de la Política de Defensa Nacional sobre el Reino Unido y las Islas Falkland». También afirmó que las islas tienen su propio gobierno y que «los únicos dos roles que le competen al Reino Unido son las relaciones exteriores y garantizar su seguridad».
El 5 de mayo, en la jornada de debate y reflexión «América Latina, Zona de Paz y la Desmilitarización del Atlántico Sur» en la Escuela de Defensa Nacional, Agustín Rossi, ministro argentino de defensa, declaró que en las islas «hay una situación clara de enclave militar» y que Argentina continúa pidiendo al Reino Unido que cumpla con los tratados internacionales y las resoluciones de Naciones Unidas. Por su parte, Daniel Filmus dijo que «Gran Bretaña tiene la apetencia de llevarse recursos naturales».

### Nuevo gobernador de las islas y declaraciones de Alicia Castro
El 29 de abril de 2014, Colin Roberts asumió como nuevo gobernador de las islas. Anteriormente en 2013 tras el nombramiento de Roberts como gobernador de las islas Malvinas, Alicia Castro, embajadora de Argentina ante el Reino Unido, se refirió al nombramiento de Roberts como una «provocación» y dijo que «no era la persona para fomentar el diálogo entre las naciones».
La embajadora argentina en Londres criticó las declaraciones afirmando que tratan a la Argentina como si fuera «súbdita» del Imperio británico, «faltándole el respeto». Castro también ha dicho que Argentina «no existe como una amenaza bélica para el Reino Unido o los habitantes de las islas Malvinas». Roberts además ha dicho que el actual despliegue militar de las islas «es el mínimo que se requiere para defender a las islas contra cualquier posible actividad de la Argentina», que «la sola sugerencia de que hay una base de la OTAN es tan ridícula que hace reír a todo el mundo» y que «sugerir que hay armas nucleares en las islas es realmente tonto». Ese mismo mes se difundió la propuesta de Margaret Tatcher de bombardear de Córdoba con armas nucleares durante la guerra de las Malvinas en 1982, un proyecto de ataque nuclear de Reino Unido considerado por Margaret Thatcher de bombardear la Provincia de Córdoba, Argentina.
También dijo que el secretario de Asuntos Exteriores del Reino Unido, William Hague, es quien debe dialogar con el gobierno argentino sobre la disputa territorial. Castro le respondió afirmando que su país no va a volver a la guerra sino que quiere un diálogo mediante las Naciones Unidas.
Castro también ha acusado al Reino Unido de tener «aspiración imperialista» y que los habitantes de las islas tendrían «una vida mucho mejor si Argentina ejerciera la soberanía» sobre el archipiélago, ya que «elegirían a su propio gobernador como hace cualquier provincia argentina y tendrían una calidad de vida mejor». También apuntó a la «violación de las resoluciones» de la ONU por la explotación «ilegal» de los recursos naturales, a través de la pesca y la exploración de las reservas de hidrocarburos.

### Cumbre de la OEA en Paraguay
El 5 de junio, durante la 44.º Asamblea General de la OEA llevada a cabo en Asunción, Paraguay, se aprobó una resolución favorable a las negociaciones por las islas entre Argentina y el Reino Unido. Un total de 22 países apoyaron el reclamo argentino y se sumaron 6 países del Caribe. Canadá se opuso a la resolución y en su lugar propuso una declaración afirmando que «sólo los habitantes de las Malvinas/Falklands tienen el derecho a decidir su futuro». Tras esto, el embajador británico en Paraguay Jeremy Hobbs, quien asistió en calidad de observador, pidió permiso para hablar con el canciller argentino para defender la postura de autodeterminación, acusando a la Argentina de no querer dialogar con la población isleña. En respuesta, Timerman le dijo que el Reino Unido debería dejar de explotar los recursos naturales de las islas. También sostuvo que «el Reino Unido tiene su propia legislación, que está por encima de las Naciones Unidas, sobre todo, los miembros de esta Asamblea».

### Creación de un museo sobre las islas y partido ante Eslovenia

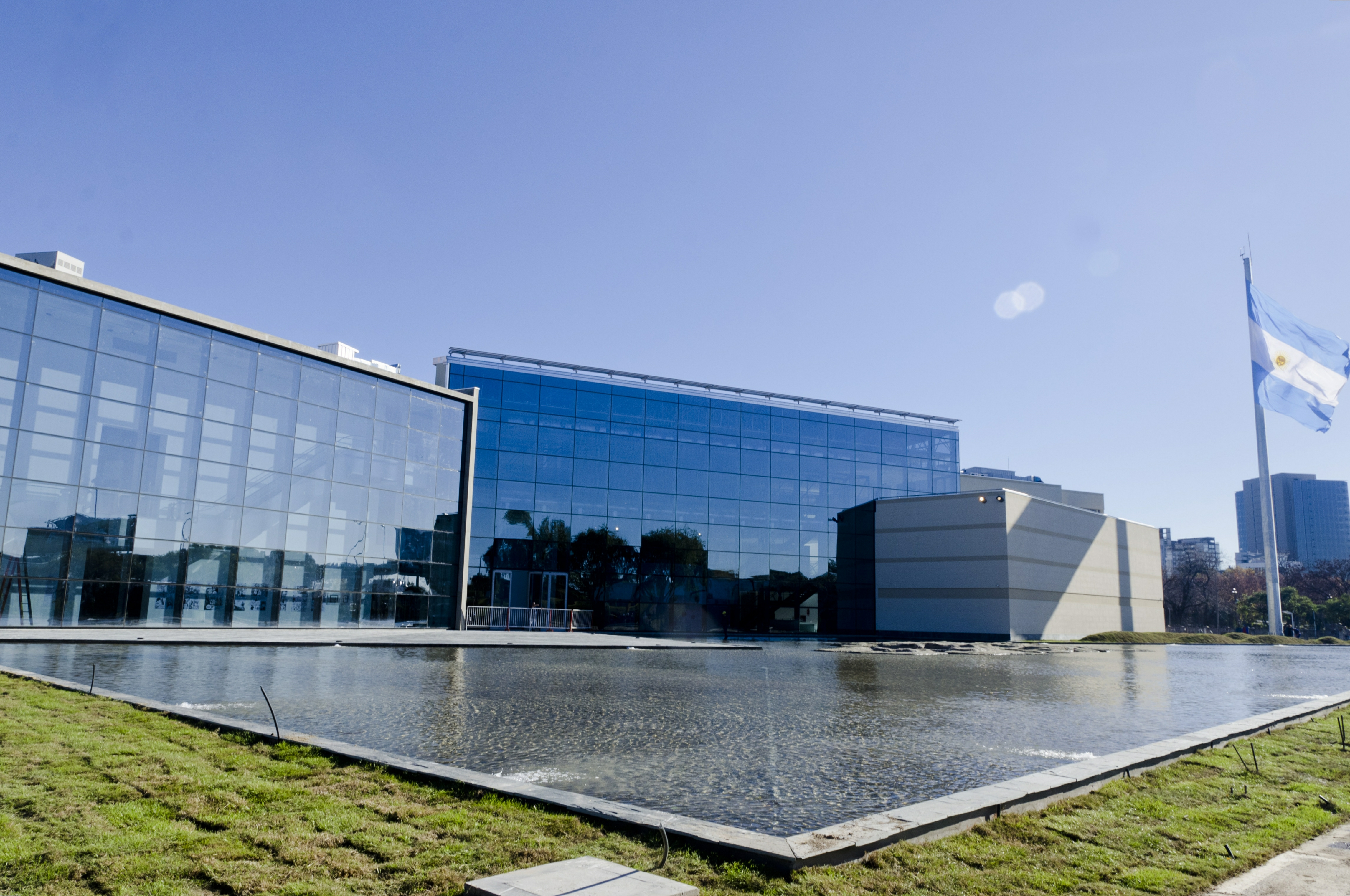
Vista del museo.

A través del decreto 809/2014, publicado en el Boletín Oficial el 6 de junio, se dispuso la creación del Museo Malvinas e Islas del Atlántico Sur que tiene como objetivo «...difundir, comunicar, exhibir y concientizar a todos los habitantes de la nación acerca de la soberanía argentina sobre las islas...». El museo, inaugurado el 10 de junio por Cristina Kirchner, depende del Ministerio de Cultura y está a cargo de Jorge Giles. Además funciona en el predio que pertenecía a la Escuela de Mecánica de la Armada, en Buenos Aires.
El 7 de junio la Selección de fútbol de Argentina, desplegó un cartel con la leyenda «las Malvinas son Argentinas» en la Ciudad de La Plata, antes de un amistoso con Eslovenia, previo a la Copa del Mundo de 2014 en Brasil. Este cartel ha sido anteriormente difundido antes de partidos de equipos argentinos. El cartel ha sido criticado y la FIFA afirmó que investigará lo ocurrido, ya que no permite mensajes políticos en los partidos o torneos, y se habló de posibles sanciones a la Argentina. En varios medios británicos se habló de «malestar» por el cartel y la Federación Inglesa de Fútbol instruyó a sus jugadores a «no responder preguntas o realizar comentarios» sobre las islas en disputa. Además, Argentina ya había intendado hacer algo similar en los Juegos Olímpicos de 2012 en Londres, pero el Comité Olímpico Internacional no lo permitió.
El 14 de junio, la FIFA anunció que la inició un «procedimiento disciplinario» a la AFA, por aparente violación del artículo 60 del Reglamento de la FIFA sobre Seguridad en los Estadios, artículo que reglamenta la «prevención de conductas provocadoras y agresivas» y el artículo 52 del Código Disciplinario de la FIFA, que reglamenta la «conducta incorrecta de un equipo». El 25 de julio, la FIFa multó a la AFA con 30 mil francos suizos.

### Reclamo anual en el Comité de Descolonización
El 26 de junio el canciller argentino Héctor Timerman junto al secretario Daniel Filmus expusieron, como se realiza anualmente, los argumentos argentinos sobre el reclamo de soberanía de las islas ante el Comité de Desconolización de la ONU en Nueva York. Allí Timerman dijo que «el abrumador respaldo al llamado a negociar es desoído sistemáticamente por el lado británico» y que la Argentina «no permitirá la explotación inconsulta y arbitraria de los recursos naturales del Mar Argentino» ya que es «contraria al derecho internacional». Como peticionantes argentinos también hablaron Alejandro Betts, malvinense residente en Córdoba, y Marcelo Vernet, tataranieto de Luis Vernet.
En la sesión manifestaron su apoyo a la Argentina países como Cuba, Chile, Venezuela, Bolivia, Nicaragua, Brasil y otros que no son de la región como China, Rusia, Indonesia y varios africanos. La resolución adoptada por el Comité pidió una solución «pacífica y negociada» entre Argentina y Gran Bretaña e instó a los países a la «reanudar las negociaciones».

### Polémica por viaje de Julio Cobos
El 28 de junio de 2014 saltó la polémica en Argentina cuando Julio Cobos, diputado, exvicepresidente y candidato presidencial por UNEN, visitó las islas durante una semana como turista y no como un representante argentino. En Malvinas declaró que «uno de los desafíos que tiene un presidente en Argentina relacionado con la política exterior es precisamente Malvinas. Por eso siempre consideré indispensable estar aquí, conocer su territorio, su clima, su costumbre y rendir homenaje a nuestros soldados en Darwin, que dieron su vida por ellas». Por el viaje varios miembros de la Unión Cívica Radical y otros políticos argentinos declararon que Cobos «había reconocido la soberanía británica» por entrar a las islas con pasaporte argentino. Además, excombatientes dijeron que el viaje era «inaceptable» al tratarse de un representante argentino y que Cobos había cometido una «traición a la patria».

### Leyendas en el transporte público
El 18 de noviembre, la Cámara de Diputados de Argentina aprobó una ley creada por Teresa Luna para que la leyenda «las Malvinas son argentinas» aparezca en todo el transporte público de pasajeros del país. Autobuses, trenes, metro y aviones deberán tener un cartel con esa leyenda que estará a la vista en todas las terminales de arribos y partidas.

### Renovación de apoyo a la Argentina en bloques internacionales (2014)
En la XXIV Cumbre Iberoamericana llevada a cabo en Veracruz, México, entre el 8 y 9 de diciembre de 2014, se firmó un «Comunicado especial sobre la cuestión de las islas Malvinas», donde se reiteró respaldo al pedido de que los gobiernos de la Argentina y el Reino Unido realicen negociaciones sobre la soberanía de las islas. También se rechazaron las exploraciones y explotaciones de petróleo en las aguas en disputa y se resaltó que la presencia militar británica «vulnera resoluciones de la Organización de Naciones Unidas».
En la sexta reunión del Consejo de jefes de Estado y de Gobierno de la Unasur, donde se inauguró el Edificio Néstor Kirchner en Ecuador, los mandatarios de Sudamérica y el secretario general Ernesto Samper reafirmaron el respaldo a la Argentina por la «ocupación ilegal» británica en las Islas Malvinas.

### Exposición argentina ante el Comité de Descolonización
A principios de diciembre de 2014, el secretario de asuntos relativos a las Islas Malvinas, Daniel Filmus, y la embajadora argentina ante la ONU, María Cristina Perceval, expusieron por segunda vez en el año la cuestión Malvinas ante el Comité de Descolonización, donde se invitó al Comité a realizar una misión de visitado a Buenos Aires y a Londres para realizar entrevistas con las autoridades de ambos países. También se condenó la explotación de petróleo en las islas y las actividades de la base militar de Monte Agradable. Luego de la reunión, se acordó que la delegación argentina efectúe un seguimiento junto con el Comité sobre las acciones acordadas. El Comité, por su parte, convocó a una reunión con la delegación del Reino Unido para tratar el tema el 16 de diciembre, sin embargo el Reino Unido desistió de enviar representantes.

### Primeras acciones en la presidencia de Mauricio Macri

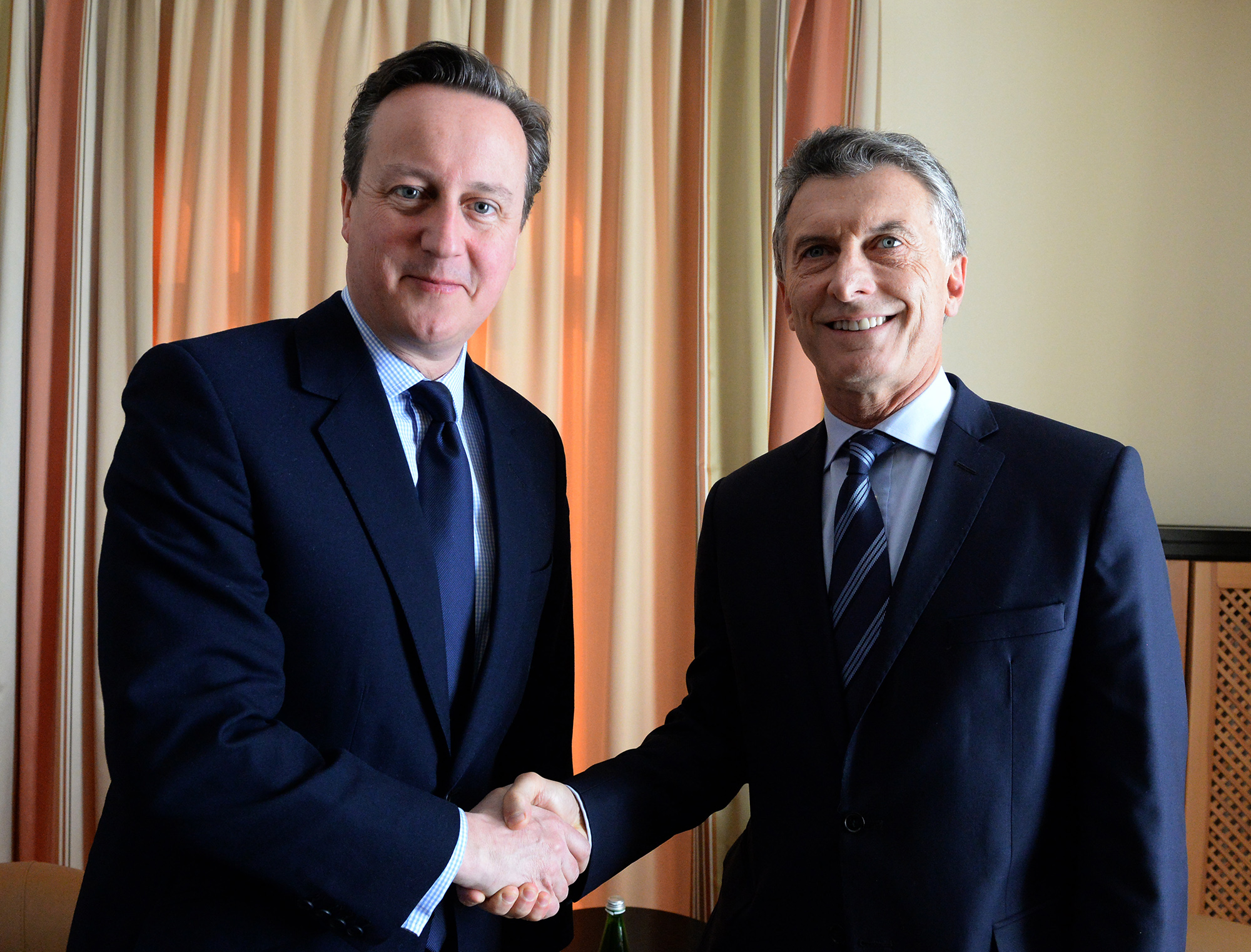
Macri y Cameron en Davos, Suiza, el 21 de enero de 2016.

Mauricio Macri fue elegido presidente el 22 de noviembre de 2015, asumiendo en el cargo el 10 de diciembre de 2015.
En octubre de 2015 en el marco de las elecciones presidenciales de ese año, Fulvio Pompeo, referente de política exterior de la coalición Cambiemos aseguró ante el periódico británico The Telegraph que si Mauricio Macri ganaba las elecciones presidenciales, no nombraría un ministro para las Islas Malvinas, disolviendo la secretaría de Asuntos Relativos a las Malvinas. El 26 de diciembre de 2015, en una nota del Diario Perfil la canciller Susana Malcorra declaró que «estamos revisando la estructura del Ministerio y vamos a crear un área, seguramente una subsecretaría, del Atlántico Sur, en la cual va a estar insertada el tema Malvinas», anunciado así el cierre de dicha secretaría.
Días antes de asumir en el cargo de Canciller, Malcorra fue entrevistada en el diario La Nación, donde realizó declaraciones sobre los lineamientos de la política exterior argentina donde declaró que la cuestión de las Malvinas «no lo es todo» en las relaciones con el Reino Unido.
El 3 de enero de 2016, el gobierno argentino declaró que planeaba discutir seriamente el tema de las Malvinas con el Reino Unido. El Ministerio de Relaciones Exteriores dijo en un comunicado que insta a Gran Bretaña a iniciar las negociaciones «tan pronto como sea posible». Previamente, David Cameron, había declarado a mediados de diciembre de 2015 que esperaba una «relación más madura» con el nuevo gobierno argentino y dejó en claro que el Reino Unido no reconsideraría su posición de que la población de islas tiene el derecho a la libredeterminación de permanecerse británicos de forma «inamovible».
En enero de 2016, Renato Carlos Sersale Di Cerisano fue designado embajador en Londres mediante el decreto 208/2016 del 20 de enero en medio de la crisis diplomática por la soberanía de las islas.

#### Judicial
En enero de 2010 la justicia federal aceptó el pedido de un isleño de dar curso a la investigación por la masacre King Edward Memorial declarada delito de lesa humanidad. La masacre había ocurrido el 10 de abril de 1982 cuando el soldado británico Clive Shorters prendió fuego al hospital King Edward Memorial matando a ocho kelpers, entre ellos un hombre de 86 años y un bebé recién nacido pensando que se encontraban allí soldados argentinos heridos.

#### Reacciones del gobierno malvinenses
El canciller de Gran Bretaña, William Hague, calificó al spot como una "maniobra" destinada a contrarrestar una serie de "contratiempos diplomáticos". Summers calificó como «negativa y destructiva» la actitud de la Argentina
La embajada de Reino Unido en Buenos Aires dijo que la posición de Londres en defensa de los habitantes de las islas Malvinas no cambiará.

### Otras reacciones
Los kelpers no tienen representación en el Parlamento del Reino Unido y se han rechazado las propuestas para incluirlos como parte del Reino Unido.
En 2010 se emite el decreto argentino que obliga a todos los barcos que naveguen entre el continente y las Malvinas a pedir permiso a Buenos Aires o las gestiones que emprenderá el ministro de Relaciones Exteriores argentino, Jorge Taiana, ante el secretario general de la ONU, Ban Ki-moon.
Debido al reclamo de negociaciones de la Argentina hacia el gobierno británico, Por su parte Cristina Kirchner respondió a ello que el Reino Unido es "una burda potencia colonial en decadencia", y agregó "lo vamos a decir sin cansarnos, lo van a decir los que vengan después de mí y nuestros hijos, las vamos a recuperar en el marco de la paz y el derecho internacional, no les quepan dudas".

### Países del Alba
El 5 de febrero de 2012 los países del ALBA aceptaron la propuesta del presidente ecuatoriano, DrRafael Correa, de adoptar sanciones contra Londres por su actitud “colonialista” en su disputa con Argentina por las islas Malvinas y analizar retirarse del Tratado Interamericano de Asistencia Recíproca (TIAR). El mandatario justificó esa propuesta en que el TIAR, adoptado en 1947, ordena que “ante cualquier agresión externa extrarregional” el continente debe “solidarizarse con el país de la región (agredido)”, pero Estados Unidos lo “pulverizó” cuando apoyó a Inglaterra y no a Argentina en su disputa por las islas Malvinas, agregó. El mandatario barajó además la posibilidad de “revisar donde están las inversiones” de las petroleras británicas Shell y British Petroleum decidió "estudiar la posibilidad de sancionar al Reino Unido", según informó Reuters.

## Reacción del Reino Unido

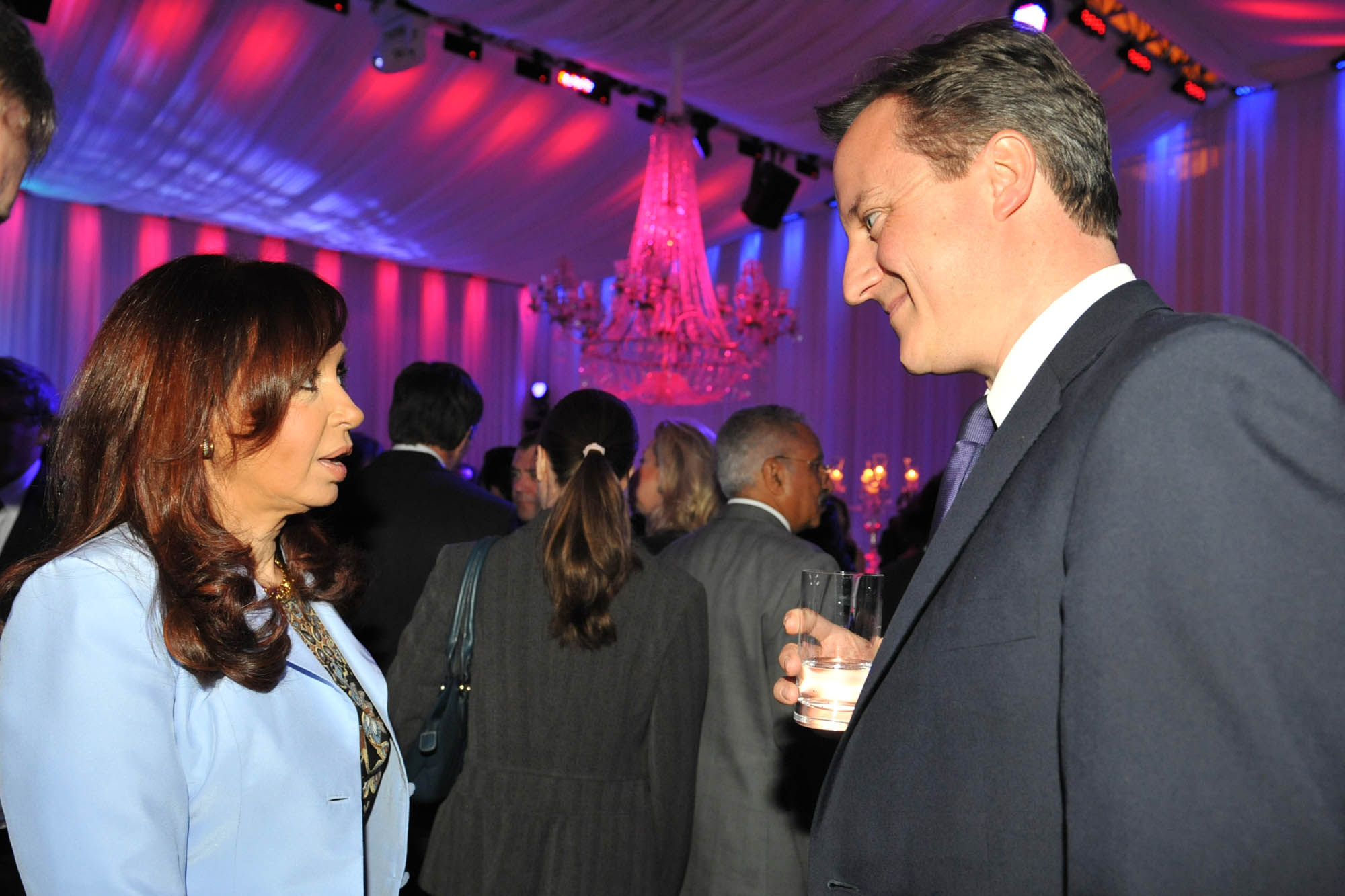
Cristina Fernández de Kirchner con David Cameron en Toronto, Canadá durante una cumbre del G20 en junio de 2010.

### Primer ministro

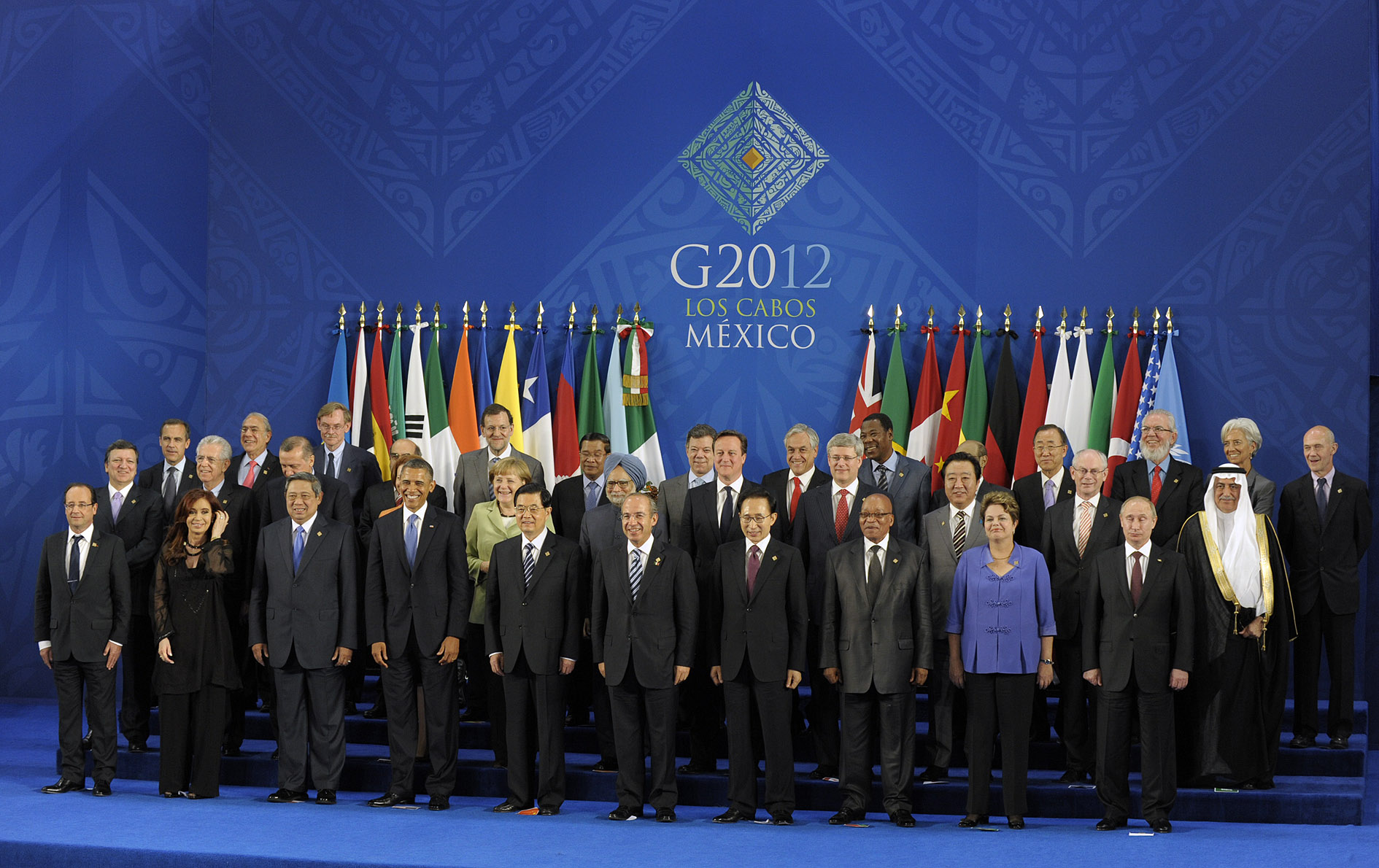
Cumbre del G-20 de Los Cabos. Imagen de Cameron y Kirchner sobre Malvinas.

El 2012 el primer ministro británico, Gordon Brown, defendió las exploraciones de reservas petrolíferas en aguas cercanas a las islas Malvinas pero confió en que «no será necesario» enviar más efectivos militares a la zona en declaraciones a la emisora británica Real Radio. respecto a la presencia de armas nucleares Brown no ha querido comentar las informaciones del diario The Sun tras publicarse un informe que revelaba que Londres había aumentado su presencia militar en el archipiélago. "No voy a hacer declaraciones sobre lo que puede o no puede ocurrir" semanas después Brown, anuncio del Reino Unido de permitir a Estados Unidos el uso de sus importantes instalaciones militares entre ellas Menwith Hill en North Yorkshire y RAF Mount Pleasant base naval británica en Malvinas, para integrarlas en su programa de misiles balisticos, junto con el envío conjunto de dos portaviones de elite estadounidenses para tareas de comunicaciones y de 
reconocimiento al Atlántico Sur a 100 km frente a las costas argentinas. Su sucesor el primer ministro británico David Cameron expresó en la Cámara de los Comunes el 6 de enero de 2013 que para Gran Bretaña "es clave tengamos jets estacionados allí, y tropas estacionadas en las islas", nuestra determinación es extremadamente fuerte", dijo Cameron al canal de televisión BBC1, y recordó que el Reino Unido dispone de uno de los "cinco presupuestos de defensa más importantes del mundo".
El 23 de diciembre de 2011, el primer ministro del Reino Unido David Cameron, calificó de «injustificada y contraproducente» la decisión de Mercosur de respaldar el reclamo argentino sobre la soberanía y rechazo discutir sobre la soberanía de las mismas. el Gobierno argentino remarcó "la obligatoriedad del Reino Unido de aceptar las resoluciones de las Naciones Unidas de resolver la Cuestión Malvinas en forma pacífica". En la cumbre de G-20 celebrada en México en 2012, David Cameron fue reprendido por la presidenta argentina, Cristina Fernández de Kirchner quien dijo que la cuestión debe resolverse de conformidad con las resoluciones de la Asamblea General de las Naciones Unidas. El 12 de febrero de 2014, el secretario de Estado británico de Exteriores Hugo Swire expresó que Gran Bretaña continuará negándose a discutir la cuestión de la soberanía, lo que generó reacciones en Argentina, entre ellas la de Daniel Filmus que le recordó a Swire que Argentina respeta el modo de vida de los habitantes de las islas y que no es su ciudadanía lo que está en disputa, sino el territorio.
Ese mismo mes un medio británico publicó documentos desclasificados que rebelaron que catorce años antes de la guerra de las Malvinas, los ministros británicos planeaban transferir la soberanía de las islas a Argentina, argumentando en privado que el territorio podía resultar costoso, que no podía defenderse y que era una fuente de tensión militar con Buenos Aires. Durante la reunión del Gabinete del 24 de septiembre de 1968, los ministros señalaron en privado que las Islas Malvinas «Sin valor estratégico para nosotros». En 2023 se reveló que el gobierno británico había llegado a avanzar en propuestas de entrega de soberanía a través de condominio un, ofrecido por ellos al Presidente Juan Domingo Perón en 1974 una solución que éste había aceptado pero que su muerte y el golpe de Estado se 1976 impidió concretar.

### Ejercicios militares y rearme del Atlántico Sur e islas Malvinas

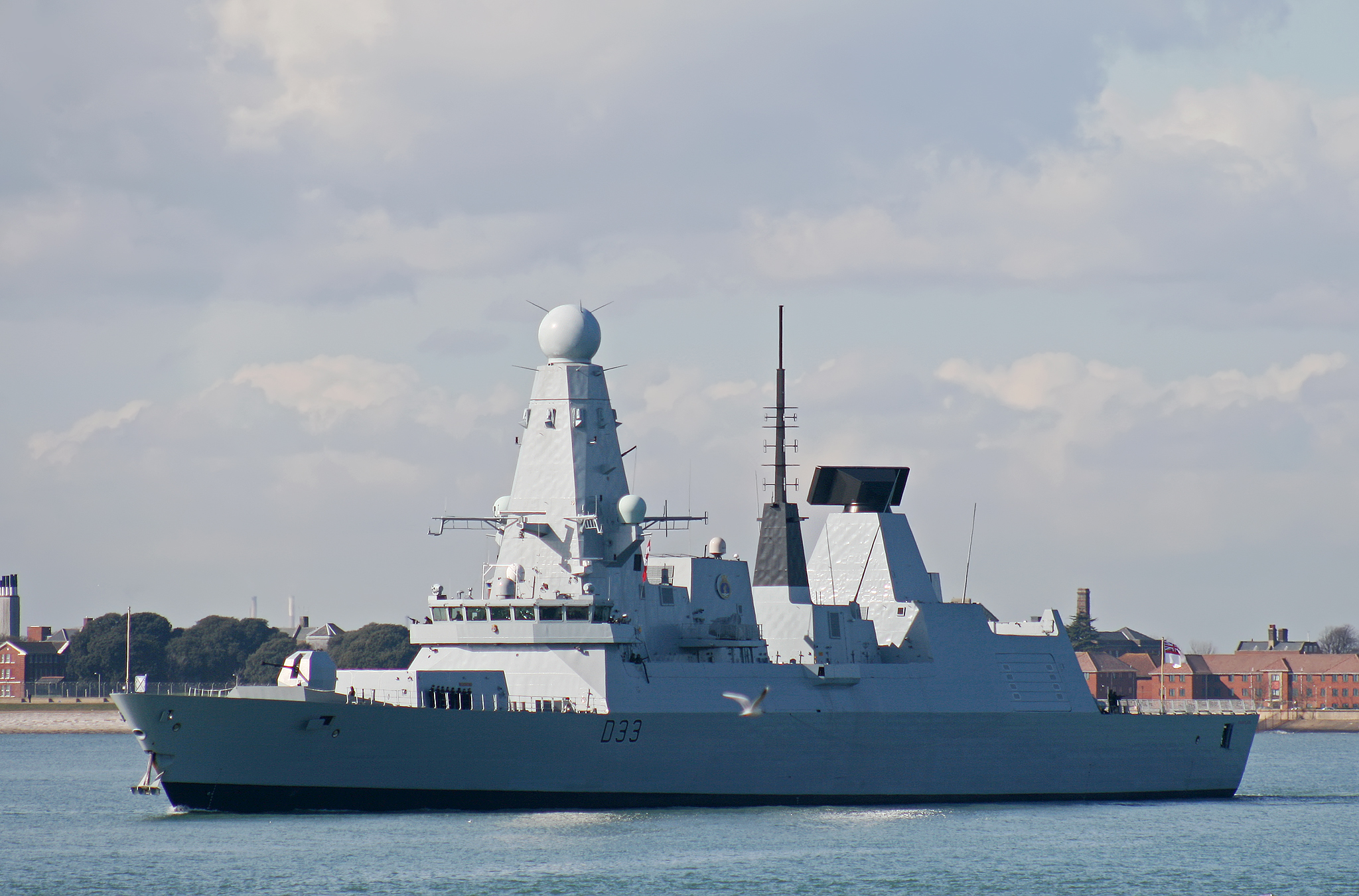
Imagen del buque británico HMS Dauntless (D33) que reemplazó al HMS Montrose

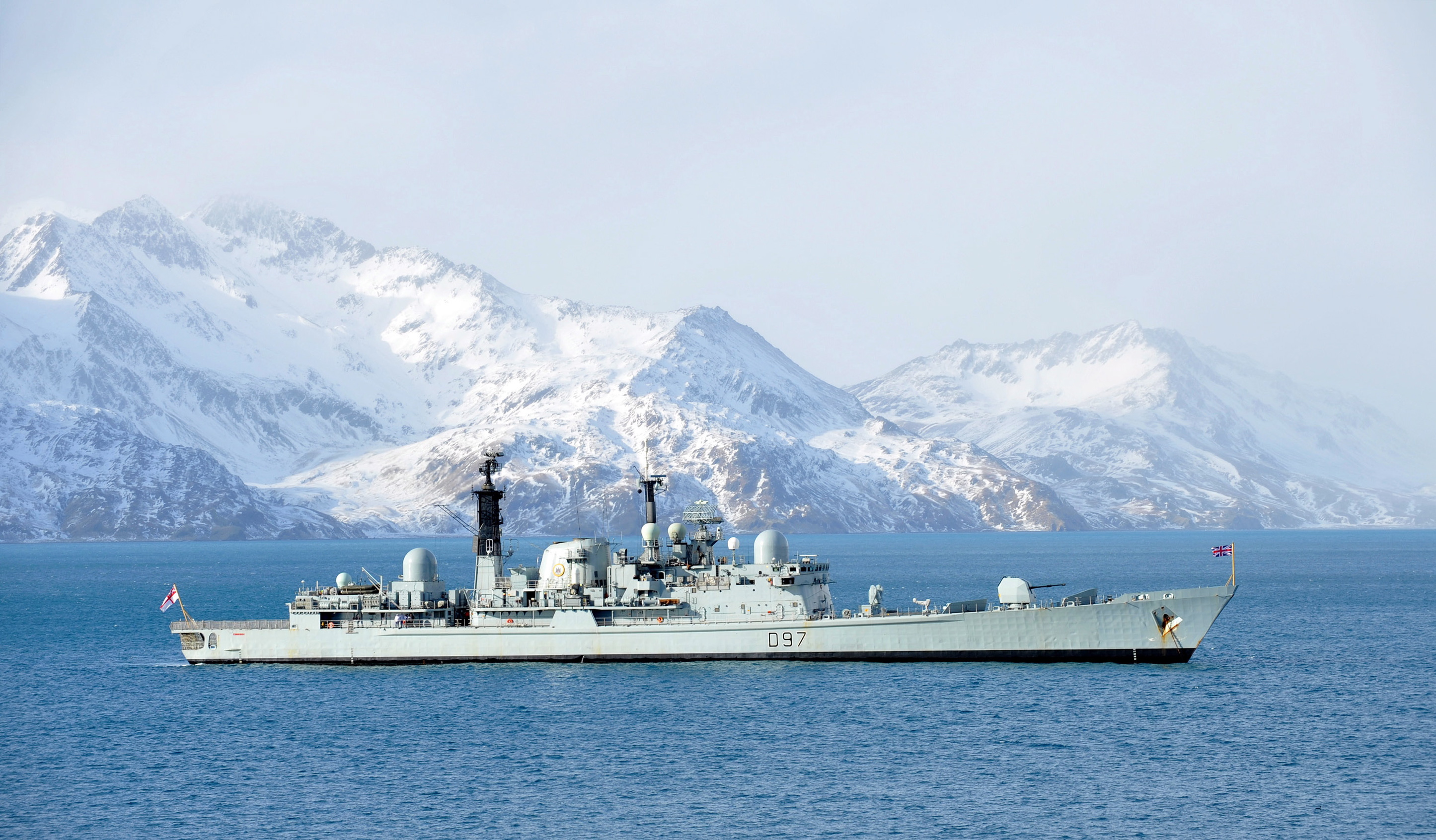
El HMS Edimburgo en la isla Georgia del Sur

En 2009 Gran Bretaña envío en secreto a la base Mount Pleasant cuatro aviones de guerra de clase Eurofighter Typhoon (N.º 1435 Flight RAF), con un avión cisterna Vickers VC-10 y un C-130 Hércules, y también desde noviembre de 2007 el N.º 1564 Flight RAF con dos helicópteros Westland Sea King. Hay también dos helicópteros civiles Sikorsky S-61 del British International Helicopters Limited (Brintel).
El 17 de mayo de 2011 según The Sun, el Reino Unido envió el destructor HMS York, a la capital de las islas, Puerto Argentino, y junto con el destructor se enviaron los buques militares el HMS Scott y el buque cisterna RFA Wave Ruler.
El 8 de septiembre de 2011 el HMS Clyde realizó ejercicios militares sobre el Atlántico Sur en el marco de sus misiones de patrullaje, la noticia se dio a conocer mediante un video en la cual la cadena BBC informó sobre el accionar el buque de la Marina Real británica HMS Clyde junto a 41 personas. La capitana del buque, Catherine Jordan. El video se conoció un día después de que el embajador argentino ante las Naciones Unidas, Jorge Argüello, expuso en China el reclamo por la soberanía de las Islas Malvinas y aseguró que «la pesca y el petróleo tienen mucho que ver con el conflicto». Argüello efectuó estas declaraciones durante su exposición en la conferencia sobre las Malvinas y la situación del Atlántico Sur que se realizó este miércoles en la sede de la Fundación de Estudios Internacionales de China. «Voy a decirlo claramente: Argentina tiene una parte de su territorio nacional, las Islas Malvinas, bajo ocupación militar extranjera», enfatizó el funcionario argentino.
Los buques de guerra HMS York, HMS Scott junto al HMS Clyde navegan las costas de las islas a pesar de que el ministro de Defensa del Reino Unido negó el envío de fuerzas militares a las islas desde que comenzó el conflicto diplomático desde febrero de 2010. El ministro de Defensa, Arturo Puricelli, calificó como «una nueva provocación» británica el ejercicio militar de al menos una nave inglesa en la zona de las islas Malvinas.En agosto de 2013 fue enviado el HMS Dauntless, que llegó a las Islas Malvinas el 13 de agosto de 2012 un destructor, con capacidad para trasladar misiles antiaéreos de alta tecnología y unos 60 efectivos militares, está en el Atlántico Sur para realizar “ejercicios de rutina”, según el Ministerio de Defensa británico.
El buque partió el 4 de abril desde Portsmouth, uno de los puertos navales más importantes del Reino Unido, ubicado al sur del país. Su misión de 6 meses lo llevó primero a países del oeste de África, como Sierra Leona, Ghana, Nigeria, Senegal, Costa de Marfil y Angola. También estuvo tres semanas en Ciudad del Cabo, Sudáfrica, donde le realizaron tareas de mantenimiento y desde donde partió hacia Malvinas.
La semana anterior a la llegada a las islas el destructor tuvo un breve paso por Tristán de Acuña, un archipiélago de dependencia británica, y luego se fondeó cerca de Puerto Argentino. El 26 de septiembre de 2012 el Reino Unido anunció que enviará a las Malvinas otro destructor en reemplazo del HMS Dauntless, este es el HMS Edimburgo, que reemplazará al HMS Dauntless desplegado a principios de 2012.
«Que (buques ingleses) hagan disparos de (armas de) fuego en una zona que saben que es de legítima soberanía argentina, ya sea en las Malvinas, Sándwich o Georgias del Sur, indudablemente no deja de ser una provocación», aseguró el ministro durante el acto de la firma de acuerdos de cooperación con la cartera de Seguridad, que se realizó en la sede de Defensa. Pero no solo al ministro de Defensa argentino preocupó la situación sino también al diputado nacional Julio Martínez de la Unión Cívica Radical (partido político argentino opositor) por la provincia de La Rioja, a presentar un proyecto de declaración repudiando dichas maniobras.
«A casi tres décadas del enfrentamiento bélico, existe un mandato constitucional que nos obliga a los argentinos a resolver esta controversia por medios pacíficos y de acuerdo con el derecho internacional», señaló Martínez. Pero paralelamente, el legislador riojano, presidente de la Comisión de Defensa Nacional de la Cámara baja, manifestó su «enorme preocupación» por el estado de precariedad de las Fuerzas Armadas argentinas para defender el territorio nacional y la plataforma marina. Por otra parte el diputado Martínez expresó: «La amenaza explícita por parte de Gran Bretaña de usar la fuerza en caso de ser necesario ya excede todos los límites tolerables», razón por la cual el legislador radical exige al Poder Ejecutivo Nacional «redoble y sostenga de manera permanente todos los esfuerzos diplomáticos necesarios para obligar a Gran Bretaña a negociar la soberanía de Malvinas».
El 27 de octubre de 2011 el gobierno argentino reiteró su rechazo a la presencia militar británica en el Océano Atlántico Sur, a raíz de la decisión de Londres de desplazar una fragata a la zona donde se encuentran las islas Malvinas.
«El Gobierno argentino reitera su rechazo a la presencia militar británica en territorios y espacios marítimos argentinos del Atlántico Sur», señala un comunicado del ministerio de Relaciones Exteriores.

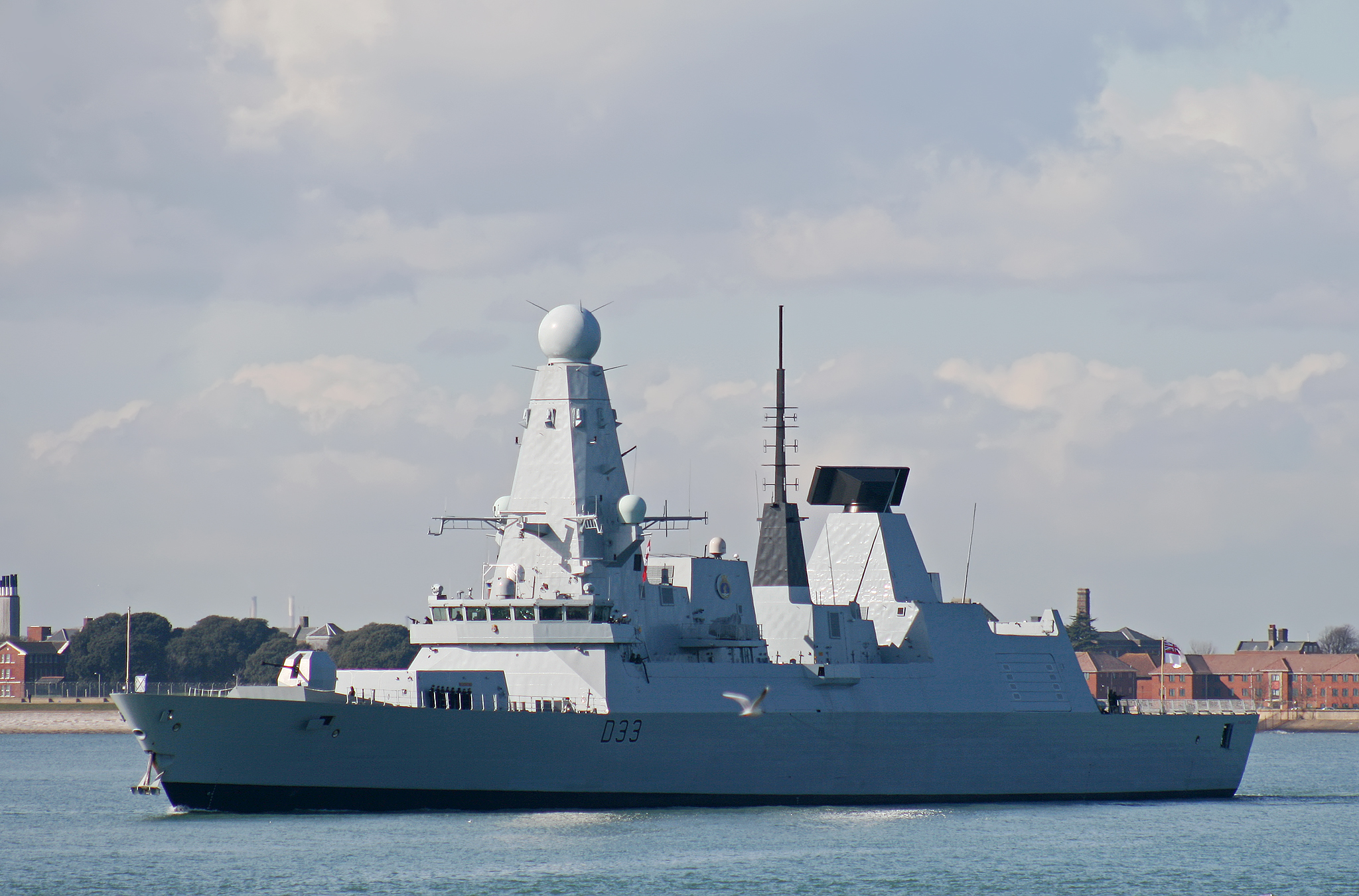
HMS Dauntless, destructor tipo 45 de la Royal Navy

La nota obedece a la comunicación del gobierno británico del traslado de la fragata HMS Montrose al Atlántico Sur por un período de seis meses «Esta presencia, que se ha transformado en una verdadera fortaleza militar en el área, resulta una afrenta no sólo para la Argentina sino que también para la región toda, tal como expresamente lo manifestara la Unión de Naciones de América del Sur», indica.
El comunicado recuerda que la Unasur ha considerado esa «presencia militar contraria a la política de la región de apego a la búsqueda de una solución pacífica de la controversia sobre la Cuestión de las Islas Malvinas, de conformidad con los llamamientos de la comunidad internacional». El empleador más grande de las Islas es el propio gobierno, que representa el 29 % de todos los trabajadores.decidió rechazar la llegada del buque a su país. Debido a ello la presidenta de Argentina Cristina Fernández agradeció muy cálidamente a su par sudamericano de no haber hecho ingresar al puerto sudamericano de El Callao la fragata e incluso la presidenta argentina exhortó a "las tres Américas", incluso a los Estados Unidos, a unirse contra "los enclaves coloniales". En la Cumbre de Seguridad Nuclear de Seúl que tuvo lugar entre los días 26 y 27 de marzo en la ciudad de Seúl, el Canciller Héctor Timerman -al referirse a los episodios de militarización en el Atlántico Sur - alertó sobre el envío de un submarino nuclear británico con capacidad para portar armas nucleares a una zona cuya soberanía es objeto de una disputa reconocida por las Naciones Unidas y declarada zona libre de armamento nuclear, a la vez que exigió al Reino Unido que confirme la ausencia de armas nucleares en la región. El Vice primer ministro y delegado del Reino Unido Nick Clegg, en la citada Conferencia guardó silencio frente al requerimiento argentino de que Gran Bretaña brinde garantías respecto de la ausencia de armamento nuclear en marco del despliegue militar británico en el Atlántico Sur.
El 1 de febrero de 2012 el Ministerio de la Defensa británico en Londres informó del envío de su más moderno buque de guerra a las islas Malvinas, el HMS Dauntless, un destructor tipo 45 partió en semanas siguientes hacia el área y sustituyó al HMS Montrose, estacionado en las islas. El buque de guerra está provisto de misiles antiaire de alta tecnología. Su larga cubierta de vuelo permite albergar helicópteros.
El 4 de febrero de 2012 el gobierno del Reino Unido envió un submarino nuclear HMS Vanguard (S28) clase Vanguard a patrullar ante las islas Malvinas, en el Atlántico Sur. El diario británico Daily Mail reportó que Gran Bretaña ha desplegado submarinos tipo Trafalgar armados sólo con armas convencionales al Atlántico sur hasta comienzos de abril, informó el diario "Daily Mail", sin que haya por el momento confirmación del Ministerio de Defensa, que se niega a comentar cualquier movimiento de submarinos atómicos.

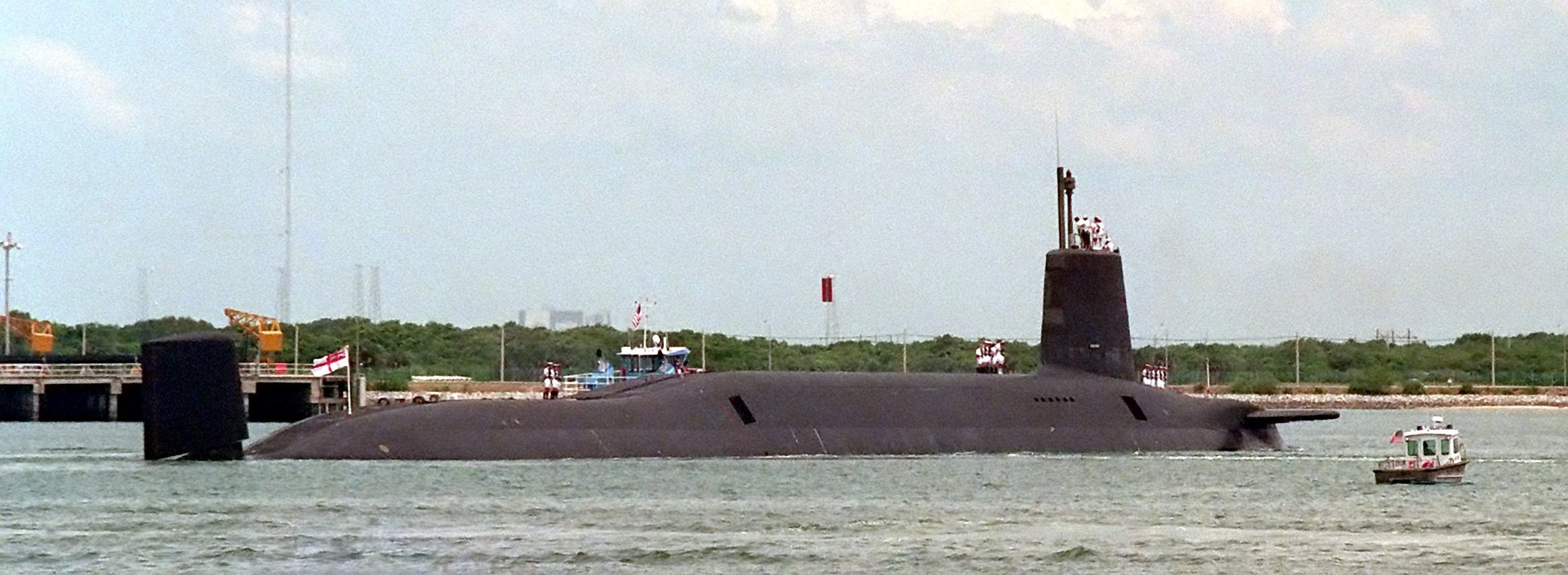
Submarino nuclear HMS Vanguard (S28)

. Según el "Daily Mail", el primer ministro británico, David Cameron, aprobó personalmente la misión que incluía intérpretes para escuchar las comunicaciones de la Marina argentina en la región. En marzo de 2012 El Reino Unido envió al HMS Montrose, buque de guerra según lo describió el propio gobierno británico para los días 22 y 26 de marzo de 2012, pero de forma inesperada para el gobierno de Londres, el presidente de Perú, Ollanta Humala
La presidenta argentina expresó con motivo del envío de buques de guerra por parte del gobierno del Reino Unido que la intención del gobierno británico es la «militarización de el océano Atlántico Sur», el gobierno británico señala que él envió de buques de guerra eran movimientos rutinarios.

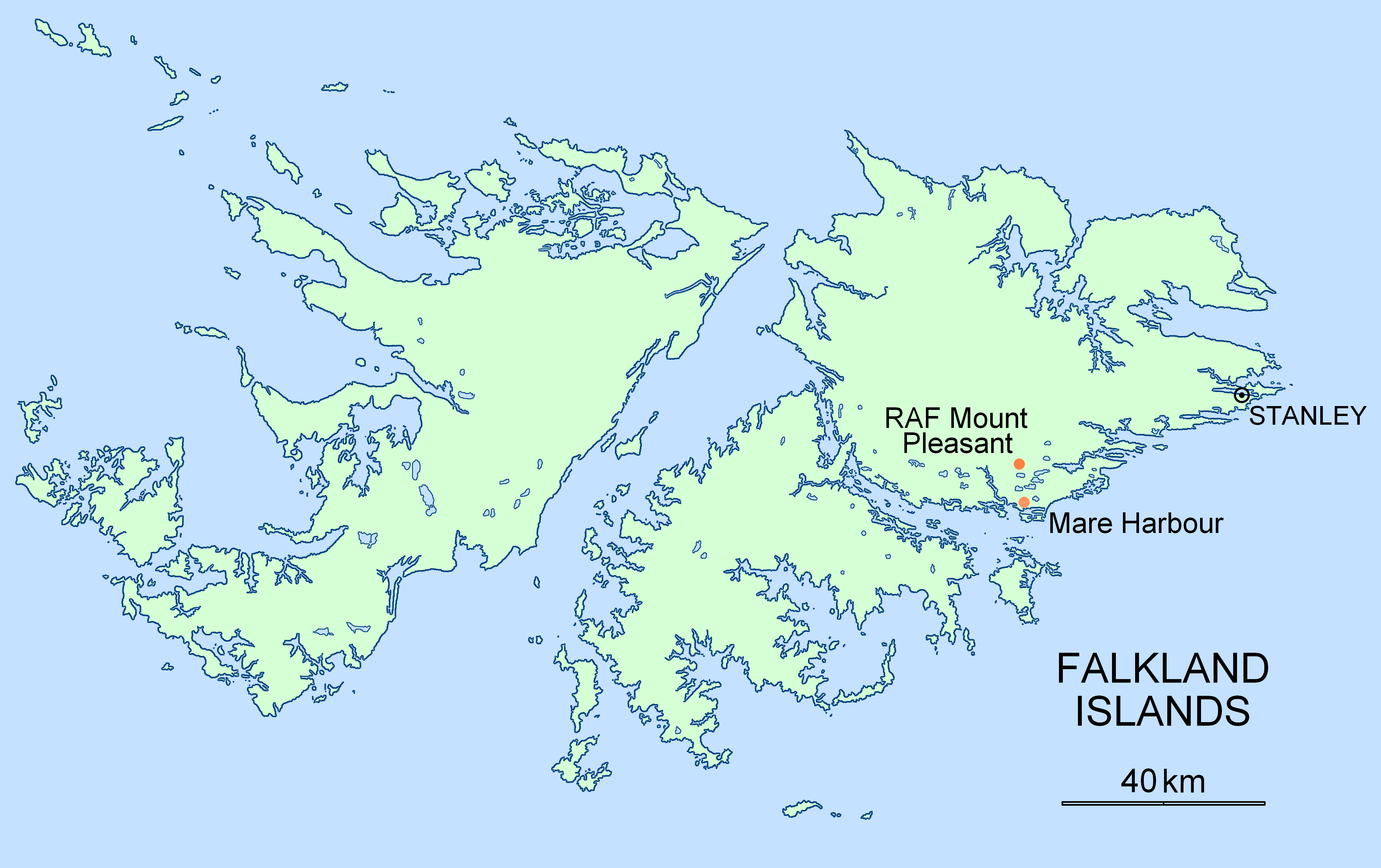
Localización de la base aérea de Monte Agradable en las islas

Además del despliegue militar tanto terrestre como marítimo en las islas y el mar Atlántico Sur, los expertos destacan que el Reino Unido persigue no solo intereses económicos en las islas Malvinas sino también militares, ya que la región sirve como base de la OTAN. El ministro de Relaciones Exteriores de Argentina, Héctor Timerman, declaró que su país «no va a contestar a ningún agravio en tono militarista». «La única vía que tiene Inglaterra para salir de este embrollo es la negociación directa con Argentina», dijo Timerman a Radio Del Plata desde El Salvador, donde continúa con su gira por Centroamérica, además fue calificada de "acto provocativo" por el gobierno argentino, que denunció también un intento del Reino Unido de «militarizar el conflicto» al acercarse el 30 aniversario de la guerra que libraron ambos países por las islas en 1982. el 2 de febrero de 2012 en la base aérea de Monte Agradable, el Reino Unido decidió reforzar la presencia militar en el archipiélago según publicó el periódico londinense The Times, fueron enviados cuatro Eurofighter Typhoon (N.º 1435 Flight RAF),[6] con un avión cisterna Vickers VC-10 y un C-130 Hércules, y también desde noviembre de 2007 el N.º 1564 Flight RAF con dos helicópteros Westland Sea King. Hay también dos helicópteros civiles Sikorsky S-61, a o un destructor, según The Times, que no descartó la presencia de submarinos nucleares. Se supone que estas fuerzas serán reforzadas por otras que provengan de la isla británica de Ascensión, situada en medio del Atlántico. Además al menos 20 soldados del Servicio Aéreo Especial (SAS por sus siglas en inglés),cuatro aviones y una fragata acompañan al heredero del trono británico además de las fuerzas de SAS, el príncipe cuenta con escolta personal compuesta por miembros de la Policía Militar Real.
Entre el 8 y 19 de octubre de 2012 el Reino Unido realizó lanzamiento de misiles desde las islas Malvinas. Debido a ello la Argentina protestó y consideró que son "un insulto" al diálogo y presentara una protesta formal ante la embajada británica y denunciara que la reiteración de las maniobras militares "constituye una flagrante contradicción al llamamiento de la comunidad internacional para solucionar pacíficamente la controversia. Por su parte el gobierno inglés dijo que el disparo de cohetes en la zona es una práctica anual común como parte de los entrenamientos de las fuerzas militares en las Islas.El 19 de febrero de 2013 la fragata HMS Argyll zarpó de Plymouth, Reino Unido, hacia las Islas Malvinas con el presunto objeto de reemplazar al HMS Edimburgh Esta misión es conocida como "Patrulla atlántica sur" (Atlantic Patrol Task South).

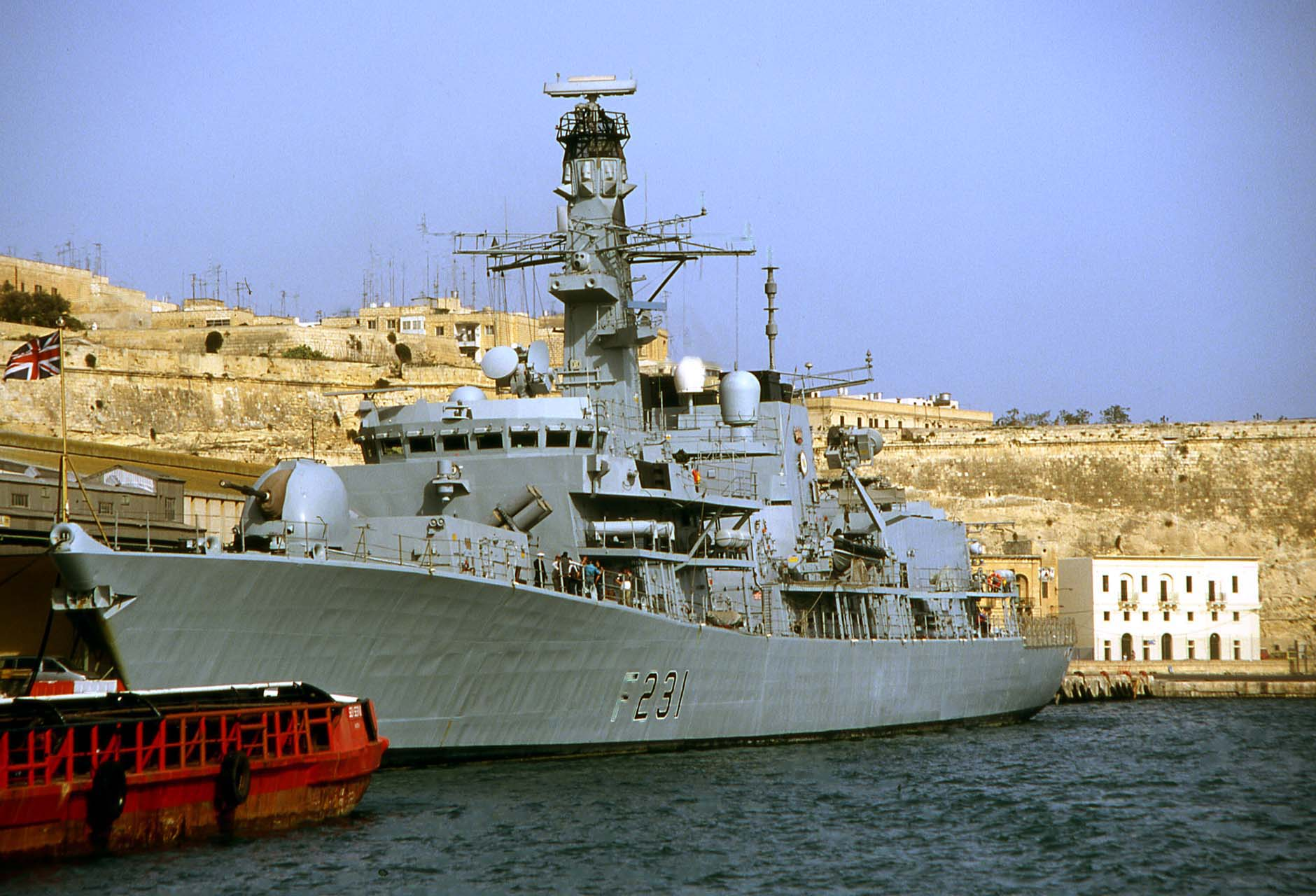
HMS Argyll (F231)

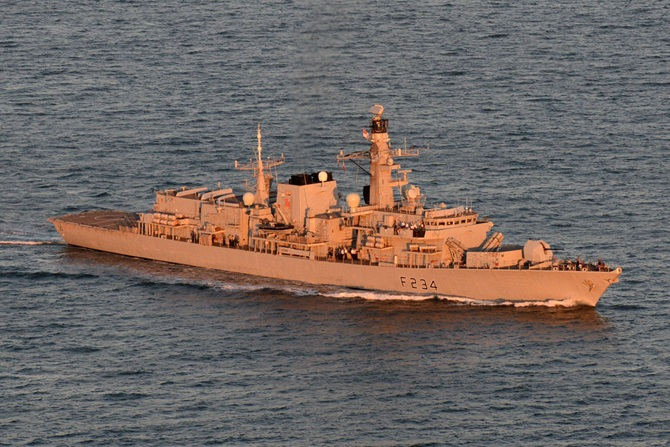
El HMS Iron Duke en 2013.

Hacia octubre de 2014, el HMS Iron Duke de la Royal Navy Británica participó de un ejercicio militar en la Bahía y el Brazo de San Carlos que incluyó el disparo de 136 proyectiles. También formó parte del ejercicio una compañía de infantería británica que forma parte del despliegue militar permanente de las islas. El gobierno argentino criticó los ejercicios militares calificándolos de «ilegales» y como una «provocación mediante una pretendida demostración del poder de fuego», no respetando la Resolución 31/49 de la Asamblea General de las Naciones Unidas. En el documento de la cancillería argentina afirmó que:

La persistencia del Reino Unido en la realización de ejercicios militares en el Atlántico Sur, declarado zona de paz por los Estados ribereños de esta región atlántica, que han, asimismo, prohibido la introducción de armas nucleares, constituye una nueva demostración de una política sistemática de total apartamiento de las resoluciones de las Naciones Unidas.

El 13 de noviembre, el ministerio de Relaciones Exteriores argentino convocó a consultas al embajador británico en Buenos Aires, haciéndole entrega de una nota de protesta por los ejercicios militares. Al día siguiente el jefe de gabinete Jorge Capitanich, calificó los ejercicios «como un gado de militarización creciente» de las islas por parte de Gran Bretaña. Ese mes se publicaron en diversos medios británicos los documentos secretos británicos desclasificados donde se detalló que el portaaviones Hermes cargó 18 armas nucleares, el Invencible, 12 y el buque auxiliar Regent, 1 con el objetivo de bombardear con armas nucleares el sur argentino.En noviembre del año 2014 el vocero del Ministerio de Defensa británico señaló que los «buques de la Armada Real realizan entrenamientos regulares en el uso de su sistema de armas» y que el ejercicio del HMS Iron Duke'. El buque partió desde la costa africana en junio para un despliegue rutinario en los territorios británicos de ultramar denominado Patrulla de Tareas del Atlántico Sur.
En la Cumbre de Seguridad Nuclear de Seúl que tuvo lugar entre los días 26 y 27 de marzo en la ciudad de Seúl, el Canciller Héctor Timerman -al referirse a los recientes episodios de militarización en el Atlántico Sur - alertó sobre el envío de un submarino nuclear británico con capacidad para portar armas nucleares a una zona cuya soberanía es objeto de una disputa reconocida por las Naciones Unidas y declarada zona libre de armamento nuclear, a la vez que exigió al Reino Unido que respete la ausencia de armas nucleares en la región.
Las Islas Malvinas han sido transformadas por el Reino Unido en una pieza clave de un sistema de bases militares a miles de km de Londres para el control del Atlántico Sur, los accesos interoceánicos y la proyección a la Antártida. En 2003 Gran Bretaña debió reconocer tras desclasificar documentos que años antes había introducido armamento nuclear en el Atlántico Sur.

### Reacciones del sector cultural
El cantante británico Morrissey, exlíder de la banda The Smiths, dijo en la ciudad de Córdoba, que las Malvinas “pertenecen a Argentina”, sumandose a las declaraciones similares realizadas por los reconocidos cantantes Roger Waters, cantante de Pink Floyd.
Waters afirmó en Chile que la guerra “salvó la carrera política” de Margaret Thatcher y sostuvo: “creo que deberían ser argentinas, mi preocupación como inglés es que ellos fueron - kelpers- fueron usados y el argumento fue usado para una cuestión política primero por Margaret Thatcher y ahora por David Cameron”.
En un reportaje para el periódico The Lies News, Collins dijo que "Las Malvinas son argentinas y deben devolverse, "a no se puede seguir avergonzado al mundo y a nosotros mismos". Y manifestó su solidaridad a los conscriptos argentinos en 1982.
En 2021 el líder de The Smith
Morrissey: afirmó que "todos saben que las Malvinas son Argentinas, no culpen a la gente británica, sabemos que las islas pertenecen a la Argentina”. El cantante fue crítico de la política exterior del Reino Unido En la canción “Irish blood, English heart afirmaba: He estado soñando en un tiempo en el que ser inglés no sea funesto y en el que pararse al lado de la bandera no nos haga sentir avergonzados, racistas o parciales”. En similar sentido se expresó Jaz Coleman, líder de Killing Joke. En 2015 el actor 
Sean Penn expresó su respaldo a la Argentina en el conflicto y su apoyo a la propuesta de la mandataria argentina, Cristina Kirchner.

### Reacciones de la ciudadanía británica
En 2022 el portal de periodismo de investigación Declassified UK, especialista en la política británica en el exterior, publicó los resultados de una encuesta donde realizada en Gran Bretaña donde el 49 % de los encuestados respondió que se debería permitir la soberanía de la Argentina, mientras el 20 % preferiría una soberanía compartida, y el 10 % restante propuso otras opciones.
 Argentina consideró que "la encuesta pone en evidencia que una parte significativa de la sociedad británica no entiende porqué tiene que pagar con sus impuestos una ocupación colonial que le cuesta millones de libras todos los años para sostener la presencia militar a 14 000 km de Londres".

### Reacciones de la corona
El 25 de marzo de 2013, el gobierno argentino recibió una carta de Lord Lucius Falkland, descendiente de Anthony Cary, quinto vizconde de Falkland. En la carta el lord explicó como surgió la toponimia británica del archipiélago, calificando los actos como «piratería», y refiriéndose a las islas con su topónimo en español.
La reina Isabel II abordó por primera vez el caso Malvinas después de 20 años sin hablar del tema. Fue durante el llamado "Discurso del Trono" (que es escrito por el primer ministro y su gabinete), en la Cámara de los Lores. Ese mismo año el parlamentario Simon Jenkins de Gales expresó en un debate en la cámara de los comunes que la presencia británica en la islas es un absurdo resabio imperial que debe terminar.
En 2013 titulares de los gremios sindicatos británicos del transporte, afiliados a la Federación Internacional de Trabajadores del Transporte respaldaron la postura argentina en la cuestión de soberanía. Esa misma semana 500 personalidades británicas emitieron un comunicado de respaldo a la Argentina.
El 9 de junio de 2014 con motivo de las elecciones en Gran Bretaña el parlamentario Jeremy Corbyn, presidente del Partido Laborista, el partido más grande de Reino Unido indicó que está a favor del diálogo por Malvinas y de una administración conjunta Argentina en las islas Malvinas. Corbyn indicó que está convencido de que un acuerdo de paz “modelo Irlanda del Norte”, con poder compartido entre Gran Bretaña y Argentina. En una sesión en la Cámara de los Comunes Jeremy Paxman legislador de izquierda indicó que el conflicto en las Islas Malvinas había “sido una conspiración Tory” para que la entonces primera ministra Margaret Thatcher consiguiera oxígeno político, cuando tenía serios problemas internos en el reino.
Corbyn con motivo de la guerra, opinó, era para la entonces primera ministra, Margaret Thatcher, ocultar sus “catastróficos problemas económicos”. Corbyn criticó la guerra de las Malvinas ya en su momento, antes de ser diputado, como “una intriga de los conservadores” para mantener en funcionamiento los negocios de sus amigos, defendiendo que Londres debía retirar sus tropas, recordaba ayer el diario The Daily Mail. Ya en 1982 calificó la guerra de las Malvinas como un "asunto dels conservadores" en el que "hombres desempleados" fueron enviados a morir por Tatcher.la guerra fue concebida para mantener a los "amigos adinerados del Partido Conservador en el negocio" tras revelar una serie de documentos sobre las presiones de directivos de la industria de armamento que habían financiado la campaña del Partido Conservador de Tatcher para que declare la guerra.
En 2020 ante la crisis económica y sanitaria en las islas el parlamentario británico Chris Bryant representante de Londres consideró que los habitantes de las Malvinas deben aceptar ayuda argentina. Tras el acercamiento que intentó el Gobierno nacional en el marco de la pandemia de coronavirus para ayudar a las islas el parlamentario reafirmó que
"deberían tomar cualquier oferta de ayuda" de parte de la Argentina. En el marco ofrecimiento de ayuda sanitaria por parte del secretario de Malvinas, Daniel Filmus, a los habitantes de las islas, que fue rechazada por las autoridades kelpers-.
De acuerdo a dos encuestas del Reino Unido de Politics Polls por Twitter y YouGov Poll, realizada en Inglaterra, Gales y Escocia en el año 2023 mostraba un amplio reconocimiento que los archipiélagos pertenecen a la Argentina, la segunda encuesta refleja que a un 54 % de los británicos no les afectaría que las islas dejaran de continuar bajo dominio del Reino Unido (solo un 34 % insistió en mantener la colonia). Un 16 % se manifestó por la transferencia de la soberanía y sólo un 10 % de los encuestados a favor de la tesis de la autodeterminación.

### Incidente deTop Gear

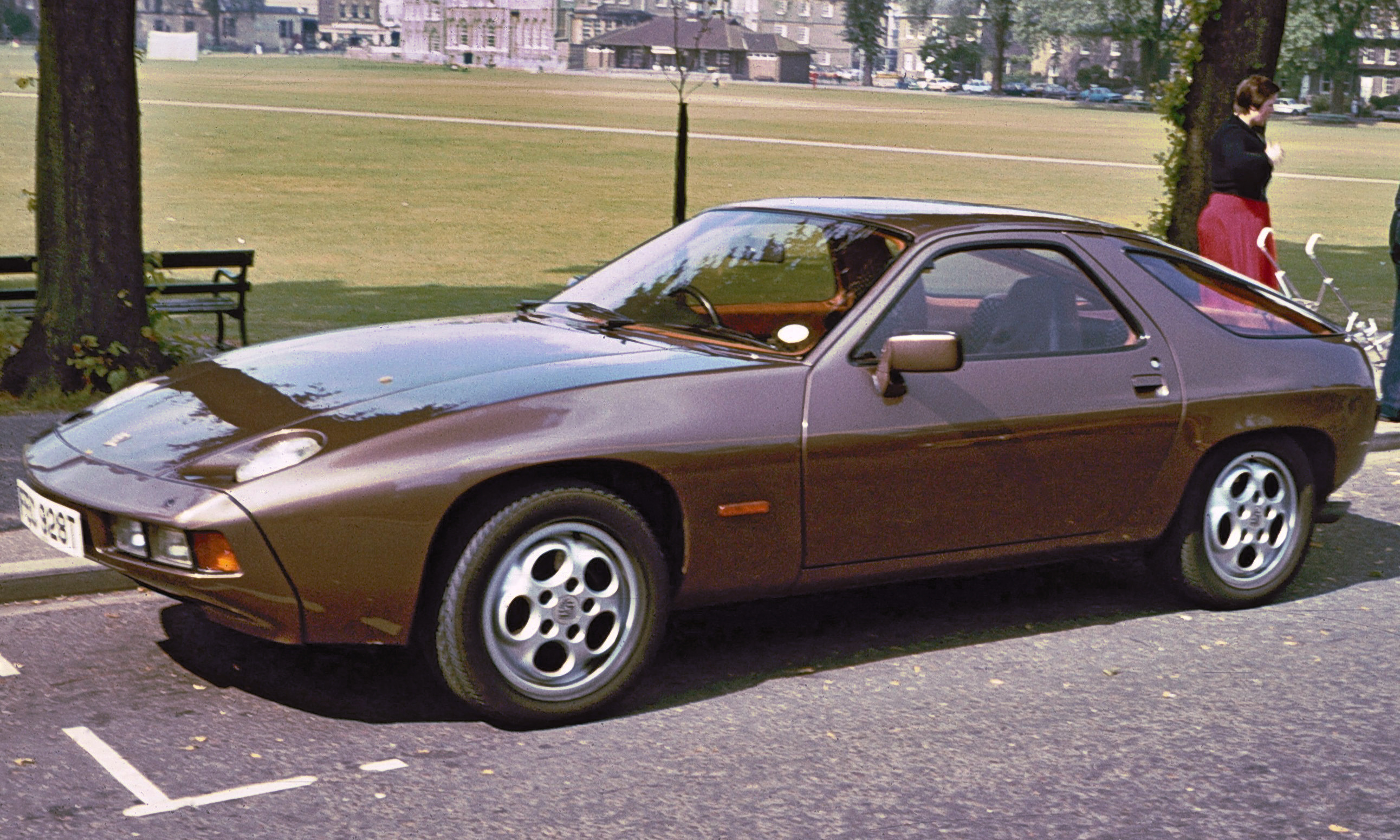
Un Porsche 928 similar al de la polémica.

En octubre de 2014 ocurrió en la provincia de Tierra del Fuego una polémica con programa británico Top Gear de Jeremy Clarkson emitido por la BBC. La cadena grabó un capítulo en la Patagonia Argentina con un Porsche 928 GT con la patente "H982 FKL", que remitieron a 1982 y el nombre británico de las Malvinas. Además, otros dos autos, un Lotus Esprit y un Ford Mustang Mach I llevaban números que remitían a los 649 muertos argentinos y 255 británicos de la guerra de 1982. con el traslado de una decena de vehículos de lujo, encabezados por el Porsche de Clarkson con la patente polémica, desde el hotel Llao Llao, en Bariloche, hasta Ushuaia por la ruta 40 y la ruta 3 durante dos semanas. En el recorrido por la región el vehículo en cuestión generó malestar por la provocación de los productores del programa en redes sociales. El diario The Mirror publicó un artículo asegurando que las autoridades de la BBC le pidieron al conductor del programa que «guardara las formas» durante su paso por la Argentina y evitase un choque diplomático, aunque Clarkson eligió que su Porsche llevara la polémica patente. quienes fueran declarados «personas no gratas» en Río Grande, que recibieran abucheos en Bariloche, protestas de excombatientes, ciudadanos de Ushuaia, integrantes de centros de veteranos, gremios y partidos políticos protestaron en la ruta 3 en rechazo a la presencia de los británicos. En Ushuaia, un grupo de excombatientes y del gobierno fueguino realizó una reunión con los miembros de la producción para la retirada de los vehículos del territorio. El gobierno de Tierra del Fuego pidió a la BBC que dé una disculpa pública por el accionar de la producción en territorio argentino e.
Los vehículos con las patentes en cuestión, que habían sido abandonados por la producción en el acceso al cabo San Pablo, la policía de Tolhuin donde permanecieron en custodia por la Justicia.
En Ushuaia, los productores fueran declarados «personas no gratas» en Río Grande, además recibieran abucheos en Bariloche, protestas de excombatientes, el conductor británico también realizó dichos racistas contra los ciudadanos argentinos. Top Gear estaba en el centro de la polémica en otros países ya que violó el código de emisiones al utilizar términos racialmente ofensivos durante un programa especial filmado en Birmania. hace unos meses Clarkson y el Richard Hammond afirmó que los estaban recostados en una valla medio dormidos, mirando un cactus envuelto en una cobija con un agujero en el medio". También debió responder a las quejas de varias empresas automotrices, que lo acusaron de dar información falsa sobre sus autos. Cuando llegó a la Argentina en septiembre de 2014 para grabar en Londres debido a que el Daily Mirror filtró una grabación en Brasil donde se lo escuchaba cantar una rima infantil utilizando calificativos racista contra los cariocas.
La BBC enfrentó una demanda por “incitación a la violencia” ante los tribunales de Tierra del Fuego. Poco después se produjo el despido del conductor de Top Gear por la agresión a uno de sus colaboradores, el productor Oisin Tymon, porque no le gustó la comida del catering y por estar prófugo de la justicia de Tailandia. Funcionarios de Tierra del Fuego explicaron que creen que «hubo una intencionalidad de provocar algún tipo de reacción y que no consideraron ni midieron lo sensible que es la cuestión Malvinas para la provincia de Tierra del Fuego».
Tres diputados nacionales por Tierra del Fuego anunciaron la presentación un proyecto en conjunto para repudiar «la provocación del programa inglés Top Gear» tras el incidente los vehículos.
La embajada argentina en Londres comunicó que el presidente de la Asociación Anglo-Argentina en el Reino Unido, John Wilson, envió una carta al director de la BBC expresando su «protesta más enérgica» por la «provocación» de Clarkson. Semanas después, la embajadora argentina Alicia Castro se reunió con el director de la televisora, presentado una queja formal por la «conducta provocativa y comentarios ofensivos» de Clarkson «hacia el Gobierno y el pueblo argentino», pidiendo que la cadena ofrezca disculpas. Días más tarde la cadena dijo que la patente «solo fue una coincidencia» lo cual fue desmentido días más tarde, por el periódico británico The Independent, que indicó a través de unas fotografías que la patente H982 FKL del Porche había sido cambiada ya que su patente original y denominación era H1 VAE.
El 24 de noviembre, Castro, elevó a instancias más altas su protesta por la actitud de Clarkson. Escribió una carta a Rona Fairhead, presidenta de BBC Trust, después de que Danny Cohen se negara a disculparse. Los comentarios y las provocaciones de Top Guear fueron objeto de una queja a la BBC por parte del diputado laborista Alun Pugh de Londres quien expresó su consternación por lo ocurrido pidiendo a la cadena pública británica que se disculpe con la ciudadanía argentina.
Castro sostuvo en su carta que la conducta del equipo no se ajustó a «los valores y estándares» de la BBC y apeló al «historial de excelente cooperación entre la BBC y Argentina» sobre los documentales de vida salvaje, restos fósiles y la colonia galesa de la Patagonia. Castro también detalló que la patente H982 FKL se usó en todo momento mientras que «la patente H1 VAE está asignada a otro automóvil que no fue parte del equipo de Top Gear en Tierra del Fuego». La embajadora califica los actos como «un insulto para el pueblo argentino». También dijo que la respuesta de Cohen fue «inadecuada», acusó a Clarkson de «encubrimiento» y expresó su preocupación sobre el tono y contenido del artículo de Clarkson en el Sunday Times.

¿Cuál era el propósito de tener tres juegos de patentes si no era con la intención de provocar y luego tratar de encubrir ese comportamiento?
Alicia Castro

Tras la nueva queja, la cadena respondió que «la BBC y Clarkson mantienen que la matrícula fue una coincidencia y que no hubo intención de ofender a nadie»" y anunciaron que el programa se emitirá en prime time en Navidad publicitando el auto con la patente polémica. El 12 de diciembre la BBC publicó el spot publicitaro del «especial» del programa que se emitirá el 27 y 28 de diciembre a través de BBC Two. «Especial de Top Gear en Patagonia, próximamente» anuncia la publicidad mientras se ve el Porsche de Clarkson sin la patente de la polémica, borrada digitalmente. Solo se aprecia difusamente la patente del Mustang.
Los vehículos, que se encuentran a resguardo en la Aduana de Río Grande.
Hacia mediados de noviembre, excombatientes de Malvinas de Ushuaia se presentaron ante el Juzgado Federal de la ciudad para denunciar a la cadena británica. Un fiscal de la justicia de Tierra del Fuego elaboró un requerimiento de instrucción para investigar el presunto delito previsto en el artículo 289 del Código Penal Argentino, consistente en «falsificar, alterar o suprimir el número de un objeto registrado de acuerdo con la ley», y que prevé penas de 6 meses a 3 años de prisión. Para ello se formó una causa judicial, y se dispuso a pedir información a la Dirección Nacional de Migraciones sobre la identidad de las personas que formaron parte del equipo de Top Gear. También se pidió a la policía científica, registros fotográficos y pericias llevadas a cabo en los autos de la polémica.
A principios de diciembre la Policía de Tierra del Fuego, emitió un reporte sobre el incidente. Allí se detalló que dentro de uno de los autos abandonados se encontró una cuarta patente sin utilizar (BEII END). El reporte concluyó en que «la intención del equipo de Top Gear de incendiar los tres autos deportivos en el camino a la frontera con Chile», un «acto alarmante e ilegal», fue «impedido por las autoridades policiales», y que «también instaron al equipo de filmación a no abandonar los vehículos, pero ello fue ignorado. En consecuencia, las autoridades no tuvieron otra alternativa que tomar los autos en custodia». La embajadora Castro envió el reporte policial a la BBC para «ayudar al Consejo Ejecutivo y, en particular, al director de Televisión Danny Cohen, a realizar una evaluación mejor informada acerca del comportamiento ofensivo del equipo de Top Gear de la BBC durante su estadía en Argentina».
Al mismo tiempo, con la intención de realizar un documental sobre la flora y fauna de la Argentina austral, llegó un nuevo equipo de la BBC que provó repudios de la población, excombatientes y políticos y la asistencia y control del gobierno de Tierra del Fuego.
Luego de la primera parte emitida el 27 de diciembre, la BBC finalmente emitió el día 28 la segunda parte del programa, dedicando los últimos quince minutos al incidente generado por la leyenda de las patentes. El programa mostró cuando la producción fue intimada por la policía a abandonar Ushuaia luego de que vecinos y excombatientes de Malvinas reclamaran por la patente. Todo relatado por el propio Clarkson. Resultó que las autoridades de Tierra del Fuego informaron que Clarkson, los otros dos presentadores y la producción habían abandonado Ushuaia en un avión de Aerolíneas Argentinas hasta Buenos Aires y de allí a Londres, sin estar presentes en los ataques, por instrucciones del gobierno de Tierra del Fuego. En la caravana que escapó a Chile solo estaban presentes técnicos y otros miembros del personal.
El gobierno de Tierra del Fuego acusó al equipo de Top Gear de «sobreactuar» y manipular los hechos. En la escena final aparecen los tres protagonistas escapando hacia Chile mientras se escuchan disparos de fondo. Clarkson en el programa volvió a explicar lo de la coincidencia de las patentes y advitió que los británicos «no son populares desde la guerra» de 1982. La patente no fue mostrada en ninguno de los dos capítulos. En el primer programma se emitieron imágenes de carteles viales sobre las Malvinas que rezaban «argentinas... por siempre».
Los isleños fueron apodados «kelpers» por los británicos, porque las islas están rodeadas por grandes algas marinas, llamadas kelp en inglés. En español una de sus variedades recibe el nombre de «cachiyuyo». Sin embargo, los mismos habitantes de las islas prefieren identificarse con los términos Islander (isleño), Falkland Islander (isleño de las Malvinas) o Falklanders.
Al principio, el término kelper distinguía a los nacidos en las islas de los británicos emigrados o los funcionarios británicos enviados por la Corona, y por eso Alejandro Betts, ciudadano argentino de origen malvinense, lo considera simbólico de una relación opresiva entre los malvinenses y los británicos:

Hasta 1983, el malvinense nativo no tenía ningún documento de identidad nacional, ni como británico, ni como argentino. Éramos indocumentados y huérfanos de Patria.

Para los británicos, el kelper era un mal necesario para la ocupación física del lugar pero no merecía tener la ciudadanía británica. Por ello, los británicos residentes en el territorio nos tildaban de “Kelper” para marcar claramente la división social/intelectual existente entre el funcionario, personal jerárquico, el personal militar británico en Malvinas y la mayoría de los administradores de los campos malvinenses, oriundos del Reino Unido.
Alejandro Betts

Desde el siglo XX en Gran Bretaña se han utilizado términos despectivos ingleses para designar a los isleños nativos llamándolos «Bennies» y «Stills». El apodo «Bennies» les fue adjudicado por los soldados británicos, enviados a las islas desde 1982 hace referencia a Benny Hawkins, un personaje muy garrulo e inculto de una serie de televisión de larga duración en el Reino Unido, llamada Crossroads. Cuando el mando militar británico les prohibió a los soldados usar ese apodo para no ofender a los isleños, los marines, pilotos y demás militares trasplantados a las islas los rebautizaron «stills», por «still Bennies», en español: «siguen siendo bennies».
A lo largo del siglo XX los británicos nombraron de forma despectiva kelpers a los habitantes de las islas comparándolos con algas marinas, llamadas kelp en inglés. Al principio, el término kelper distinguía a los nacidos en las islas de los británicos emigrados o los funcionarios británicos enviados por la Corona al archipiélago.
Diferentes historiadores consideraron los apodos puestos por los británicos a los Isleños simbólico de una relación opresiva entre los malvinenses y los británicos:

Hasta 1983, el malvinense nativo no tenía ningún documento de identidad nacional, ni como británicos. Éramos indocumentados y huérfanos de Patria.

Para los británicos, el kelper era un mal necesario para la ocupación física del lugar pero no merecía tener la ciudadanía británica. Por ello, los británicos residentes en el territorio nos tildaban de “Kelper” para marcar claramente la división social/intelectual existente entre el funcionario, personal jerárquico, el personal militar británico en Malvinas y la mayoría de los administradores de los campos malvinenses, oriundos del Reino Unido.
Alejandro Betts

### Denuncia de ayuda de Chile y Brasil a barcos militares británicos
El diario La Nación de Argentina, señaló que un informe que buques y aviones militares del Reino Unido que se dirigen a las Malvinas se abastecen con la ayuda logística de Brasil y Chile. Los gobiernos de los dos países negaron las acusaciones. Según las denuncias, los barcos militares británicos son abastecidos en alta mar, mientras que aviones de guerra británicos hacen escala en un importante aeropuerto militar más importante y reabastecimiento de combustible o reparaciones en alta mar o abastecimiento en continente camuflado como visitas de cortesía a un país». También se denuncia que algunos buques británicos cambian la bandera por la de otro país para amarrar sin inconvenientes. Legisladores argentinos solicitaron al ejecutivo que se investigen las denuncias.

### Monumento a Margaret Thatcher en Malvinas
El 18 de diciembre de 2014, el primer ministro británico, David Cameron, anunció una estatua de bronce a Margaret Thatcher en Puerto Argentino, con un costo de 62.000 dólares.
Alicia Castro, embajadora argentina en Londres, calificó ello como una «celebración de la guerra». También hubo críticas de excombatientes argentinos recordando el hundimiento del crucero General Belgrano. Ese mes la embajadora argentina fue invitada por Latin American Conference, asamblea anual que reúne a todos los activistas británicos que apoyan a los países latinoamericanos, entre ellos, destacados dirigentes sindicales, periodistas, académicos, activistas y políticos quienes respaldaron la postura argentina.
El 29 de diciembre, el Poder Legislativo de Tierra del Fuego declaró su «enérgico repudio» a la colocación de la estatua, calificándolo se «provocación», «conservadurismo», «espíritu revanchista», «atraso» y «gestos desafiantes e inadmisibles».

Artículo 1.º.- Su repudio a la iniciativa del gobierno Británico de instalar una estatua de Margaret Thatcher en las Islas Malvinas.

Artículo 2.º.- Que interpreta a este hecho como un acto gratuito e innecesario de provocación política y una ofensa contra el pueblo argentino.

Artículo 3.º.- Que vería con agrado que nuestra Cancillería tome nota del malestar causado a los fueguinos ante este acto de provocación e impulse, de considerarlo viable, una protesta formal ante el gobierno Británico.

Artículo 4.º.- Comuníquese, notifíquese el Poder Ejecutivo y a la Cancillería. Cumplido, archívese.

Más de 300 manifestantes kelpers quemaron un papel que simulaba una Bandera argentina, también rompieron vidrios y pidieron la destitución de los consejeros británicos que se reunieron en Londres con el canciller argentino Dr Di Tella. El grupo kelpers protestaba contra de la reanudación de los vuelos entre las islas y el continente, y pedir la renuncia de los consejeros del gobierno colonial de las islas por haberse reunido con el Gobierno argentino.
Una campaña gubernamental con carteles colgado en todos los espacios públicos de Puerto Argentino y repartido en el periódico propiedad del gobierno kelper Penguin News, la Asamblea Legislativa de las Islas Malvinas anunció que analiza prohibir las banderas de la Argentina en la totalidad de las islas.

### Cuestionamiento de Corea del Sur
Corea del Sur, quien sólo reconocía la soberanía británica del archipiélago, en septiembre de 2011 comenzó a reconocer que existía el conflicto con Argentina, cuando en medio de la disputa sobre el nombre del Mar del Japón el Reino Unido no reconoció el nombre coreano del mar y amenazó con utilizar simultáneamente el nombre de Malvinas y Falkland en sus mapas para identificar las islas y el mar circundante.
En diversos países de esta región ha sumado apoyos a la reclamación argentina de que Reino Unido acepte las resoluciones de la asamblea general de la ONU para que los dos países se sienten a negociar por Malvinas. Estos respaldos se suman a los de los demás Gobiernos sudamericanos, que a finales de 2011 se comprometieron a no recibir barcos con bandera malvinense en sus puertos. El ministro de Relaciones Exteriores de Brasil, Antonio Patriota, ratificó esa decisión en la visita que le hizo su par británico, William Hague. Pese a las diferencias sobre Malvinas, Hague calificó las relaciones con Brasil de “excelentes”.
Ese mismo año se rebela que en junio de 1979, José Alfredo Martínez de Hoz visitó Londres y se reunió allí con los más importantes funcionarios del gobierno británico. Desde Margaret Thatcher, Lord Carrington Durante ese mismo viaje, Martínez de Hoz fue interrogado por Thatcher, quien expresó su respaldo a la dictadura militar argentina y a la chilena, mostrando admiración por la política económica de mercado llevada adelante por Pinochet y Jorge Rafael Videla, el ministro argentino fue recibido personalmente en Downning Street y curso una invitación para una gira de Tatcher junto a Milton Friedman a visitar Argentina en 1980. Martínez de hoz con quien lo unía una vieja amistad, respecto de la experiencia de gestión Argentina e incluso solicitó algún consejo.

### Uruguay
En 2013 Uruguay emitió documento de 42 páginas de la Defensa Nacional de Uruguay titulado Un Uruguay integrado a la región y abierto al mundo, avalado por el presidente José Mujica y publicado en mayo de 2014, calificó la presencia británica en las islas Malvinas como una «amenaza latente» tanto para el país, como para toda la región del Océano Atlántico Sur, porque «afecta la zona oceánica donde naturalmente se producen las comunicaciones y la actividad económica marítima del país» y porque «todo conflicto regional debilita el proceso de integración en curso, genera carreras armamentísticas contrarias al desarrollo y pone en peligro la confianza mutua que se ha venido construyendo entre los países ». El canciller de Uruguay, Luis Almagro -quien ratificó el apoyo de su país a Argentina en la causa Malvinas-. Anteriormente, Jorge Menéndez, viceministro de defensa uruguayo, dijo en una entrevista que «para nosotros (Uruguay) el tema ya está laudado a nivel país. Las Malvinas se llaman Malvinas y son argentinas». En 2016 el gobierno de Uruguay emitió un comunicado donde "reitera su más firme respaldo a los legítimos derechos de la República Argentina en la disputa de soberanía sobre las Islas Malvinas, Georgias del Sur y Sandwich del Sur y espacios marítimos circundantes".

## Reacción de los Malvinenses

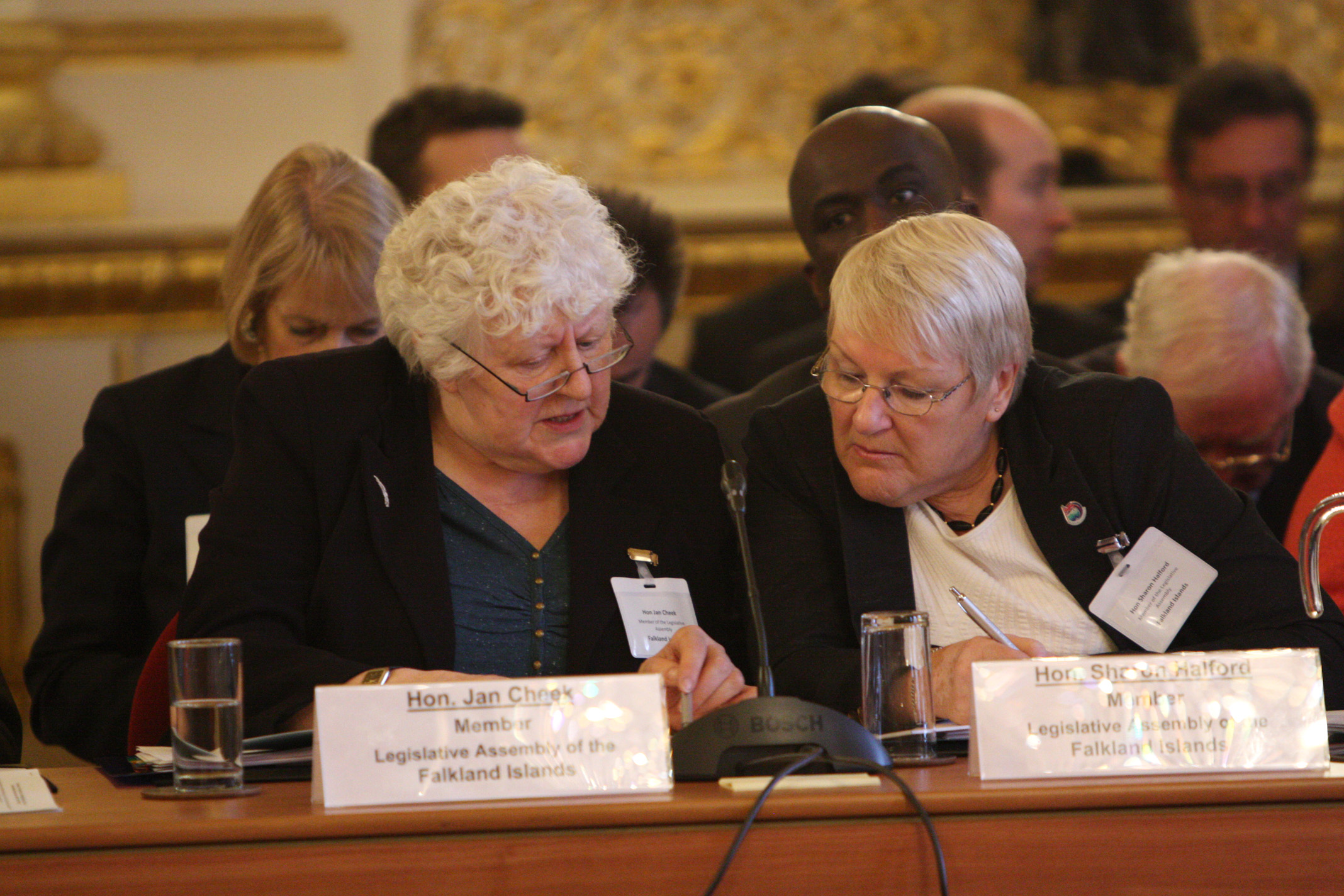
Jan Cheek y Sharon Halford, miembros de la Asamblea Legislativa de las Islas Malvinas en la reunión del Consejo Conjunto Ministerial del Reino Unido y los territorios de ultramar en Londres en diciembre de 2012.

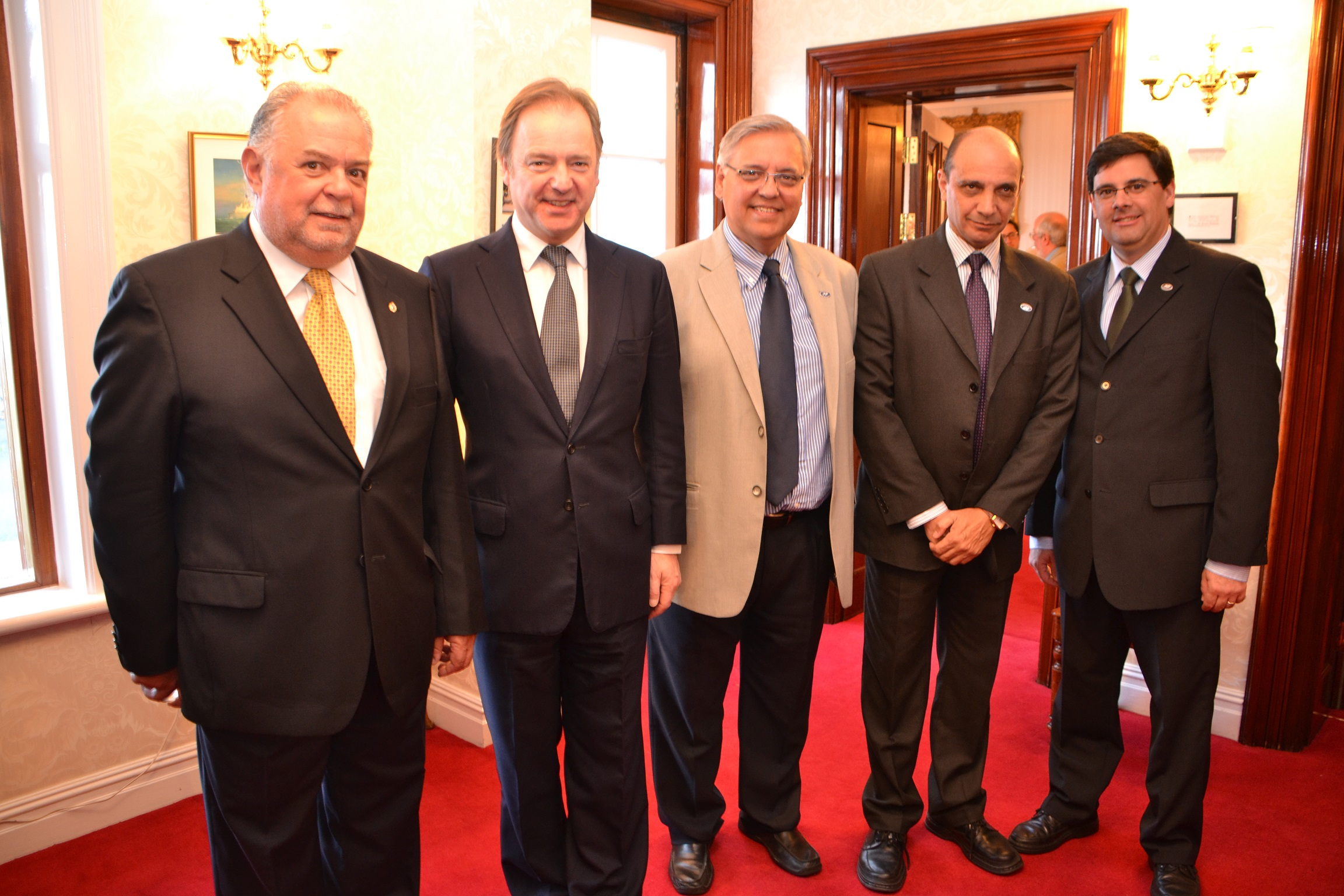
Ministro de relaciones exteriores británico con legisladores uruguayos en 2014.

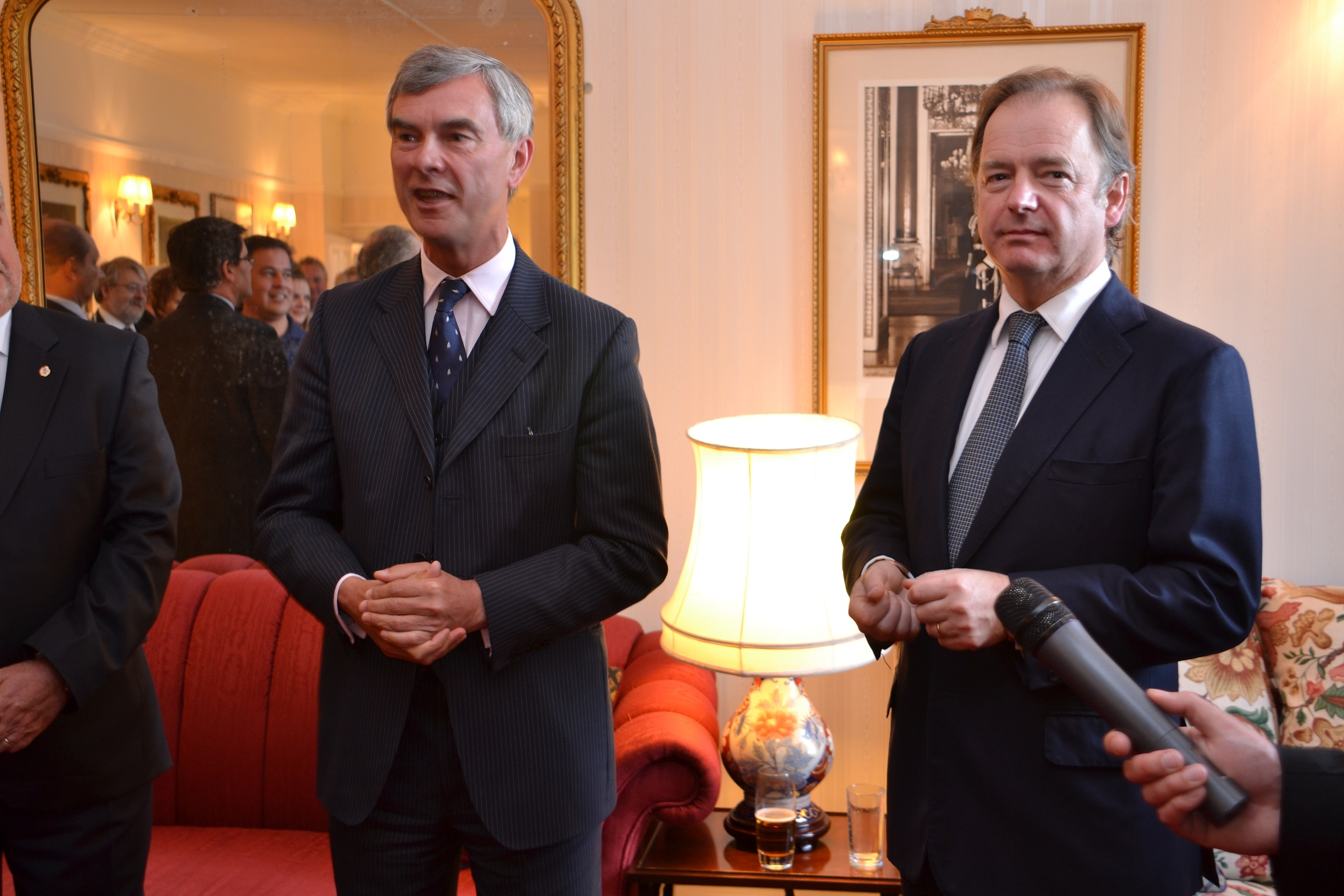
Nigel Haywood, gobernador de las islas hasta abril de 2014, (izquierda) durante la visita del canciller británico Hugo Swire (derecha) en febrero de 2014.

En febrero de 2012, el gobernador de las Malvinas, Nigel Haywood realizó un pedido en la Cámara de Comercio del gobierno colonial para prohibir la bandera de Argentina.

### Autoridades de la corona
Hasta 1983, el malvinense nativo no tenía ningún documento de identidad nacional, ni como británico, ni como argentino. Éramos indocumentados y huérfanos de Patria.

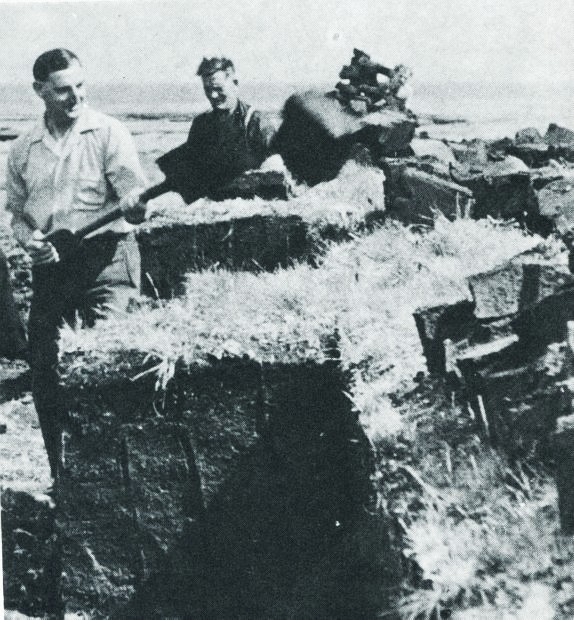
Grupo de malvinenses paleando turba hacia los años 1950. La turba era la única forma de combustible utilizada en las islas hasta la llegada de las empresas argentinas YPF y Gas del Estado.

Para los británicos, el kelper era un mal necesario para la ocupación física del lugar pero no merecía tener la ciudadanía británica. Por ello, los británicos residentes en el territorio nos tildaban de “Kelper” para marcar claramente la división social/intelectual existente entre el funcionario, personal jerárquico, el personal militar británico en Malvinas y la mayoría de los administradores de los campos malvinenses, oriundos del Reino Unido.
Alejandro Betts

Durante varias décadas existieron una serie de encuentros oficiales, entre los gobiernos de la Argentina y el Reino Unido, con el objetivo de resolver la cuestión y la restitución del territorio a Argentina que ofrecio salvaguardas para el mantenimiento de la forma de vida de la población de las islas. Desde los 50 el territorio forma parte de uno de los 17 territorios en la lista de territorios no autónomos bajo supervisión del Comité Especial de Descolonización de las Naciones Unidas.
A fines de los 70 Lord Carrington asumió el cargo de ministro de Asuntos Exteriores en mayo de 1979 llevó a cabo una revisión de la política exterior, aunque las Malvinas no eran su prioridad.
Sobre la visita de familiares de soldados enterrados en el cementerio de Darwin Summers, ministro de gobierno británico, denigró a los excombatientes argentinos de la guerra de 1982 y los calificó de «no ser nada». Colin Roberts en su discurso rechazó el reclamo argentino. En tanto el ministro de comercio calificó el homenaje realizado en la ciudad de Ushuaia con motivo de la conmemoración de la muerte de soldados argentinos como una «broma estúpda» tras ellos pidió la expulsión de los familiares de los soldados caídos. Mientras que otro representante del gobierno kelper 
Cheek solicitó que se trate a los visitantes de Argentina con el desprecio que se merece». Ese año el cónsul honorario británico visitó las islas. En 2012 se envió una delegación de las Malvinas a Ottawa. El representante del gobierno colonial Gavin Short ha causado controversias a través de la red social por sus comentarios en contra de la Argentina y los ciudadanos argentinos. El 2 de abril de 2014, cuando se recordó en Argentina el Día del Veterano y de los Caídos en la Guerra de Malvinas, Short calificó el acto conmemorativo como «bastante enfero» y aprovechó la ocasión para criticar y burlarse de Cristina Fernández de Kirchner tras la operación donde le extirpó la glándula tiroidea ante la sospecha de que se trataba de un carcinoma papilar. a fines de enero de 2015, Short explicó que no se debe tener en cuenta el derecho de la libertad de expresión hacia los visitantes argentinos e insistió en la creación de una ley antiargentina. el Foreign Office como el Ministerio de Defensa «coinciden que con el petróleo se abre una nueva etapa de expansión» y afirmó que «se desarrolló una red social para amplificar nuestros mensaje, una semana después la cuenta oficial de Facebook del museo Malvinas en Buenos Aires recibió ataques organizados por parte de usuarios bot británicos y kelpers, que consistieron en dar bajas calificaciones, escribir comentarios negativos y atacar comentarios positivos de argentinos. En febrero de 2012, la redactora jefe del Penguin News (diario de las islas), Lisa Watson, causó controversia internacional por la razón de que el periódico llamó a la presidenta argentina Cristina Fernández de Kirchner con el calificativo de: «bitch» (puta). lo que causó repudio en Argentina e.incluso entre diarios británicos.

### Referéndum sobre la soberanía de las Islas Malvinas de 2013

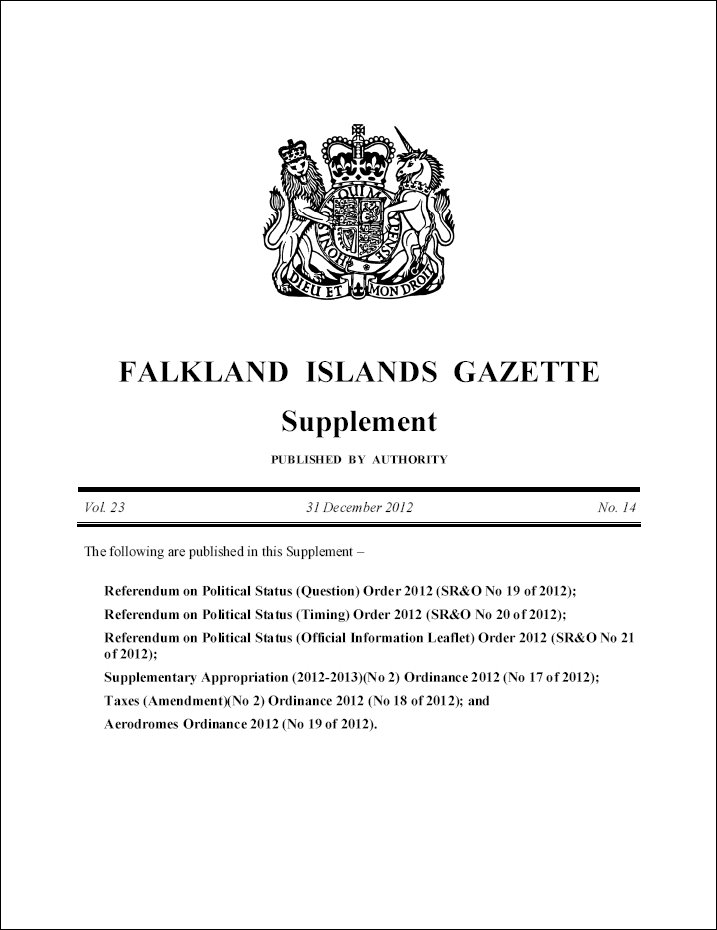
Publicación de la Falkland Islands Gazette del 31 de diciembre de 2012 donde aparece información sobre el referéndum.

El 12 de junio de 2012 el gobierno isleño de Gavin Short, anunció la realización de un referéndum. Los legisladores dijeron que la participación fue del 92 % del padrón. El referéndum no fue reconocido por las Naciones Unidas y ni por la mayor parte de la comunidad internacional. La Organización de las Naciones Unidas no reconoció el referéndum celebrado en las Islas Malvinas en razón de que el Reino Unido violó la Resolución A/RES/31/49, cuyo punto 4 dispone:

31/49. Cuestión de Ias Islas Malvinas (Falkland)
La Asamblea General,
[...] 4. Insta a las dos partes a que se abstengan de adoptar decisiones que entrañen la introducción de modificaciones unilaterales en la situación mientras las Islas están atravesando por el proceso recomendado en las resoluciones arriba mencionadas; [...].

Jurídicamente, la Organización de las Naciones Unidas considera a las Malvinas un territorio de soberanía aún pendiente de definición, dicho organismo no reconoció el referéndum. También fue rechazado por Argentina, que los consideró un «intento de manipulación» y que advirtió que «no pondrá término al diferendo por la soberanía». En tanto la embajadora argentina en el Reino Unido expresó que los kelpers, son británicos, pero el territorio en el que habitan no lo es, añadió. la Organización de las Naciones Unidas para la Alimentación y la Agricultura (Food and Agriculture Organization, FAO) consideró al Área 41/ Atlántico Sudoccidental (corresponde a las regiones de pesca de Brasil, Argentina y Uruguay) como una de los caladeros más importantes del mundo por su extensión, su biodiversidad, y la variedad de sus especies.
En paralelo el abogado y especialista en derecho internacional Marcelo Kohen viajó a las Islas para dar a conocer 20 puntos de un posible acuerdo entre el gobierno local isleño y Argentina. Ese mismo mes alquilo un local de la Cámara de Comercio local y puso un aviso en el diario local invitando a los isleños a escuchar sus "Ideas para avanzar en la solución de la disputa por las Islas Malvinas". La respuesta de los kelpers fue de amenazas y agresividad hacia el enviado, solo ocho isleños concurrieron, algunos de ellos muy hostiles.

#### Isleños
Numerosos isleños y sus descendientes han adoptado la nacionalidad argentina, entre ellos Alejandro Betts, James Peck, James Douglas Lewis, Yolanda Bertrand, Soledad Rende, Derek Rozee, Ethel Turner, Pablo Betts
Juan Alejandro Reid, etc entre los más conocidos. (hijo del argentino Reynaldo Ernesto Reid), James Lewis, Frank Ushuaia Lewis, En 2010 un ciudadano kelper pidió el DNI argentino argumentando las violaciones a los derechos humanos que ocurrían en las Islas. En otro caso Linsey y Jamies Trevaskis exiliados en Gales, desde donde denunciaron que la hija de la mujer le fue sustraída injustamente por el servicio social de las islas cuando tenía 11 años porque su madre había solicitado la nacionalidad argentina.

### Ataque a Comitiva
En 1999 causó controversia cuando una comitiva de 48 civiles argentinos, en su mayoría periodistas, que viajaron a las Malvinas fue atacada por kelpers, desde la llegada de la comitiva se encontraron con decenas de autos con la bandera británica y carteles con leyendas que repudiaban la presencia argentina. El grupo argentino fue después interceptado camino al aeropuerto –donde embarcaría de regreso al continente– por un grupo de 50 kelpers que salieron a su paso para atacarlos con golpes de puño y patadas, el micro que los transportaba fue apedreado, la policía kelper que se negó a intervenir. En 2002 un grupo de kelpers opositores a la presencia de argentinos en las islas insultaron y golpearon el micro en el que se iban al aeropuerto. En 2012 la redactora jefe del diario kelpers propiedad del gobierno público una nota con insultos con contenido racista hacia los argentinos entre ellos a varios legisladores argentinos, y contra el gobierno nacional lo que causó rechazo en la prensa británica.

### Militarización
En 2012 diferentes diarios británicos revelaron que Gran Bretaña movilizó armas nucleares hacia el Mar Argentino durante la guerra de Malvinas. En 2012 el medio español elEconomista.es, reveló que Londres estaba desplegando nuevas unidades militares en el archipiélago y multiplicando los ejercicios aéreos en torno a la base de Mount Pleasant, en la zona sur del continente, y el envío de tropas del Regimiento Real de Fusileros Gurkhas, las que fueron incorporadas a la Compañía de Infantería Permanente Rotativa (RIC) y a las operaciones navales del HMS Forth, un buque británico estacionado de forma permanente en las islas.
En el marco de la militarización de las Islas Malvinas por parte de Reino Unido, tropas Gurkhas realizaron ejercicios con fuego real y despliegue de drones.
Las maniobras incluyeron fuego de fogueo, simulacros de combate nocturno y diurno, operaciones conjuntas con la Real Fuerza Aéreay el despliegue de misiles, marcando una nueva fase en el adiestramiento de las fuerzas británicas en territorio malvinenses. La Cancillería argentina repudio la información de un portal británico especializado en asuntos de defensa, sobre el envío de buques británicos con 31 armas nucleares. En las islas la Royal Navy posee la mayor base naval de toda la armada británica en el mundo.

### Matrimonios mixtos
Ese año se conoció la denuncia pública de un habitante de la isla de origen británico Peck quien contrajo matrimonio con jna pintora argentina, cuando ella viajó a las islas y tras el matrimonio quedó embarazada y su residencia con ella se volvió imposible por su nacionalidad argentina. El propio gobernador británico de las islas amenazó al matrimonio le hizo saber a ambos que, si el niño nacía en las islas, sería un indocumentado, al mismo tiempo denegó permisos de viajes al Continente para que la mujer sea atendida. Las autoridades coloniales también se negaron a brindar asistencia médica a su esposa por ser argentina.

### Recursos naturales
La actividad pesquera representa el 75 % de los ingresos de las islas. Otorgan licencias a empresas de Taiwán, China y Corea del Sur. Capturan 250.000 toneladas anuales. Las especies más buscadas son la merluza negra y el calamar. El ingreso per cápita debido a la pesca es de 100.000 dólares anuales. A fines de 2014 se advirtió de un proyecto de extracción de hidrocarburos en las Islas Malvinas que involucra a una empresa israelí y una británica. El megaproyecto de Navitas Petroleum, en asociación con Rockhopper Exploration, prevé la extracción de 300 millones de barriles de petróleo en 30 años, con una ganancia estimada en 25 mil millones de dólares. Dos años después el diario británico The Telegraph anunció que la empresa israelí Navitas Petroleum es compró la mayoría de las acciones del proyecto, y que la mayor parte de las ganancias irían a los accionistas en Israel y Estados Unidos, según precisó el medio británico. Ese mismo año Israel vetó una resolución favorable a la Argentina en el comité de descolonización de la ONU.
En marzo de 2011 el Congreso de la Nación Argentina sancionó por unanimidad la Ley Nacional N.º 26659 que prohíbe hacer actividades petroleras en la plataforma continental argentina sin autorización, que incluye a las Islas Malvinas. Entre las sanciones contempladas se incluye la pérdida de las concesiones petroleras en territorio nacional.
se creó el Falklands Islands Emergency Committee (también denominado United Kingdom-Falkland Islands Committee y más conocido como Lobby Falklands) cuyo director era, a su vez, director de la Falkland Islands Company, la compañía privada británica que controlaba casi toda la economía de las islas. Dicho comité estaba conformado también por algunas autoridades británicas de la colonia y miembros del Parlamento y la opinión pública británica. Para lograr la oposición parlamentaria. Luego de la visita del Lord Chalfont a las Malvinas para ayudar en las negociaciones por las Islas con Argentina de noviembre de 1968, el Lobby logró que unos cien parlamentarios conservadores firmaran una moción contra las negociaciones.

### Isleños en territorio continental
Desde el año 2000 diversos isleños se mudaron al territorio continental argentino integrándose a la sociedad, entre ellos un hombre que llego Aser candidato para el Parlasur representando a la provincia de Tierra del Fuego, Antártida e Islas del Atlántico Sur, Alejandro Betts, oriundo de las islas Malvinas. Para las elecciones de 2015 el padrón de electores de Tierra del Fuego incorporó a cinco ciudadanos argentinos nacidos en las Malvinas y radicados en territorio continental. uno de los principales problemas de las islas es la población. El último censo reveló una población estática y envejecida. Vaticinó que «esto resultará en problemas de empleo y servicios para el futuro».

### Prohibición de banderas argentinas en Malvinas
A principios de diciembre de 2014, el gobierno isleño prohíbe en todos los espacios públicos de Puerto Argentino/Stanley el despliegue de banderas de la Argentina en las islas, como así también de pancartas y pintadas de grafitis con la leyenda «Malvinas Argentinas». Esta actividad es realizada a menudo por excombatientes de la guerra de 1982. Según la política malvinense Kris Thorsen, «tarde o temprano los residentes de las Islas se van a sentir provocados por esta bandera flameando y van a tomar las leyes en sus propias manos» y pidió que la policía real isleña tendrá que evitar «esta angustia». Thorsen, a fines de enero de 2015, presentó un petitorio con 494 firmas ante una reunión en la Cámara de Comercio del gobierno colonial británico. Allí, el fiscal general y los miembros de la Asamblea Legislativa debatieron al respecto, el fiscal general de la colonia advirtió que se debe tener en cuenta la Constitución local y el derecho de la libertad de expresión.
Durante la asamblea local se produciría una discusión cuando ya que el gobierno argentino decidió recordar el incidente del 10 de abril de 1982, cuando un soldado británico Clive Shorters prendió fuego al hospital King Edward Memorial matando a ocho isleños, entre ellos un hombre de 86 años y un bebé recién nacido pensando que se encontraban allí soldados argentinos heridos.

## Diferentes posturas internacionales

### Canadá
En agosto de 2012, el ministro de Asuntos Exteriores de Canadá, John Baird, dijo a periodistas que Barrick (que tiene dos minas de oro en Argentina) había «planteado una preocupación» por la posición del gobierno.  Canadá es quizás el mayor defensor de la autodeterminación de los malvinenses, después del Reino Unido. [cita requerida]En la VI Cumbre de las Américas en Cartagena de Indias, Colombia, el primer ministro de Canadá, Stephen Harper, vetó una declaración conjunta de los países americanos apoyando el reclamo de Argentina sobre las Islas Malvinas.
Ese año con las excepciones de Estados Unidos y Canadá, los ministros de Defensa de los países de América emitieron una declaración conjunta destacando el "permanente interés hemisférico" del reclamo de soberanía de la Argentina sobre las islas Malvinas y manifestaron la "voluntad de promover la paz y la cooperación en el Atlántico Sur", y la preocupación por la creciente militarización del Atlántico Sur y la realización de ejercicios de las fuerzas armadas británicas que incluyeron el disparo de misiles británicos en la zona de las islas Malvinas hacia el territorio continental argentino.

### Sierra Leona
La República de Sierra Leona declaró "Es en el espíritu de la resolución 637 (VII) y el artículo 73 (b) de la Carta de las Naciones Unidas. Estoy seguro de que estarán de acuerdo conmigo en que someter a los pueblos a la dominación extranjera constituye una denegación de los derechos humanos fundamentales y viola el derecho de los pueblos a determinar libremente su condición política y proveen asimismo a su desarrollo económico, social y cultural. No cabe duda de que las personas son los titulares del derecho a la autodeterminación.» En 2014 Sierra Leona firmó la declaración de Malabo Posteriormente en la "Declaración de Malabo" (Guinea Ecuatorial) firmada en el marco de la III Cumbre América del Sur - África, aprobada por unanimidad establece:

"'los 54 países de Africa se unieron a Sudamérica para reconocer los legítimos derechos de soberanía de Argentina sobre las islas Malvinas, Georgias del Sur y Sandwich del Sur, y los espacios marítimos circundantes. Además, pidieron al Reino Unido que reanude las negociaciones, de acuerdo a las resoluciones de la ONU."

### Documentos británicos titulados «Malvinas»
La denominación Malvinas es una derivación del topónimo francés îles Malouines, nombre dado por el navegante francés Louis Antoine de Bougainville en 1764, fundador del primer asentamiento permanente de las islas en Puerto Soledad. Está denominación es utilizada por la Unión de Naciones Suramericanas (UNASUR), por la Asociación Latinoamericana de Integración (ALADI) en su declaración sobre la cuestión (2008) y la usada en la Cumbre Iberoamericana de 2007. Para la Organización de Estados Americanos (OEA), la Liga Árabe entre otros organismos. En mayo de 2014, las autoridades de las islas criticaron al gobierno británico tras recibir documentos titulados «Malvinas» en lugar de la denominación «Falkland», la publicación de documentos oficiales sucedió varias veces, el ministerio británico de Negocios e Innovación ha utilizado también la denominación Malvinas en estadísticas de alumnos de los territorios británicos de ultramar que estudian en Gran Bretaña, y la embajada británica en Colombia ha emitido varios mensajes por Twitter mencionando a las islas con la denominación «las Malvinas». La aerolínea de bandera British Airways suelen incluir mapas que marcaban "Puerto Argentino" y otorga la denominación Islas Malvinas al archipiélago.
En una carta pública Lord Lucius Falkland, descendiente de Cary, quinto vizconde de Falkland 
quien le dio el nombre inglés a las Malvinas informó su apoyó a la soberanía argentina, y las llamo por su nombre en español. En 2023 una encuesta del diario inglés conservador Daily Express realizada en Gran Bretaña sostuvo que el 72 % de los británicos manifestó estar de acuerdo con el uso del nombre Malvinas para referirse a las islas del Atlántico Sur y un 28 optó por la denominación Falklands
Algunos parlamentarios británicos apoyan la posición de Argentina en la disputa, entre ellos el parlamentario independiente George Galloway, quien dijo que la posición actual de Inglaterra afecta a los intereses del país en América Latina.
A finales de 2014 y principios de 2015 un diputado de la provincia de Salta, Emanuel Sierra, viajó a las islas para tocar la guitarra en Año Nuevo pidiendo la paz entre la Argentina y el Reino Unido. Short lanzó por red social ironías y burlas al pueblo argentino, tras una hora Short junto a un grupo de diez isleños británicos escupieron e insultaron en el rostro al salteño calificó a los argentinos de «lunáticos» y agradeció «a Dios por cada centímetro de Atlántico Sur que nos separa de la parte continental».
En 2010 veteranos y familiares de caídos argentinos que visitaban las islas para dejar ofrendas florales en el cementerio de Darwin encontraron que este había sido vandalizados, kelpers destruyeron parte de las tumbas y dejaron grafitis, junto con ello destruyeron una imagen de la Virgen de Luján, patrona de la Argentina. El memorial figuraba vandalizados con graffiteadas, robos, roturas e incendios intencionales. En 2017 Comisión de Familiares de Caídos en Malvinas e Islas del Atlántico Sur denunció que el Cementerio de Guerra y Monumento a los Caídos sufrió un nuevo ataque.
En 2012 veteranos y familiares de caídos argentinos que visitaban las islas para dejar ofrendas florales en el cementerio de Darwin encontraron que este había sido vandalizados, isleños destruyeron parte de las tumbas y dejaron grafitis, junto con ello destruyeron una imagen de la Virgen de Luján, patrona de la Argentina. El memorial figuraba vandalizados con grafitis, robos, roturas e incendios intencionales. En 2017 Comisión de Familiares de Caídos en Malvinas e Islas del Atlántico Sur denunció que el Cementerio de Guerra y Monumento a los Caídos sufrió otro ataque.
Al producirse la Revolución de Mayo en 1810, España ya estaba ocupando las Islas, el Imperio Español tomo posesión de las islas dos siglos antes. Entonces, los habitantes del Río de La Plata que reemplazaron a las autoridades españolas, se sintieron enviaron gobernadores las Islas y diversas autoridades. Hubo varios gobernadores españoles y argentinos. En enero de 1833 una fragata británica ayudada por una fragata norteamericana desalojó a la población de la Gobernación de Islas Malvinas a cañonazos tras bombardear la capital.

### Inicio de perforaciones en 2015
Una plataforma de exploración petrolífera semi-sumergible fue contratada por dos de las petroleras, Premier Oil y Noble Energy, operando en aguas en disputa las cuales tienen programado una serie de perforaciones para el segundo trimestre del 2015. Premier Oil había anunciado a fines de mayo de 2014 que un contrato de arrendamiento y para compartir el programa de perforaciones en aguas de las islas estaba «muy cerca» de alcanzarse, la estadounidense Noble Energy, en febrero de 2014 anunció la conclusión de un programa de relevamiento sísmico en sus áreas y según Falkland Oil and Gas Limited, con un total de más de veinte perforaciones en aguas disputadas.las otras petroleras anunciaron un programa de veintidós perforaciones para el 2015.
En la actualidad, la exploración del bloque Sea Lion, ubicado en la plataforma continental argentina, es realizada por Navitas Petroleum, una compañía de capitales israelíes.bNavitas Petroleum, reconocida actualmente como una de las empresas petroleras con creciente protagonismo pese a tener poco más de un Por sus actividades en el bloque Sea Lion. realizadas bajo licencias ilegales el gobierno de Alberto Fernández sancionó a Navitas en 2020 con la prohibición de operar en suelo o mares bajo jurisdicción argentina por 20 años. Eso no ha impedido que la empresa continúe operando sin permiso en territorio argentino.
En junio de 2014, el gobernador de las islas anunció que Premier Oil que la primera producción se estima estará embarcándose en 2019. También afirmó que se ha continuado con el relevamiento sísmico y que En 2025 el gobernador fueguino Mallela repudió la designación del nuevo embajador británico en Argentina David Cairns por haber sido vicepresidente de la petrolera Equinor, empresa que asesoró al Reino Unido en “la explotación ilegal de hidrocarburos en aguas argentinas circundantes a las Islas Malvinas"
Hacia fines de noviembre de 2014 Noble Energy instaló en la rada de Puerto Argentino/Stanley el muelle flotante Noble Frontier, que llegó a las islas remolcado desde Nueva Orleans, demorando 47 días y con un costo de casi 20 millones de dólares. El primer envío de materiales para las perforaciones está previsto que sea descargado en el muelles flotante a final del año, mientras que la plataforma de exploración semi-sumergible Eirik Raude es esperada para marzo de 2015. Noble Energy tiene programado hacer una perforación en el prospecto denominado Humpback (ballena jorobada) a mediados de 2015.
Debido al bajo precio del barril de crudo hacia los últimos meses de 2014, Noble Energy canceló las exploraciones al norte de las islas, solamente al sureste (todas aguas reclamadas por Argentina y ocupadas por el Reino Unido de forma unilateral). En cuanto a Premier Oil, la empresa redujo su proyecto para el campo petrolero Sea Lion, al norte de las islas, planeado desarrollar menos pozos para obtener un gasto de capital menor.

#### Reacción argentina
El gobierno argentino advirtió que una nueva fase de la extracción de petróleo en las aguas que rodean las islas podría escalar la disputa por la soberanía. Este país considera a la actividad de exploración como «ilegal y no autorizada», mientras que el Reino Unido la apoya y la considera un «negocio legítimo». La embajadora argentina en Londres Alicia Castro había dicho que «un derrame de petróleo en las Islas Malvinas podría provocar una catástrofe ecológica porque no tienen ninguna vinculación ni ninguna logística adecuada si no tienen una relación con el continente».
Mientras avanzan las perforaciones, el gobierno de Argentina anuncia que su reclamo de las islas no tiene interés comercial y ni quiere negociar sobre dichos asuntos. También advirtió que los privados que «intenten lucrar» con el petróleo podrían ir a prisión. La legistatura argentina realizó reformas donde se incorporaron tipos penales a la explotación ilegal de recursos en territorio argentino, incluyendo el mar territorial en torno a las Malvinas. Daniel Filmus explica que «cualquier directivo de cualquier empresa que explote o explore hidrocarburos en el mar argentino, y por supuesto el mar de las Malvinas (...), sin autorización de nuestro gobierno será objeto de la sanción (...) con una orden de captura difícilmente esa persona va a poder andar libremente en los 133 países del mundo que reconocen la soberanía argentina sobre las islas».
El subsecretario de Energía y Combustibles de Argentina, Gastón Ghionni, solicitó respaldo a los países miembros del G77+China para «frenar el programa unilateral de exploración en las costas de las Islas Malvinas por parte del Reino Unido», advirtiendo sobre los riesgos logísticos y ambientales. Ghionni también explicó que se lleva adelante un plan de acciones legales contra empresas involucradas en actividades de exploración y explotación «ilegales» en la plataforma continental argentina. Seis empresas fueron inhabilitadas y no podrán operar en el país entre 15 y 20 años.

### Australia
En marzo de 2014, la ministra de Relaciones Exteriores de Australia Julie Bishop recordó en el parlamento australiano que su país «no tiene una posición sobre las reivindicaciones opuestas sobre la soberanía" El país se mantiene neutral.

### Brasil
El ministro de Defensa de Brasil, Celso Amorim, y el vicecanciller Eduardo Dos Santos ratificaron el respaldo de su país al reclamo argentino de soberanía en Malvinas, en reuniones con Daniel Filmus en Brasilia. El Ministerio de Relaciones Exteriores brasileño publicó una declaración al respecto y comprometió su apoyo a la posición de la Argentina en la reunión de la OEA de julio de 2014 y en la que realizará el Comité de Descolonización de la ONU en junio. El 23 de mayo, el senador brasileño Cristovam Buarque propuso la realización de una reunión del Parlamento Sudamericano (Parlasur) sobre las Islas Malvinas en Ushuaia.

### Estados Unidos
La Secretaria de Estado estadounidense Hillary Rodham Clinton se entrevistó el 1 de marzo de 2014 con la presidenta argentina Cristina Fernández, a quien le ofreció su colaboración para resolver la disputa entre Argentina y Reino Unido por la soberanía de las Islas Malvinas.“Lo que queremos hacer es facilitar el diálogo entre ellos”, dijo Clinton.
Clinton dijo en Montevideo que ambos países deben llegar a un acuerdo sobre la soberanía de las Islas Malvinas que están bajo administración británica y por la cual ambos países libraron una guerra breve en 1982.
«No estamos interesados ni tenemos una participación real en determinar lo que ellos decidan entre ambos. Sin embargo, queremos que dialoguen y queremos que resuelvan los temas pendientes», afirmó la secretaria de Estado.
Por su parte el Reino Unido se manifestó rechazando una oferta de la secretaria estadounidense de Estado, Hillary Clinton, para alentar un diálogo entre Reino Unido y Argentina sobre las islas Malvinas.
En otro comunicado Estados Unidos comunicó por segunda vez su postura respecto a la cuestión, la vocera del Departamento de Estado estadounidense, Victoria Nuland, dijo que la cuestión Malvinas «es un tema bilateral que necesita ser trabajado directamente entre los gobiernos de la Argentina y el Reino Unido». El 16 de marzo de 2012,.
luego de una reunión entre el primer ministro británico David Cameron y el presidente de los Estados Unidos Barack Obama Estados Unidos ratificó la posición neutral de Washington D.C frente a la disputa: "Nuestra postura sigue siendo de neutralidad. Deseamos que se resuelva pacíficamente", dijo el funcionario de la Casa Blanca, que pidió mantener el anonimato, a la agencia France Press.
El 3 de abril de 2014, el Comité de Relaciones Exteriores del Parlamento británico planteó una queja al secretario de estado William Haghe. En 2025 el subsecretario Adjunto para América Latina, Kevin Sullivan, sostuvo que "no hay ningún cambio en nuestra política hacia las islas; seguimos teniendo una postura neutral".

## Bloques internacionales

### Commonwealth del Caribe
En el año 2015 en una declaración conjunta de los miembros de la Commonwealth del Caribe como Antigua y Barbuda, Bahamas, Barbados, Belice, Dominica, Guyana, Jamaica, Santa Lucía, Saint Kitts y Nevis, San Vicente y las Granadinas, Surinam y Trinidad y Tobago firmaron un documento y posteriormente una declaración en la que expresa pleno apoyo a los "legítimos" derechos de Argentina sobre las Islas Malvinas.

### Unasur
Posteriormente en una cumbre se dirigió al conflicto por la soberanía de las Malvinas varios artículos de la declaración establecen que todos los puertos de la Unasur serán cerrados a aquellos buques que operen bajo la "bandera ilegal de Malvinas".

### Parlasur
En 2014 el Parlasur votó de forma unánime respaldar el reclamo argentino y expresó "el Parlamento del MERCOSUR expresa su rechazo a la ilegítima pretensión del gobierno británico de incluir a las Islas Malvinas, Georgias del Sur y Sandwich del Sur y los espacios marítimos circundantes, en su presentación ante la Comisión de Límites de la Plataforma Continental, establecida por la Convención de las Naciones Unidas sobre el Derecho del Mar".
La Declaración rechaza además el acto unilateral de Gran Bretaña por el cual se establecería una nueva constitución para que rija sobre el territorio de las Islas Malvinas en total violación con las disposiciones, resoluciones y recomendaciones de las Naciones Unidas. Un día después la Parlamentaria venezolana Blanca Eckhout hizo lectura de la Declaración aprobada por unanimidad en la que se destaca el "más firme respaldo a los legítimos derechos de la República Argentina en la disputa de soberanía sobre las Islas Malvinas, Georgias del Sur y Sandwich del Sur y los espacios marítimos circundantes.

### OEA
El secretario general de la OEA, Luis Almagro, consideró en 2014 que el asunto de las Malvinas es de un tema de "interés permanente" en el seno del organismo, y reconoció el derecho de Argentina a reclamar su soberanía sobre las islas.El canciller de Brasil, Aloysio Nunes, y el de Bolivia, Fernando Huanacuni, expresaron el apoyo de sus países hacia Argentina el ministro boliviano afirmó que "categóricamente las Malvinas son argentinas".

#### Unión africana
En 2014 los 54 países de la Unión Africana publicaron la "Declaración de Malabo" (Guinea Ecuatorial),baprobada por unanimidad establece:

"'los 54 países de Africa se unieron a Sudamérica para reconocer los legítimos derechos de soberanía de Argentina sobre las islas Malvinas, Georgias del Sur y Sandwich del Sur, y los espacios marítimos circundantes. Además, pidieron al Reino Unido que reanude las negociaciones, de acuerdo a las resoluciones de la ONU."

### Unión Europea
En 2015 la Unión Europea borró el nombre británico de las islas de su lista oficial de territorios de ultramar y adoptó el nombre y denominación topográfica argentina respecto al archipiélago como Islas Malvinas.

#### Comité de descolonización de la ONU
Desde 1963 el comité encargado de examinar la situación con respecto a la aplicación de la Resolución 1514 de la Asamblea General de las Naciones Unidas, por lo que la situación del archipiélago es examinada anualmente por el Comité de Descolonización. El 16 de diciembre de 1965, la Asamblea General de las Naciones Unidas aprobó la Resolución A/RES/2065 (XX), que regula la cuestión de las islas Malvinas. Los miembros del comité en respuesta adoptaron una resolución por aclamación, la cual fue presentada por la República de Chile que reitera que la forma de poner fin a la especial y particular situación colonial en la Cuestión de las Islas Malvinas. La resolución con el llamado a descolonizar la Islas contó con la aprobación de los 29 Estados miembros: Antigua y Barbuda, Bolivia, Chile, China, Congo, Côte d’ivoire, Cuba, Dominica, Ecuador, Etiopía, Fiyi, Granada, India, Indonesia, Irán, Iraq, Malí, Nicaragua, Papúa Nueva Guinea, Rusia, San Cristóbal y Nieves, Santa Lucía, San Vicente y las Granadinas, Sierra Leona, República Árabe Siria, Timor-Leste, Túnez, Tanzania y Venezuela.

## Repercusión de la crisis en personalidades importantes

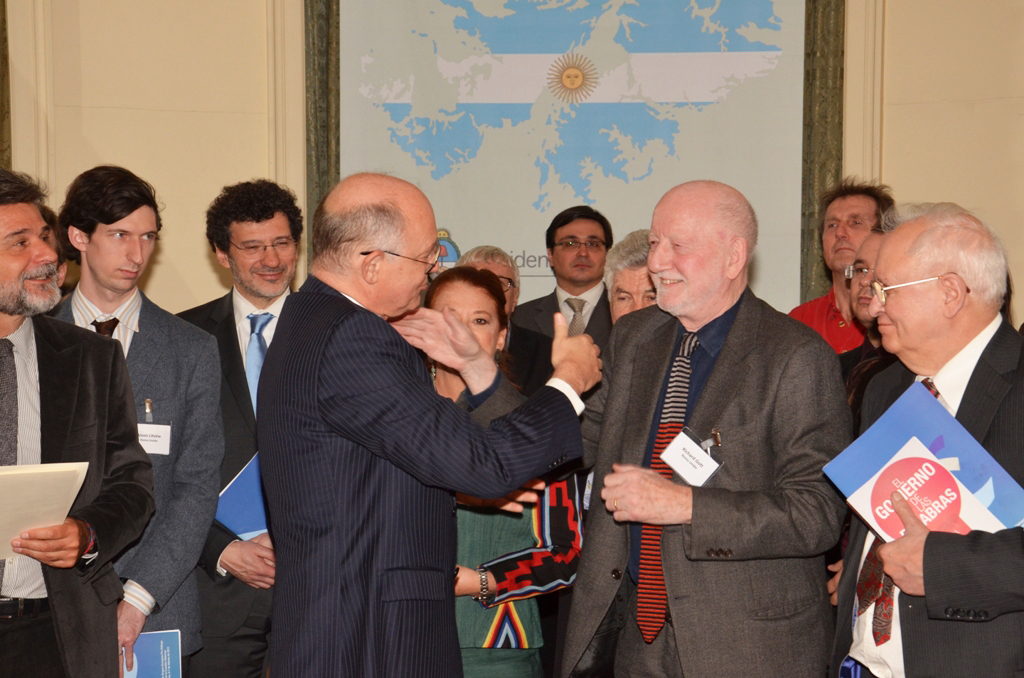
Héctor Timerman junto con personalidades de la política y la cultura de numerosos países de Europa, en febrero de 2013.

El 14 de febrero de 2012, tras reunirse con el presidente uruguayo, José Mujica, en el marco de una gira por el Cono Sur en su papel de embajador itinerante de Haití para hablar con los líderes de la región sobre la reconstrucción del país isleño, Sean Penn llegó a la Argentina para también promocionar su labor como embajador itinerante de Haití, una vez en Buenos Aires se reunió con la presidenta Cristina Fernández y refiriéndose a la cuestión de la crisis que ambos estados tanto Argentina como el Reino Unido están llevando por la soberanía de las islas Malvinas, mal criticó al Reino Unido y calificó a tal Estado de colonialista, además sentenció la mala actitud del gobierno de Londres de no entablar negociaciones que conduzcan a la paz y de incitar la guerra, además recalcó que ambos gobiernos deben en conjunto explotar los recursos marítimos del archipiélago y repudió la llegada del Príncipe Guillermo a las islas argumentando que la misma Corona inglesa podría haber enviado al príncipe a otro destino en lugar de un territorio donde se derramó sangre, para tal entrenamiento militar.
El 1 de marzo del mismo año, el mítico fundador de la banda británica Pink Floyd, Roger Waters, en diálogo con el periodista Amaro Gómez-Pablos, para la televisión chilena, al ser consultado en forma directa si las islas eran inglesas o argentinas, respondió textual:
"Creo que deberían ser argentinas, mi preocupación como inglés es que ellos fueron usados y el argumento fue usado para una cuestión política primero por Margaret Thatcher y ahora por David Cameron". "Estoy todo lo avergonzado que pueda estar de nuestro pasado colonial. No me enorgullece que en los últimos 150 años el sol nunca se ha puesto en el imperio británico y estábamos afuera violando, ocupando y robando todo lo que pudiéramos de todo el mundo, lo más posible", aseveró. Cuando se le consultó sobre la defensa de la autodeterminación por parte de los kelpers, el músico respondió: "Las Malvinas son británicas, ¿no? Ellos tienen su punto de vista, entonces en cualquiera de los dos casos está bien" manifestó que desea que no se derrame ni una gota de sangre y se llegue a una solución pacífica, añadió acerca del conflicto que ambos países mantienen por el archipiélago.
De la misma manera que Waters en un principio lo hizo, el cantante británico Morrisey se sumó también a la postura argentina y expresó que las islas Malvinas o Falkland deben estar bajo jurisdicción de la República Argentina.
Además de dichas personalidades importantes se sumaron otras como nobeles de la misma categoría, y de cuatro continentes. Ellos lanzaron una campaña de adhesiones para solicitar al primer ministro del Reino Unido, David Cameron, que se abra al reclamo argentino, a las reiteradas resoluciones de la Asamblea General de Naciones Unidas y de su Comité Especial de Descolonización de las Naciones Unidas que convocan a reanudar las negociaciones para encontrar una solución pacífica al conflicto de soberanía por las islas Malvinas, Georgias y Sándwich del Sur. Entre ellos están Adolfo Pérez Esquivel, Mairead Corrigan Maguire, Rigoberta Menchú, Desmond Tutu, Jody Williams, Shirin Ebadi.
Ellos acusaron a Gran Bretaña de poner "en serio riesgo la paz y la convivencia de esta parte del mundo" por su negativa a dialogar, reza la solicitada enviada a las redacciones.
En febrero de 2013, políticos, académicos, escritores y periodistas de Alemania, Austria, Bélgica, Bulgaria, Dinamarca, España, Francia, Grecia, Hungría, Irlanda, Italia, Países Bajos, Polonia, Portugal, República Checa, Reino Unido, Rumania y Suecia (países integran los 18 Grupos Europeos Pro Diálogo sobre la Cuestión Malvinas) firmaron un texto junto con el gobierno argentino llamando a Gran Bretaña a cumplir el diálogo con Argentina sobre la soberanía de las islas.
El 26 de mayo de 2014, Stan Collymore, exfutbolista británico, provocó un escándalo en Twitter al catalogar de «robo» la toma de las islas Malvinas por parte de los británicos. «Qué gloria, qué triunfo. Una jodida isla con ovejas. Reine Britania», ironizó. Collymore borró el tuit e hizo una firme defensa de su posición, quejándose de que haya gente que no tomara en cuenta el «contexto histórico».